# Liste der Biografien/Rom
Liste der Biografien |
Portal Biografien |
Personensuche
# |
A |
B |
C |
D |
E |
F |
G |
H |
I |
J |
K |
L |
M |
N |
O |
P |
Q |
R |
S |
T |
U |
V |
W |
X |
Y |
Z |
?
 
Ra |
Rb |
Rd |
Re |
Rh |
Ri |
Rj |
Rk |
Rl |
Rm |
Rn |
Ro |
Rr |
Rs |
Rt |
Ru |
Rv |
Rw |
Rx |
Ry |
Rz
 
Roa |
Rob |
Roc |
Rod |
Roe |
Rof |
Rog |
Roh |
Roi |
Roj |
Rok |
Rol |
Rom |
Ron |
Roo |
Rop |
Roq |
Ror |
Ros |
Rot |
Rou |
Rov |
Row |
Rox |
Roy |
Roz 
Die Liste der Biografien führt alle Personen auf, die in der deutschsprachigen Wikipedia einen Artikel haben. Dieses ist eine Teilliste mit 1098 Einträgen von Personen, deren Namen mit den Buchstaben „Rom“ beginnt.

## Rom
- Rom Surin (* 1962), thailändischer English-Billiards- und Snookerspieler
- Rom, Alexander von, deutscher Diplomat
- Rom, Anton (1909–1994), deutscher Olympiasieger im Rudern
- Rom, Dagmar (1928–2022), österreichische Skirennläuferin
- Rom, François (1882–1942), belgischer Degenfechter
- Rom, Friedrich, österreichischer Lichtdesigner
- Rom, Hilde (1928–2019), österreichische Schauspielerin
- Rom, Horst von (1909–1991), deutscher Botschafter
- Rom, Léon (1860–1924), belgischer Vizegouverneur des Kongo-FreistaatsLéon Rom (1860–1924)

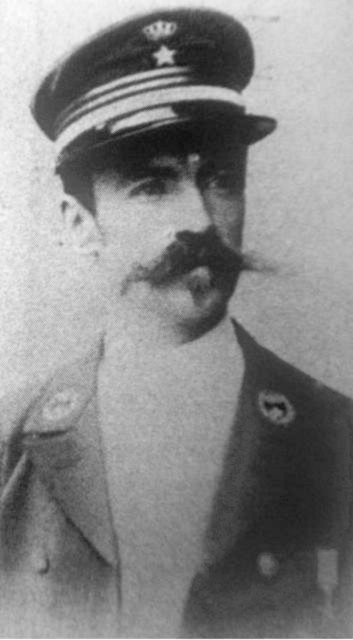
Léon Rom (1860–1924)

- Rom, Mario (* 1990), österreichischer Jazzmusiker (Trompete, Komposition)
- Rom, Markus (* 1990), deutscher Jazz- und Popmusiker
- Rom, Martin (1895–1970), österreichischer Politiker (SPÖ), Abgeordneter zum Nationalrat
- Rom, Matija (* 1998), slowenischer Fußballspieler
- Rom, Michael (1957–1991), deutscher Dichter
- Rom, Paul (1902–1982), deutscher Pädagoge, Psychotherapeut und Erziehungsberater
- Rom, Peter (* 1972), österreichischer Jazzmusiker (Gitarre, Komposition)
- Rom, Sonja (* 1969), deutsche Kamerafrau
- Rom, Werner (* 1946), deutscher Schauspieler und bayerischer VolksschauspielerWerner Rom (* 1946)

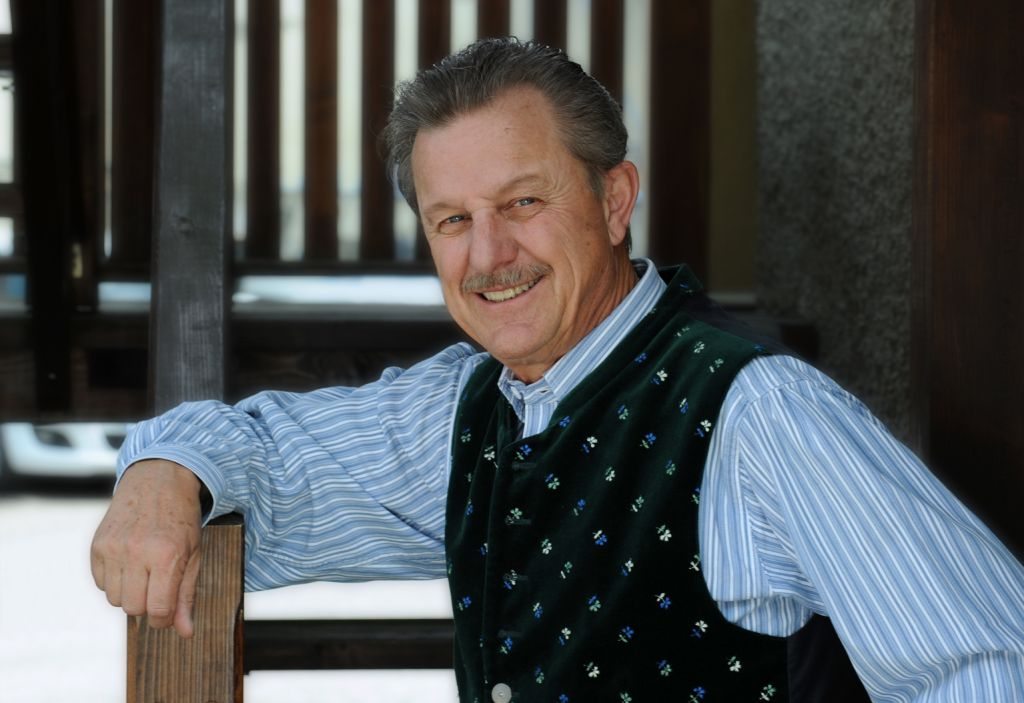
Werner Rom (* 1946)

- Rom, Willi (1911–1999), deutscher Kommunist, GRU-Funktionär und Spanienkämpfer

### Roma
- Romá y Rosell, Francisco († 1784), spanischer Jurist und Ökonom, interimistischer Vizekönig von Neuspanien
- Roma, Antonio (1932–2013), argentinischer Fußballspieler
- Roma, Flavio (* 1974), italienischer Fußballspieler
- Roma, Giulio (1584–1652), italienischer römisch-katholischer Kardinal und Bischof von Recanati und Loreto
- Roma, Nani (* 1972), spanischer Rennfahrer
- Roma, Paul (* 1960), US-amerikanischer Wrestler

#### Romag
- Romagna, Filippo (* 1997), italienischer Fußballspieler
- Romagnan, Barbara (* 1974), französische Politikerin, Mitglied der Nationalversammlung
- Romagnani, Chiara (* 1973), italienische Immunologin und Hochschullehrerin
- Romagnesi, Henri (1912–1999), französischer Mykologe
- Romagnoli, Alessio (* 1995), italienischer Fußballspieler
- Romagnoli, Diana (* 1977), Schweizer Degen-Fechterin
- Romagnoli, Francesco (1785–1839), italienischer Rechtsanwalt, Politiker und Unternehmer
- Romagnoli, Giuseppe (1872–1966), italienischer Bildhauer, Kupferstecher und Medailleur
- Romagnoli, Leandro (* 1981), argentinischer Fußballspieler
- Romagnoli, Luca (* 1961), italienischer Politiker, MdEP
- Romagnoli, Redo, italienischer Drehbuchautor und Filmregisseur
- Romagnolo, Elena (* 1982), italienische Leichtathletin
- Romagnoni, Giuseppe (1930–1964), italienischer Maler
- Romagnosi, Gian Domenico (1761–1835), italienischer Philosoph und Jurist

#### Romah
- Romahn, Alejandro (1949–2023), mexikanischer Fußballspieler
- Romahn, Carolina (* 1966), deutsche Literaturwissenschaftlerin
- Romahn, Hermann (1814–1882), Rechtsanwalt und Notar in Elbing, MdHdA
- Romahn, Michael (* 1959), deutscher Schriftsteller

#### Romai
- Romaihi, Mohamed al- (* 1990), bahrainischer Fußballspieler
- Romain, Bernard (* 1944), französischer Künstler
- Romain, Georges (* 1969), seychellischer Politiker, Mitglied der Nationalversammlung
- Romain, Jean (* 1952), Schweizer Schriftsteller und Politiker
- Romain, Jérôme (* 1971), dominicanischer Leichtathlet
- Romain, Ken (* 1993), französischer Sprinter
- Romain, Lothar (1944–2005), deutscher Journalist, Kurator und Kunstgeschichtsprofessor
- Romain, Roy (1918–2010), britischer Schwimmer
- Romain, Sandra (* 1978), rumänische PornodarstellerinSandra Romain (* 1978)

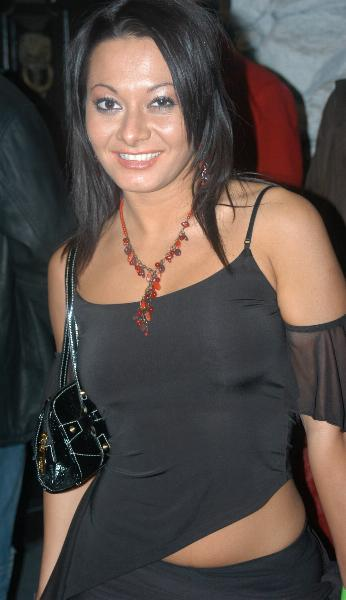
Sandra Romain (* 1978)

- Romain, Yvonne (* 1938), britische Schauspielerin
- Romain-Desfossés, Joseph (1798–1864), französischer Admiral und Marineminister
- Romaine, William, US-amerikanischer Pokerspieler
- Romains, Jules (1885–1972), französischer Romancier und Polygraph

#### Romak
- Romakina, Maria, deutschsprachige Filmschauspielerin
- Romako, Anton (1832–1889), österreichischer Maler

#### Romal
- Romalo, Alexandru (1892–1947), rumänischer Diplomat

#### Roman
- Roman († 1362), Metropolit von Litauen
- Roman († 997), Zar von Bulgarien
- Román Arias, Javier Gerardo (* 1962), costa-ricanischer Geistlicher, römisch-katholischer Bischof von Limón
- Román González, César Enrique (* 1930), ecuadorianischer Diplomat
- Román Haug, Sophie (* 1999), norwegische Fußballspielerin
- Roman I. († 1167), katholischer Bischof der Diözese Gurk
- Román Idígoras, Ángel (* 1968), spanischer römisch-katholischer Geistlicher, Bischof von Albacete
- Roman II. († 1448), Fürst des Fürstentums Moldau
- Roman Nose († 1868), Häuptling der Himoweyuhkis-Indianer
- Román Seco, Juan de Dios (1942–2020), spanischer Handballtrainer und Handballfunktionär
- Roman von Galizien-Wolhynien († 1205), Fürst aus dem Adelsgeschlecht der Rurikiden
- Roman von Le Puy, Baron im Königreich Jerusalem
- Roman von Leibnitz († 1179), Bischof von Gurk
- Román y Reyes, Víctor Manuel (1872–1950), nicaraguanischer Politiker, Präsident von Nicaragua (1947–1950)
- Román, Adalberto (* 1987), paraguayischer Fußballspieler
- Román, Agustín (1928–2012), kubanischer Geistlicher, römisch-katholischer Bischof
- Román, Aída (* 1988), mexikanische Bogenschützin
- Roman, Albert (* 1944), Schweizer Musiker
- Roman, Alin (* 1994), rumänischer Fußballspieler
- Roman, Ana (* 1975), rumänische Biathletin
- Roman, André Bienvenu (1795–1866), US-amerikanischer Politiker
- Roman, Brian P., amerikanischer Astronom und Asteroidenentdecker
- Román, Carlos, chilenischer Fußballspieler
- Roman, Claire (1906–1941), französische Pilotin
- Roman, Clément (* 1938), belgischer Radrennfahrer
- Roman, Dan (* 1985), rumänischer Fußballspieler
- Roman, Daniel (* 1990), US-amerikanischer Boxer im Superbantamgewicht
- Roman, Eva (* 1980), deutsche Schriftstellerin
- Román, Federico (1875–1943), bolivianischer General
- Román, Fernando (* 2001), paraguayischer Fußballspieler
- Roman, Geoffrey (* 1982), namibischer Fußballspieler
- Roman, Gil (* 1960), französischer Tänzer und Choreograph
- Roman, Gilberto (1961–1990), mexikanischer Boxer
- Roman, Irineu (* 1958), brasilianischer Ordensgeistlicher und römisch-katholischer Erzbischof von Santarém
- Román, Iván (* 2006), chilenischer Fußballspieler
- Roman, Jacob (1640–1716), niederländischer Architekt
- Roman, Jacques (* 1948), französischer Schauspieler, Theaterregisseur und Schriftsteller
- Roman, James Dixon (1809–1867), US-amerikanischer Politiker
- Román, Joan (* 1993), spanischer Fußballspieler
- Roman, Joe (* 1942), US-amerikanischer American-Football-Trainer
- Roman, Johan Helmich (1694–1758), schwedischer Komponist
- Roman, Joseph (1923–2018), US-amerikanischer Schauspieler
- Roman, Joshua (* 1983), US-amerikanischer Cellist und Komponist
- Roman, Lawrence (1921–2008), US-amerikanischer Bühnen- und Drehbuchautor
- Román, Leo (* 2000), spanischer Fußballspieler
- Roman, Letitia (* 1941), italienische Schauspielerin
- Roman, Lisa (* 1989), kanadische Ruderin
- Roman, Marcel (1900–1969), belgischer Ruderer
- Román, Marcel (* 1988), uruguayischer Fußballspieler
- Román, Mariano (1922–1968), chilenischer Fußballspieler
- Román, Marisa, spanische Filmproduzentin
- Roman, Martin (1910–1996), deutsch-amerikanischer Musiker und Pianist
- Roman, Mauro (* 1954), italienischer Vielseitigkeitsreiter
- Roman, Max Wilhelm (1849–1910), deutscher Landschaftsmaler und Lithograf
- Roman, Michael (1956–2016), US-amerikanischer Grafikdesigner
- Roman, Mihai (* 1984), rumänischer Fußballspieler
- Roman, Miloš (* 1999), slowakischer Eishockeyspieler
- Roman, Nancy (1925–2018), US-amerikanische Astronomin
- Roman, Pavel (1943–1972), tschechischer Eiskunstläufer
- Roman, Petre (* 1946), rumänischer Politiker, MinisterpräsidentPetre Roman (* 1946)

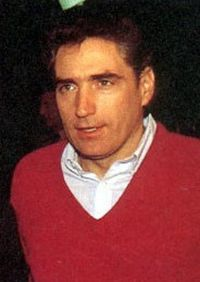
Petre Roman (* 1946)

- Roman, Phil (* 1930), US-amerikanischer Animator und Regisseur
- Roman, Philipp Joachim von (1702–1786), Generalleutnant
- Roman, Rafet el (* 1968), türkischer PopmusikerRafet el Roman (* 1968)

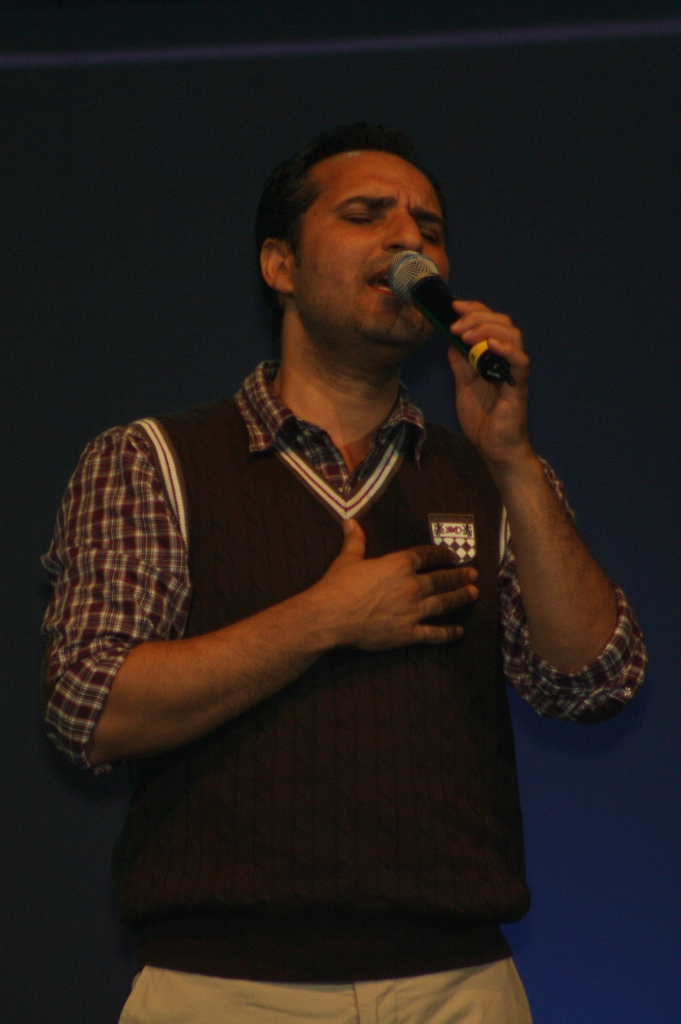
Rafet el Roman (* 1968)

- Roman, Rodrigo, chilenischer Biathlet
- Roman, Rudolf von (1893–1970), deutscher General der Artillerie
- Roman, Rudolph von (1836–1917), Regierungspräsident von Oberfranken und Ehrenbürger von Bayreuth
- Roman, Russel (* 1975), palauischer Sprinter
- Roman, Ruth (1922–1999), US-amerikanische Schauspielerin
- Roman, Serge, rumänischer Kameramann und Werbefilm-Regisseur
- Roman, Sonja (* 1979), slowenische Leichtathletin
- Roman, Stanley (* 1941), indischer Geistlicher, emeritierter römisch-katholischer Bischof von Quilon
- Roman, Stella (1904–1992), rumänische Opernsängerin (Sopran)
- Roman, Steven, US-amerikanischer Mathematiker
- Roman, Susan (* 1957), kanadische Synchronsprecherin und Filmschauspielerin
- Roman-Försterling, Käthe (* 1871), deutsche Malerin, Grafikerin, Kunstgewerblerin und Dozentin

##### Romana
- Romana, Pedro Caro y Sureda de la (1761–1811), spanischer General

##### Romanc
- Romance, Germain-Hyacinthe de (1745–1831), französischer Offizier, Publizist und Schriftsteller
- Romance, Viviane (1912–1991), französische Schauspielerin
- Romanchych, Larry (* 1949), kanadischer Eishockeyspieler
- Romancini, Mario (* 1987), brasilianischer Rennfahrer
- Romançon, Bénilde (1805–1862), französischer Ordensbruder und Heiliger der katholischen Kirche
- Romanczuk, Taras (* 1991), polnischer Fußballspieler

##### Romand
- Romand, Anaïs, französische Kostüm- und Szenenbildnerin
- Romand, Béatrice (* 1952), französische SchauspielerinBéatrice Romand (* 1952)

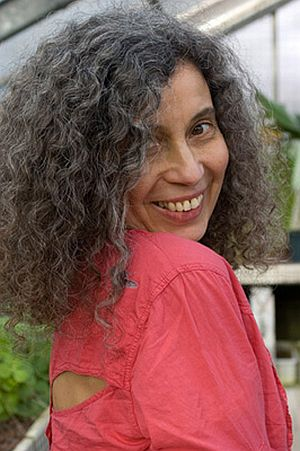
Béatrice Romand (* 1952)

- Romand, Gina (1938–2022), kubanisch-mexikanische Schauspielerin und Sängerin
- Romand, Jean-Claude (* 1954), französischer Betrüger und Mörder
- Romand, Louis (1934–2000), französischer Skilangläufer und Biathlet
- Romand, Paul (1930–2011), französischer Skilangläufer und Biathlet
- Romand, Raphaël, französischer Schauspieler
- Romandon, Gedeon (1667–1697), Hofmaler in Preußen

##### Romane
- Romane (* 1959), französischer Jazz-Gitarrist
- Romanek, Mark (* 1959), US-amerikanischer RegisseurMark Romanek (* 1959)

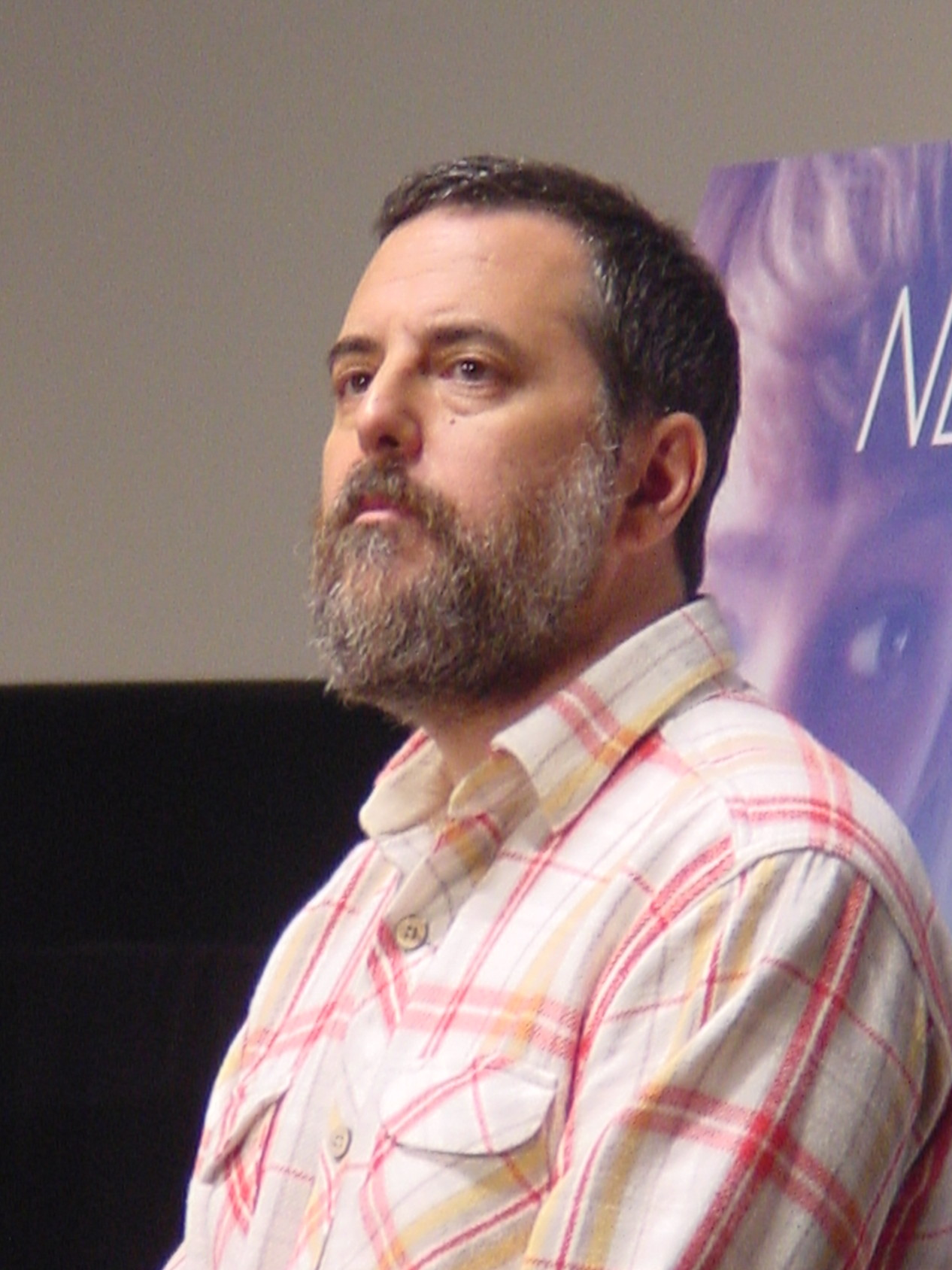
Mark Romanek (* 1959)

- Romanelli, Carla (* 1949), italienische Schauspielerin
- Romanelli, Giovanni Francesco (1610–1662), Maler
- Romanelli, Luigi (1751–1839), italienischer Librettist
- Romanelli, Pietro (1889–1981), italienischer Klassischer Archäologe
- Romanelli, Raffaello (1856–1928), italienischer Bildhauer
- Romanello, Roberto (* 1976), britischer Pokerspieler
- Romanenko, Gennadi Alexejewitsch (* 1937), russischer Wirtschaftswissenschaftler, Agronom und Hochschullehrerin
- Romanenko, Gerassim Grigorjewitsch (1855–1928), russischer Theoretiker des Terrorismus
- Romaņenko, Jeļizaveta (* 2004), lettische Sprinterin
- Romanenko, Juri Wiktorowitsch (* 1944), sowjetischer Kosmonaut, Pilot
- Romanenko, Roman Jurjewitsch (* 1971), russischer Kosmonaut
- Romanenko, Witalij (1926–2010), sowjetischer Sportschütze
- Romanenko, Wolodymyr (* 1992), ukrainischer Eishockeyspieler
- Romanens, Marie-Luce (* 1973), Schweizer Orientierungs- und Langstreckenläuferin
- Romaner, Barbara (* 1978), italienische Schauspielerin (Südtirol)Barbara Romaner (* 1978)

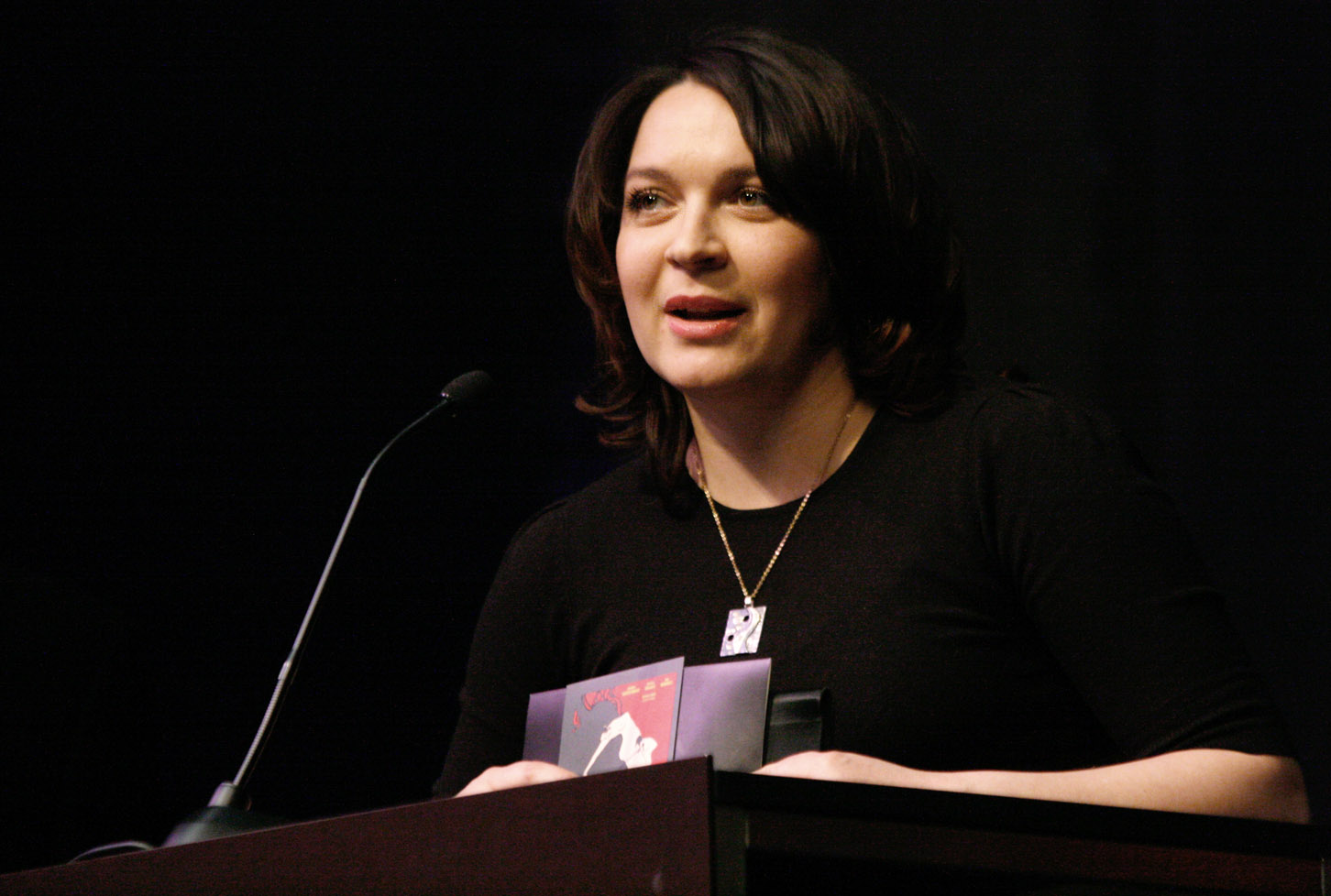
Barbara Romaner (* 1978)

- Romanes, George (1848–1894), britischer Evolutionsbiologe
- Romanesen, Elmar (* 1978), deutscher Handballspieler und -trainer
- Romanet de Beaune, Antoine de (* 1962), französischer Geistlicher, Militärbischof von Frankreich

##### Romang
- Romang, Johann Jakob (1831–1884), Schweizer Schriftsteller
- Romang, Johann Peter (1802–1875), Schweizer evangelischer Geistlicher, Theologe und Hochschullehrer

##### Romani
- Romani Adami, Giancarlo (* 1933), italienischer Filmschaffender und Maler
- Romani, Angelo (1934–2003), italienischer Schwimmer
- Romani, Carlo (1824–1875), italienischer Komponist
- Romani, Clemente, italienischer Sprachmeister
- Romani, Darlan (* 1991), brasilianischer Leichtathlet
- Romani, Felice (1788–1865), italienischer Autor und Librettist
- Romani, Hugo (1919–2016), argentinischer Sänger
- Romani, Juana (1869–1923), italienische Malerin
- Romani, Paolo (* 1947), italienischer Politiker (Forza Italia) und Publizist
- Romani, Pietro (1791–1877), italienischer Dirigent, Komponist und Musikpädagoge
- Romani, Riccardo (* 1987), italienischer Biathlet
- Romanić, Aleksandra (* 1958), jugoslawisch-deutsche Pianistin und Hochschullehrerin
- Romanić, Teodor (1926–2019), bosnischer Dirigent, Komponist und Hochschullehrer
- Romanides, John S. (1927–2001), US-amerikanischer griechisch-orthodoxer Priester und Theologe
- Romaniec, Rosalia (* 1972), polnische Journalistin und Regisseurin
- Romanik, Radosław (* 1967), polnischer Radrennfahrer
- Romanin, Ivan (* 1978), italienischer Biathlet
- Romanín, Juan Carlos (* 1954), argentinischer Ordensgeistlicher, emeritierter Bischof von Río Gallegos
- Romanin, Nicola (* 1994), italienischer Biathlet
- Romanin, Samuele (1808–1861), italienischer Historiker
- Romanino, Girolamo, italienischer Maler
- Romaniuk, Kazimierz (1927–2025), polnischer römisch-katholischer Geistlicher, Bischof von Warschau-Praga

##### Romanj
- Romanjuk, Darja (* 2004), ukrainische Beachvolleyballspielerin
- Romanjuk, Dmytro (* 1997), ukrainischer Hürdenläufer

##### Romank
- Romankewitsch, Jewgeni Alexandrowitsch (* 1931), russischer Meeresforscher
- Romankiw, Lubomyr (1931–2024), kanadischer Computeringenieur
- Romanko, Viktor (* 1953), russischer Akkordeonist
- Romankow, Alexander Anatoljewitsch (* 1953), sowjetischer Florettfechter und Olympiasieger

##### Romann
- Romann, Dieter (* 1962), deutscher Verwaltungsjurist und politischer Beamter, Präsident des Bundespolizeipräsidiums
- Romann, Philipp (* 1974), Schweizer Schauspieler und Theaterregisseur

##### Romano
- Romano Avezzana, Camillo (1867–1949), italienischer Diplomat
- Romano Bonaventura († 1243), Kardinaldiakon von Sant’Angelo in Perscheria, Kardinalbischof von Porto e Santa Rufina
- Romano de Madeira Melo, Luís (1922–2010), kap-verdischer Schriftsteller, Folklorist und Poet
- Romano Gómez, Miguel (* 1959), US-amerikanischer römisch-katholischer Geistlicher, emeritierter Weihbischof in Guadalajara
- Romano Guillemín, Francisco (1884–1950), mexikanischer Maler und ein Vertreter des Impressionismus
- Romano von Ringe, Johann (1818–1882), Architekt
- Romano, Aldo (* 1941), italienischer Jazzmusiker
- Romano, Ángel (1893–1972), uruguayischer Fußballspieler
- Romano, Antoniazzo (* 1430), italienischer Renaissance-Maler
- Romano, Arthur (1914–1964), italienisch-kanadischer Saxophonist, Klarinettist, Oboist, Englischhornist und Musikpädagoge
- Romanò, Carlo (1789–1855), italienischer Priester, Bischof von Como
- Romano, Carlo (1908–1975), italienischer Schauspieler und Sprecher
- Romano, Christy Carlson (* 1984), US-amerikanische Schauspielerin und Sängerin
- Romano, Daniele (* 1993), Schweizer Fussballspieler
- Romano, Dennis (* 1951), US-amerikanischer Historiker
- Romano, Elisabeth (* 1967), deutsch-italienische Schauspielerin
- Romano, Fabio (* 1967), italienischer Pianist
- Romano, Fabrizio (* 1993), italienischer Sportjournalist und InfluencerFabrizio Romano (* 1993)

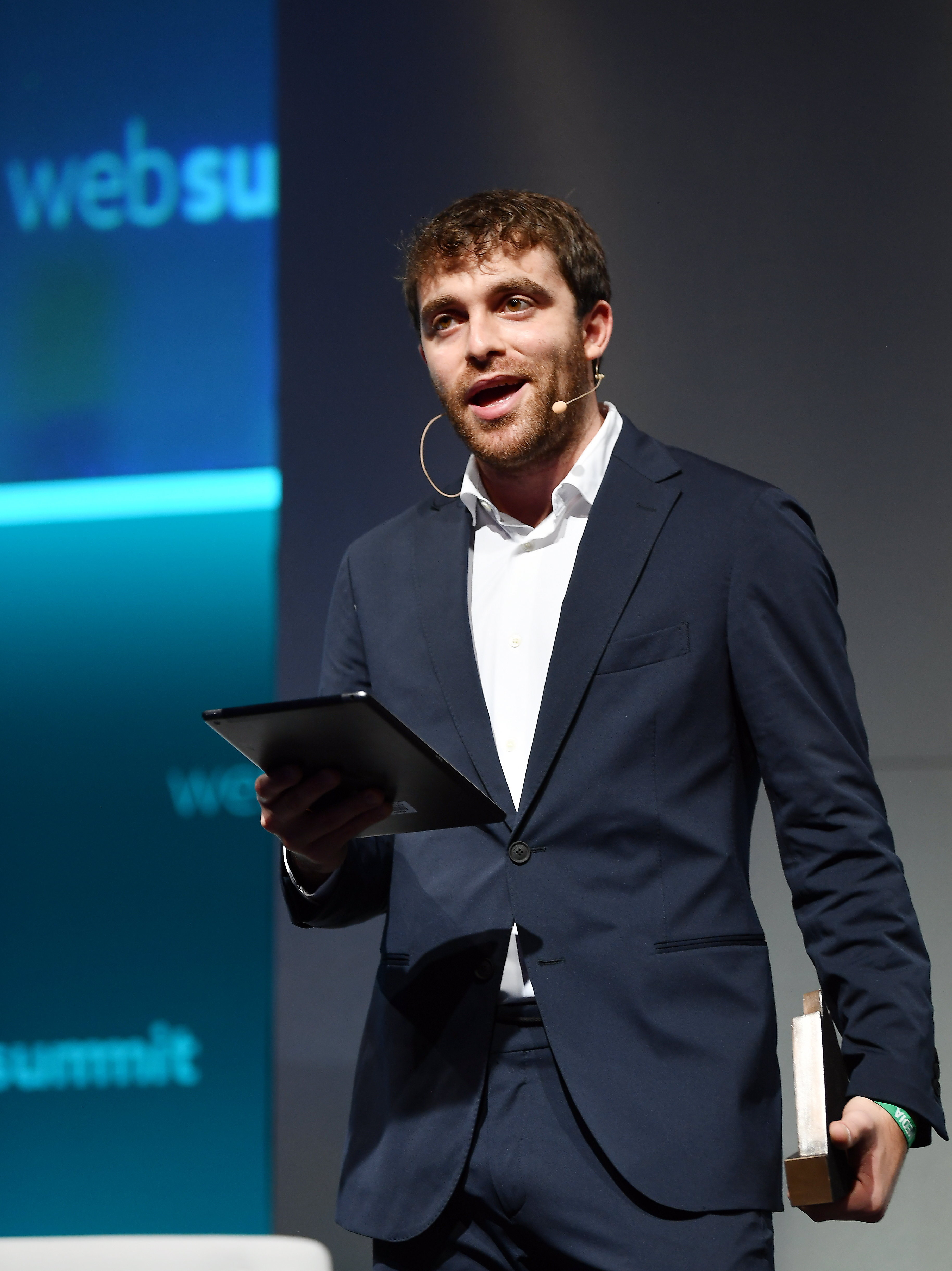
Fabrizio Romano (* 1993)

- Romano, Filippo (* 2005), italienischer Tennisspieler
- Romano, Florencia (* 1970), argentinische Fußballschiedsrichterin
- Romano, Francesco (* 1960), italienischer Fußballspieler
- Romano, Francesco Saverio (* 1964), italienischer Politiker
- Romano, Frank, US-amerikanischer Schauspieler
- Romano, Freddy (* 1966), italienischer Freestyle-Skier
- Romano, Giulio (1499–1546), italienischer Maler, Architekt und BaumeisterGiulio Romano (1499–1546)

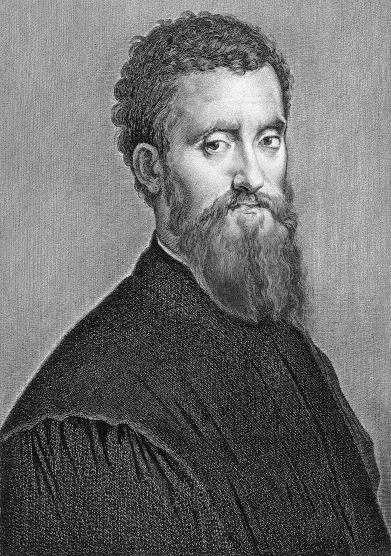
Giulio Romano (1499–1546)

- Romano, Guido (1887–1916), italienischer Turner
- Romano, Guy Armand (1937–2023), französischer Ordensgeistlicher, Bischof von Niamey
- Romano, J. R., US-amerikanischer Politiker (Republikanische Partei)
- Romano, Joe (1932–2008), US-amerikanischer Jazz-Saxophonist
- Romano, Josef (1940–1972), israelischer Gewichtheber, Mordopfer palästinensischer Terroristen
- Romano, Judit (* 1982), spanische Fußballschiedsrichterassistentin
- Romano, Lalla (1906–2001), italienische Dichterin, Schriftstellerin und Journalistin
- Romano, Larry (* 1963), US-amerikanischer Schauspieler
- Romano, Lorenzo (* 1997), italienischer Skilangläufer
- Romano, Lou (* 1972), US-amerikanischer Trickfilmzeichner und Synchronsprecher
- Romano, Ludovico (1853–1933), italienischer Architekt
- Romano, Marcello (* 1965), brasilianischer Geistlicher und römisch-katholischer Bischof von Araçuaí
- Romano, Marco (* 1953), italienischer Säbelfechter und Gastroenterologe
- Romano, Marco (* 1982), Schweizer Politiker (CVP)
- Romano, Matteo (* 2002), italienischer Popsänger
- Romano, Megan (* 1991), US-amerikanische Schwimmerin
- Romano, Paolo, italienischer Bildhauer
- Romano, Ray (* 1957), US-amerikanischer Schauspieler und KomikerRay Romano (* 1957)

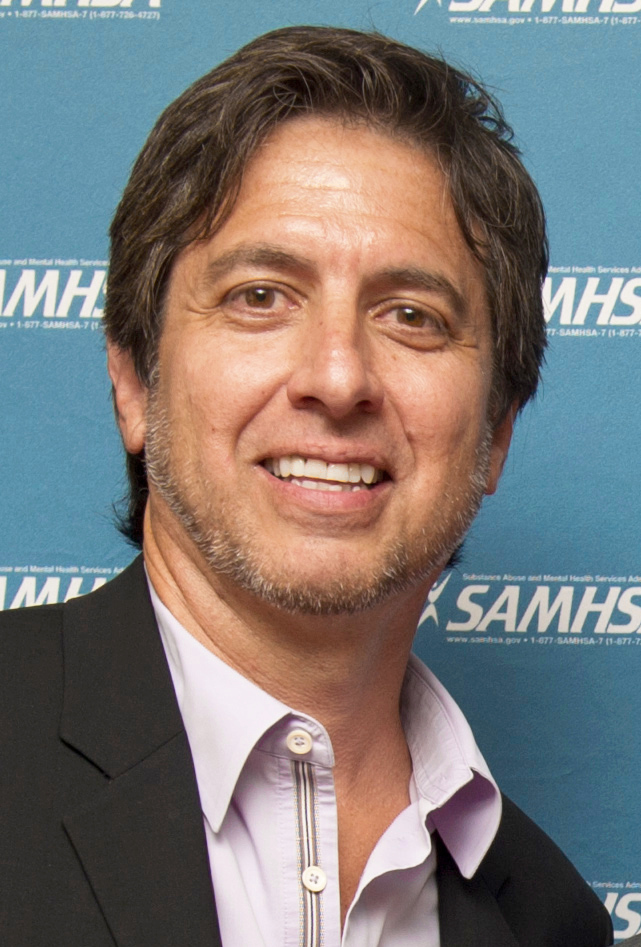
Ray Romano (* 1957)

- Romano, Rino (* 1969), kanadischer Schauspieler und Synchronsprecher
- Romano, Rubén Omar (* 1958), argentinischer Fußballtrainer
- Romano, Ruggiero (1923–2002), italienischer Historiker
- Romano, Santi (1875–1947), italienischer Rechtswissenschaftler
- Romano, Sergio (* 1929), italienischer Diplomat und Schriftsteller
- Romano, Umberto (* 1973), Schweizer Fussballspieler
- Romano, Vicente (1935–2014), spanischer Medienwissenschaftler und Experte im Bereich Kommunikation
- Romanoff, Ivan (1914–1997), kanadischer Dirigent, Geiger, Arrangeur und Komponist
- Romanoff, Nicoletta (* 1979), italienische Schauspielerin
- Romanos, byzantinischer Hofwürdenträger
- Romanos Boilas, byzantinischer Aristokrat und Verschwörer gegen Kaiser Konstantin IX.
- Romanos I. († 948), Admiral der byzantinischen Flotte; Kaiser von Byzanz gemeinsam mit Konstantin VII. (920–944)
- Romanos II. (938–963), byzantinischer Kaiser
- Romanos III. (968–1034), byzantinischer Kaiser
- Romanos IV. († 1072), byzantinischer Basileus (1068–1071)Romanos IV. († 1072)

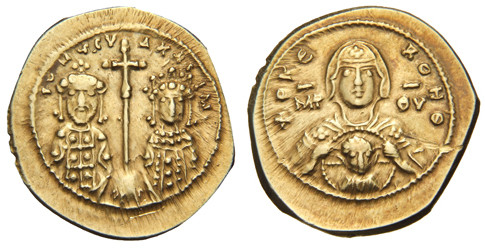
Romanos IV. († 1072)

- Romanos Lakapenos, byzantinischer Mitkaiser
- Romanos Melodos, byzantinischer Hymnograph
- Romanov, Stephanie (* 1969), US-amerikanische Schauspielerin
- Romanov, Vladimir (* 1964), russisch-deutscher Komponist
- Romanová, Eva (* 1946), tschechische Eiskunstläuferin
- Romanova, Kristina (* 1994), russisches Model
- Romanovas, Alexander (* 1953), sowjetischer und litauischer Radrennfahrer
- Romanovas, Jonas (* 1957), litauischer Radrennfahrer
- Romanovsky, Erich (1929–1993), österreichischer Komponist
- Romanow, Alexander Michailowitsch (1866–1933), Großfürst von Russland
- Romanow, Alexander Stanislawowitsch (* 2000), russischer Eishockeyspieler
- Romanow, Alexander Wladimirowitsch (* 1980), russischer Eishockeyspieler
- Romanow, Alexei Alexandrowitsch (1850–1908), russischer Großfürst, Sohn von Zar Alexander II.
- Romanow, Alexei Nikolajewitsch (1904–1918), russischer Thronfolger, Kronprinz, Sohn des Zaren Nikolaus II.Alexei Nikolajewitsch Romanow (1904–1918)

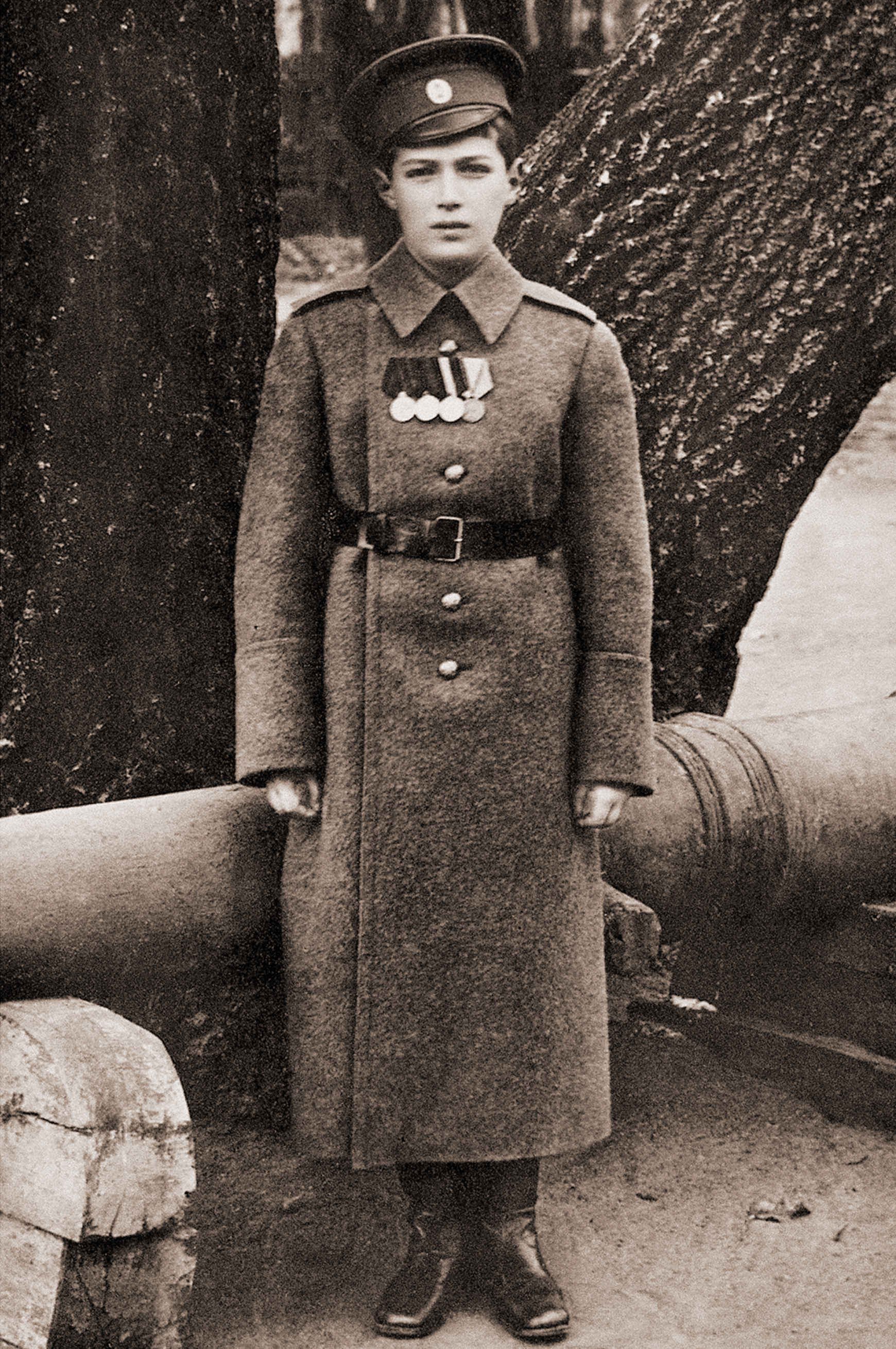
Alexei Nikolajewitsch Romanow (1904–1918)

- Romanow, Andrei (* 1979), russischer Autorennfahrer
- Romanow, Andrei (* 1995), russisch-georgischer Eishockeyspieler
- Romanow, Andrei Wladimirowitsch (1879–1956), Mitglied des Hauses Romanow-Holstein-Gottorp
- Romanow, Boris Nikolajewitsch (1937–2014), sowjetischer Radrennfahrer
- Romanow, Boris Wladimirowitsch (1877–1943), Mitglied aus dem Hause Romanow-Holstein-Gottorp
- Romanow, Dimitri (1926–2016), russischer Bankier, Philanthrop und Schriftsteller
- Romanow, Dmitri Konstantinowitsch (1860–1919), Großfürst aus dem Hause Romanow-Holstein-Gottorp
- Romanow, Dmitri Pawlowitsch (1891–1942), Mitglied des Hauses Romanow-Holstein-Gottorp und Mitverschwörer an der Ermordung Rasputins
- Romanow, Gawriil Konstantinowitsch (1887–1955), Mitglied des Hauses Romanow-Holstein-Gottorp
- Romanow, Georgi Alexandrowitsch (1871–1899), Großfürst von Russland
- Romanow, Georgi Konstantinowitsch (1903–1938), russischer Innenarchitekt
- Romanow, Georgi Michailowitsch (1863–1919), Enkel des Zaren Nikolaus I.
- Romanow, Grigori Wassiljewitsch (1923–2008), sowjetischer Politiker
- Romanow, Igor Konstantinowitsch (1894–1918), Mitglied des Hauses Romanow-Holstein-Gottorp
- Romanow, Iwan (1878–1953), bulgarischer Bischof
- Romanow, Iwan Konstantinowitsch (1886–1918), Mitglied des Hauses Romanow-Holstein-Gottorp
- Romanow, Jewgeni Anatoljewitsch (* 1988), russischer Schachspieler
- Romanow, Konstantin (* 1985), kasachisch-russischer Eishockeyspieler
- Romanow, Konstantin Konstantinowitsch (1858–1915), russischer Adeliger, Dichter und Dramatiker
- Romanow, Konstantin Konstantinowitsch (1891–1918), russisches Mitglied des Hauses Romanow-Holstein-Gottorp
- Romanow, Konstantin Nikolajewitsch (1827–1892), Sohn des Nikolaus I. Pawlowitsch
- Romanow, Konstantin Pawlowitsch (1779–1831), Großfürst und Zarewitsch von Russland
- Romanow, Kyrill Wladimirowitsch (1876–1938), Großfürst von Russland, Titularzar
- Romanow, Leonid Michailowitsch (* 1947), sowjetischer Florettfechter
- Romanow, Michael Nikolajewitsch (1832–1909), Großfürst, 4. Sohn des Zaren Nikolaus I.
- Romanow, Michael Pawlowitsch (1798–1849), Mitglied Haus Romanow-Holstein-Gottorp
- Romanow, Michail Alexandrowitsch (1878–1918), Großfürst von RusslandMichail Alexandrowitsch Romanow (1878–1918)

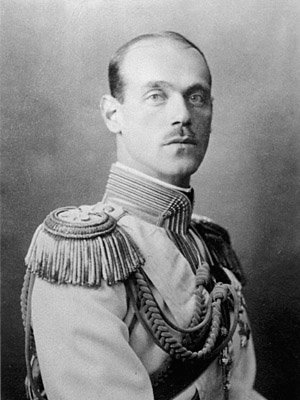
Michail Alexandrowitsch Romanow (1878–1918)

- Romanow, Michail Michailowitsch (1861–1929), russischer Adliger aus dem Hause Romanow-Holstein-Gottorp
- Romanow, Nikolai Alexandrowitsch (1843–1865), ZarewitschNikolai Alexandrowitsch Romanow (1843–1865)

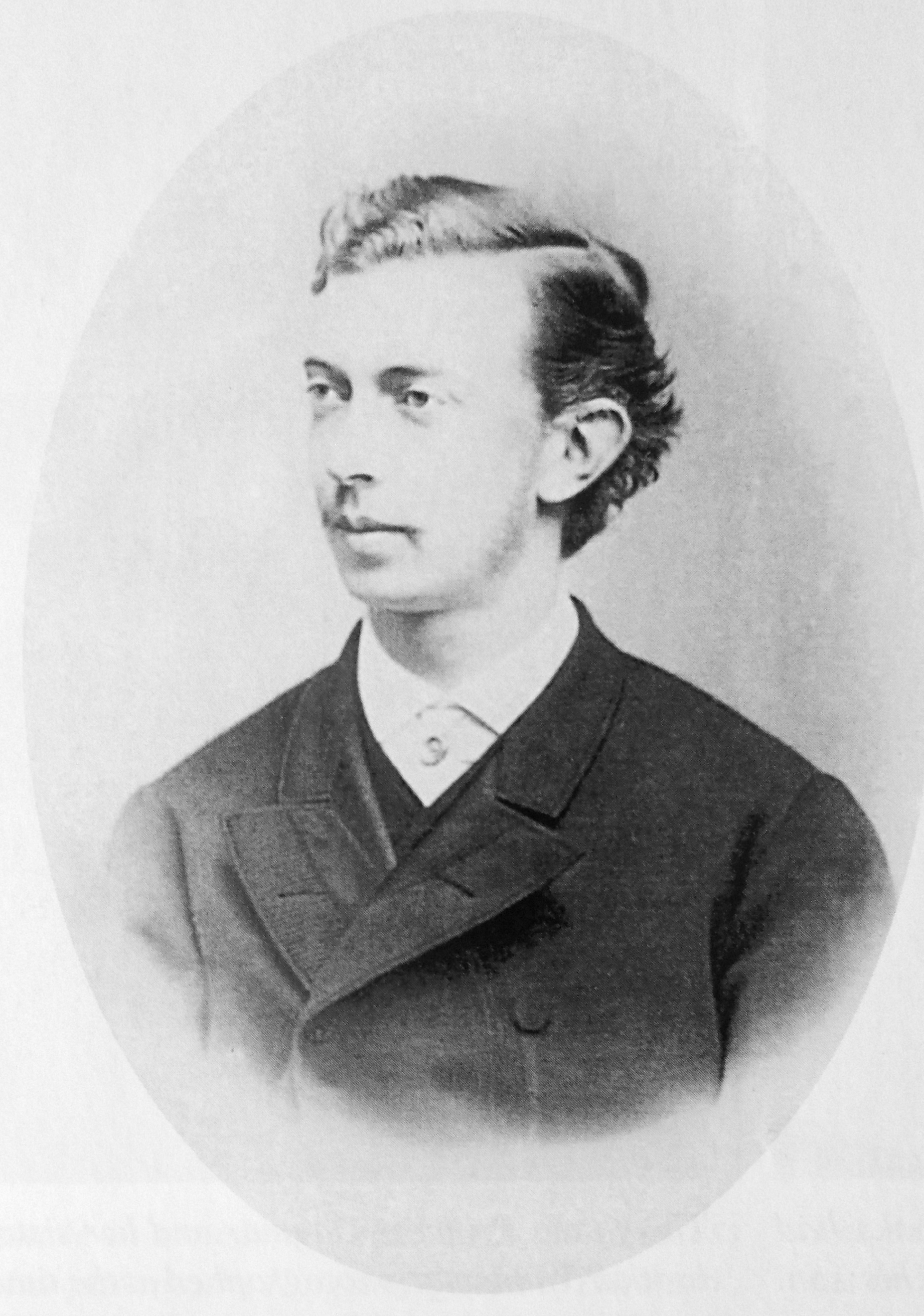
Nikolai Alexandrowitsch Romanow (1843–1865)

- Romanow, Nikolai Iljitsch (1867–1948), russischer Kunsthistoriker
- Romanow, Nikolai Konstantinowitsch (1850–1918), russischer Großfürst aus dem Hause Romanow-Holstein-Gottorp
- Romanow, Nikolai Michailowitsch (1859–1919), russischer General, Historiker, Unternehmer
- Romanow, Nikolai Nikolajewitsch (1831–1891), Großfürst von Russland
- Romanow, Nikolai Nikolajewitsch (1856–1929), Großfürst von Russland
- Romanow, Nikolai Romanowitsch (1922–2014), Mitglied des Hauses Romanow-Holstein-Gottorp
- Romanow, Oleg Konstantinowitsch (1892–1914), russischer Prinz und Mitglied des Hauses Romanow-Holstein-Gottorp
- Romanow, Panteleimon Sergejewitsch (1884–1938), russischer Schriftsteller
- Romanow, Pawel Alexandrowitsch (1860–1919), Mitglied aus dem Hause Romanow-Holstein-Gottorp
- Romanow, Peter Nikolajewitsch (1864–1931), russischer Adeliger aus dem Haus Romanow-Holstein-Gottorp
- Romanow, Roman Jewgenjewitsch (* 2003), russischer Fußballspieler
- Romanow, Roman Petrowitsch (1896–1978), russischer Adeliger, Großfürst von Russland
- Romanow, Roman Wladimirowitsch, litauischer Manager
- Romanow, Roy (* 1939), kanadischer Politiker
- Romanow, Sergei Alexandrowitsch (1857–1905), Mitglied des Hauses Romanow-Holstein-Gottorp
- Romanow, Sergei Michailowitsch (1869–1918), Mitglied aus dem Hause Romanow-Holstein-Gottorp
- Romanow, Stanislaw Igorewitsch (* 1987), russischer Eishockeyspieler
- Romanow, Wiktor Jegorowitsch (* 1937), sowjetischer Radrennfahrer
- Romanow, Wladimir Alexandrowitsch (1847–1909), Sohn von Zar Alexanders II.
- Romanow, Wladimir Kirillowitsch (1917–1992), russischer Adelsnachfahre, Urenkel des Zaren Alexander II.
- Romanow, Wladimir Nikolajewitsch (* 1947), russisch-litauischer Unternehmer
- Romanow-Bodnarovicz-Conte, Elisabeth von (1949–2022), österreichisch-italienische Schauspielerin und Schauspiellehrerin
- Romanowa, Alexandra (* 1990), kasachische Hürdenläuferin
- Romanowa, Alexandra Dewidowna (* 1993), russische Tennisspielerin
- Romanowa, Alexandra Nikolajewna (1825–1844), russische Großfürstin
- Romanowa, Alexandra Pawlowna (1783–1801), Mitglied des Hauses Romanow-Holstein-Gottorp
- Romanowa, Anastasia Nikolajewna (1901–1918), russische Tochter des letzten russischen Zarenpaares Nikolaus II. und AlexandraAnastasia Nikolajewna Romanowa (1901–1918)

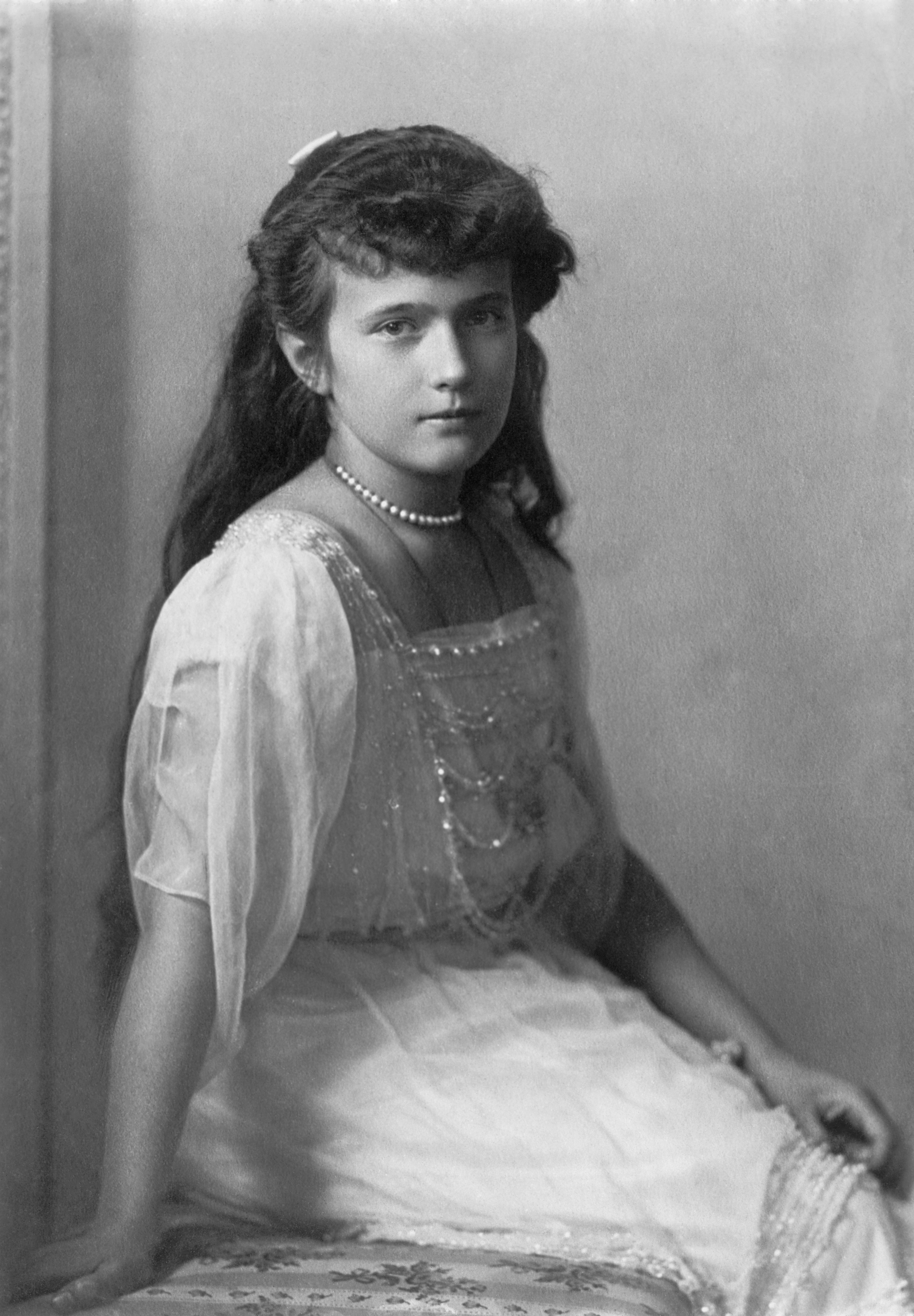
Anastasia Nikolajewna Romanowa (1901–1918)

- Romanowa, Anastassija Olegowna (* 1991), russische Gewichtheberin
- Romanowa, Anastassija Sergejewna (* 1993), russische Skirennläuferin
- Romanowa, Anna (* 1985), ukrainische Managerin und Politikerin
- Romanowa, Eleonora Alexejewna (* 1998), russische rhythmische Sportgymnastin
- Romanowa, Elisabeth Michailowna (1826–1845), russische Großfürstin und Herzogin von Nassau
- Romanowa, Galina (1918–1944), sowjetische Ärztin, Widerstandskämpferin gegen den Nationalsozialismus
- Romanowa, Giana Alexandrowna (* 1954), sowjetische Leichtathletin
- Romanowa, Helena Pawlowna (1784–1803), Mitglied des Hauses Romanow-Holstein-Gottorp und durch Heirat Erbprinzessin zu Mecklenburg-Schwerin
- Romanowa, Irina Alexandrowna (1895–1970), Prinzessin von RusslandIrina Alexandrowna Romanowa (1895–1970)

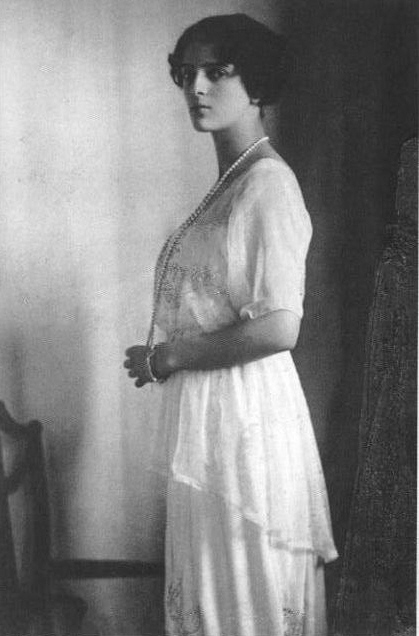
Irina Alexandrowna Romanowa (1895–1970)

- Romanowa, Jana Sergejewna (* 1983), russische Biathletin
- Romanowa, Jelena Nikolajewna (1963–2007), russische Langstreckenläuferin und Olympiasiegerin
- Romanowa, Jelena Wladimirowna (1882–1957), russische Großherzogin
- Romanowa, Julija Michailowna (* 1993), russische Skilangläuferin
- Romanowa, Katharina Michailowna (1827–1894), russische Großfürstin, Herzogin zu Mecklenburg
- Romanowa, Kira Kirillowna (1909–1967), russische Adelige, Großfürstin von Russland
- Romanowa, Maria Michailowna (1825–1846), russische Großfürstin und Mitglied des Hauses Romanow-Holstein-Gottorp
- Romanowa, Marija Alexandrowna (1853–1920), russische Großfürstin
- Romanowa, Marija Nikolajewna (1819–1876), älteste Tochter von Zar Nikolaus I. Pawlowitsch von Russland
- Romanowa, Marija Nikolajewna (1899–1918), drittes Kind von Nikolaus II. von Russland und Alexandra Fjodorowna
- Romanowa, Marija Pawlowna (1890–1958), Großfürstin von Russland
- Romanowa, Marija Wladimirowna (* 1953), russische Thronprätendentin der Romanow-Dynastie
- Romanowa, Natalja Alexejewna (1673–1716), Großfürstin von Russland, Tochter von Zar Alexei I. und Schwester von Zar Peter I.
- Romanowa, Nina Georgijewna (1901–1974), russische Adelige, Mitglied des Hauses Romanow-Holstein-Gottorp
- Romanowa, Olga Alexandrowna (1882–1960), Großfürstin von Russland
- Romanowa, Olga Jewgenjewna (* 1966), russische Journalistin und politische Aktivistin
- Romanowa, Olga Konstantinowna (1851–1926), Frau von Georg I. von Griechenland aus dem Geschlecht der Romanow
- Romanowa, Olga Nikolajewna (1822–1892), Königin von Württemberg
- Romanowa, Olga Nikolajewna (1895–1918), älteste Tochter von Zar Nikolaus II.Olga Nikolajewna Romanowa (1895–1918)

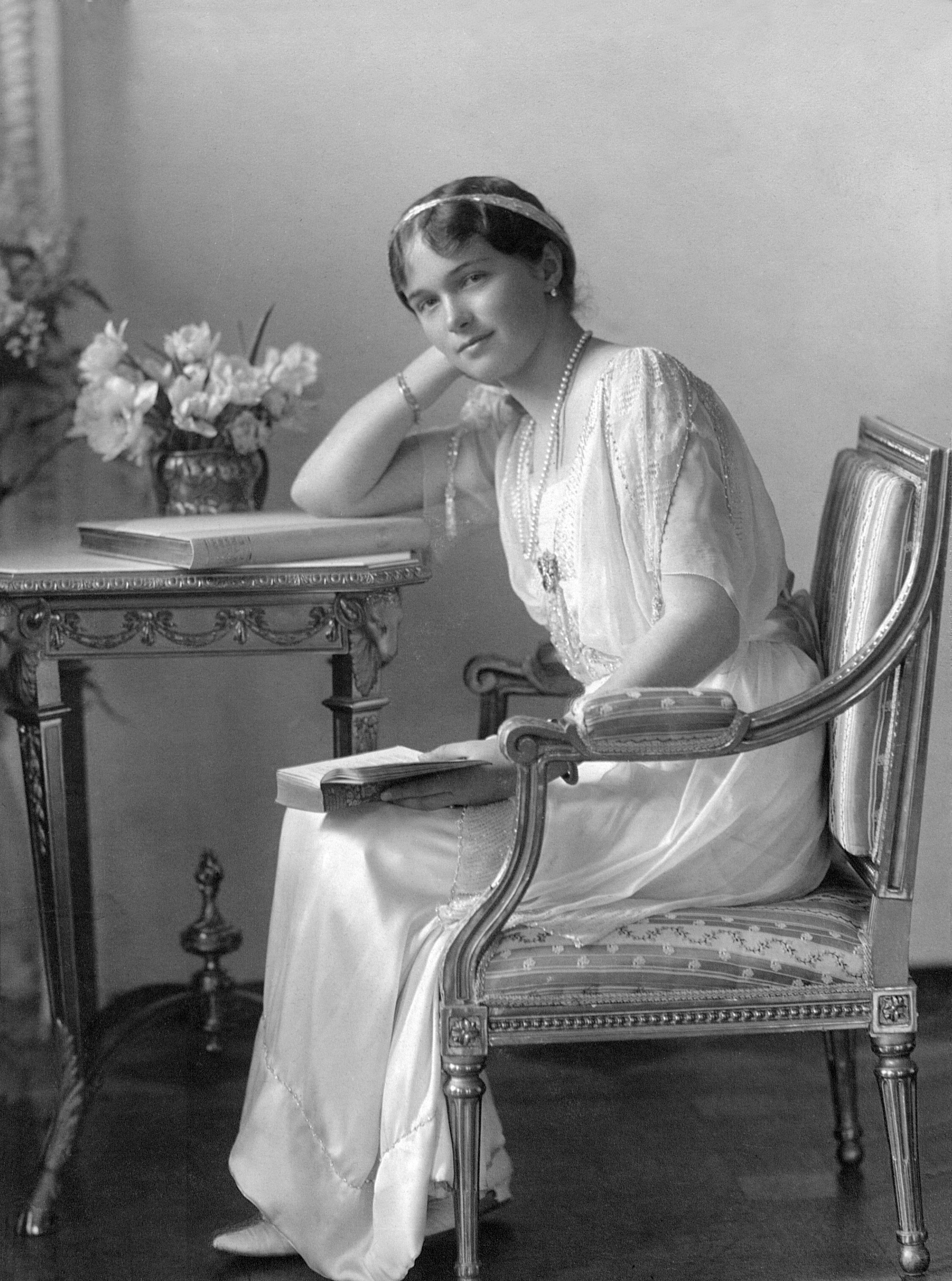
Olga Nikolajewna Romanowa (1895–1918)

- Romanowa, Tatjana Konstantinowna (1890–1979), russische Adelige, Mitglied des Hauses Romanow-Holstein-Gottorp
- Romanowa, Tatjana Nikolajewna (1897–1918), Tochter von Zar Nikolaus II.
- Romanowa, Walentina Petrowna (1913–1999), sowjetische Schauspielerin
- Romanowa, Wera Konstantinowna (1854–1912), russische Großfürstin, verheiratet mit Eugen, Herzog von Württemberg
- Romanowa, Wera Konstantinowna (1906–2001), russische Prinzessin, Dolmetscherin
- Romanowa, Xenija Alexandrowna (1875–1960), Großfürstin von RusslandXenija Alexandrowna Romanowa (1875–1960)

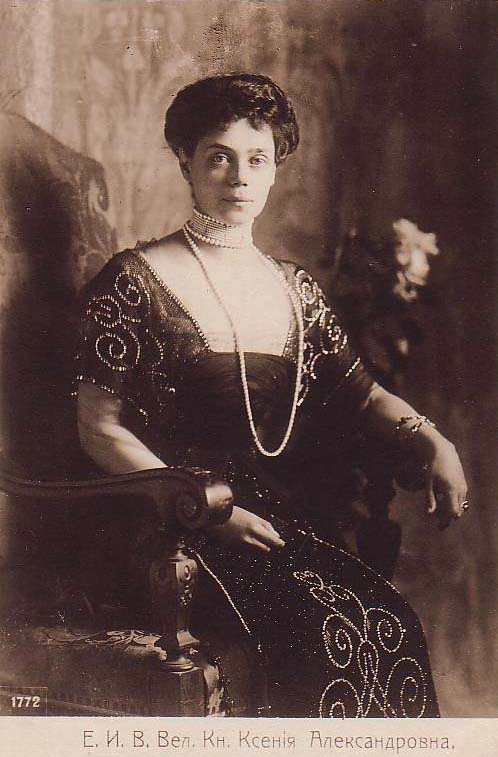
Xenija Alexandrowna Romanowa (1875–1960)

- Romanowa, Xenija Georgijewna (1903–1965), russische Adlige, Mitglied aus dem Haus Romanow-Holstein-Gottorp
- Romanowicz, Barbara (* 1950), französisch-amerikanische Geophysikerin
- Romanowiczowa, Zofia (1922–2010), polnische Schriftstellerin
- Romanowska, Maria (* 1947), polnische Wirtschaftswissenschaftlerin
- Romanowska, Olha (* 1986), ukrainische Sängerin, Moderatorin und Modedesignerin, Fernsehmoderatorin und russische Journalistin
- Romanowskaja, Jelena Konstantinowna (* 1984), russische Eiskunstläuferin
- Romanowski, Edward (1944–2007), polnischer Sprinter
- Romanowski, Marcin (* 1976), polnischer Jurist und Politiker (PiS)
- Romanowski, Pjotr Arsenjewitsch (1892–1964), russischer Schachspieler
- Romanowski, Rafał (* 1978), polnischer Politiker, Journalist und Politologe
- Romanowsky, Richard (1883–1968), österreichischer Schauspieler und Komiker
- Romanowskyj, Roman, ukrainischer Pokerspieler
- Romanowytsch, Marija (* 1852), ukrainische Schauspielerin und Operettensängerin
- Romanowytsch, Teofila (1842–1924), ukrainische Dramatikerin und Schauspielerin
- Romanowytsch-Tkatschenko, Natalja (1884–1933), ukrainische Aktivistin, Schriftstellerin und Übersetzerin

##### Romans
- Romans, Alain (1905–1988), französischer Jazzmusiker und Komponist
- Romans, Anne Couppier de (1737–1808), Mätresse des französischen Königs Ludwig XV.Anne Couppier de Romans (1737–1808)

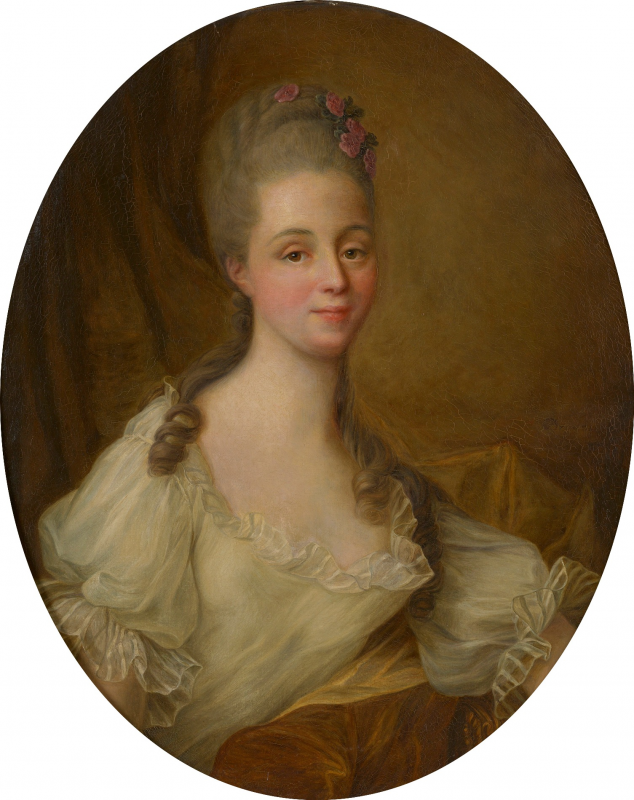
Anne Couppier de Romans (1737–1808)

- Romans, Bertrand de († 1579), französischer Bischof
- Romanski, Adele, US-amerikanische Filmproduzentin
- Romanski, Bernd (* 1959), deutscher Politiker (SPD)
- Romanski, Johannes (1911–1943), deutscher römisch-katholischer Geistlicher, Steyler Missionar und Märtyrer
- Romanski, Stojan (1882–1959), bulgarischer Philologe und Ethnograph
- Romansky, Ljubomir (1912–1989), deutscher Dirigent bulgarischer Herkunft

##### Romant
- Romanthony (1967–2013), US-amerikanischer House-Produzent und Sänger
- Romantowska, Anna (* 1950), polnische Schauspielerin und Hörspielsprecherin
- Romantschenko, Borys (1926–2022), sowjetischer bzw. ukrainischer Ingenieur und KZ-Überlebender
- Romantschuk, Alexander Wladimirowitsch (* 1959), russischer Generaloberst
- Romantschuk, Alla Iljinitschna (* 1942), sowjetisch-russische Byzantinistin und Hochschullehrerin
- Romantschuk, Julian (1842–1932), ukrainischer Politiker, Bildungs- und Sozialaktivist, Pädagoge, Journalist und Schriftsteller
- Romantschuk, Mychajlo (* 1996), ukrainischer Schwimmer
- Romantschuk, Roman Romanowitsch (1979–2016), russischer Boxer
- Romantschuk, Ruslan (* 1974), ukrainischer Fußballspieler

##### Romanu
- Romanul, Myron (* 1954), US-amerikanischer Pianist und Dirigent
- Romanus, spätantiker römischer Statthalter
- Romanus († 470), weströmischer Patricius und Usurpator
- Romanus, byzantinischer Exarch von Ravenna
- Romanus († 640), Bischof von Rouen und Heiliger der römisch-katholischen Kirche
- Romanus, Papst
- Romanus († 1030), Bischof in Polen
- Romanus von Antiochia († 303), Märtyrer, Heiliger
- Romanus von Condat, Heiliger der römisch-katholischen Kirche
- Romanus von Nepi, Märtyrer und Heiliger
- Romanus von Rom, christlicher MärtyrerRomanus von Rom

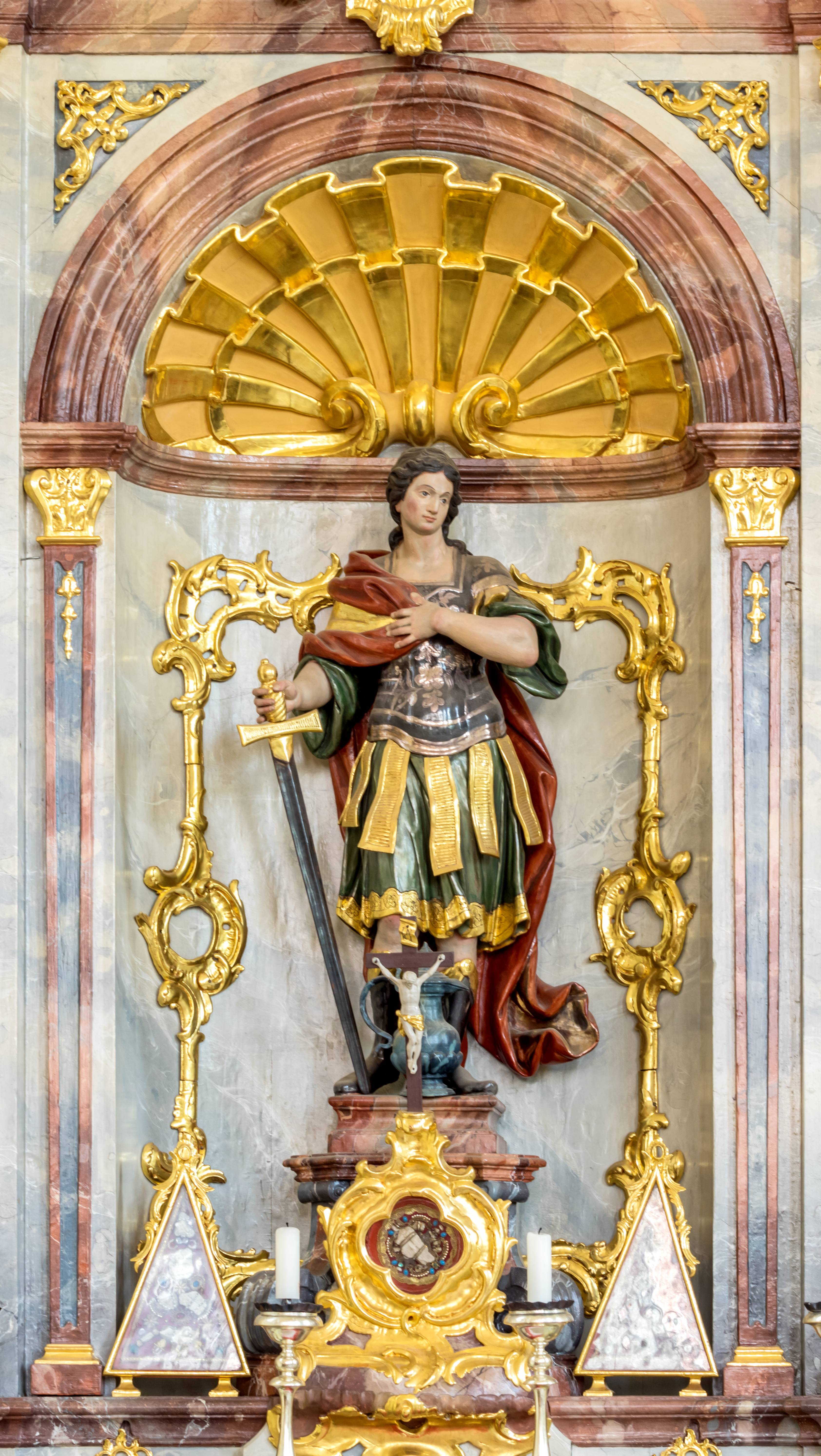
Romanus von Rom

- Romanus, Franz (1600–1668), deutscher Rechtswissenschaftler
- Romanus, Franz Conrad (1671–1746), Bürgermeister von LeipzigFranz Conrad Romanus (1671–1746)

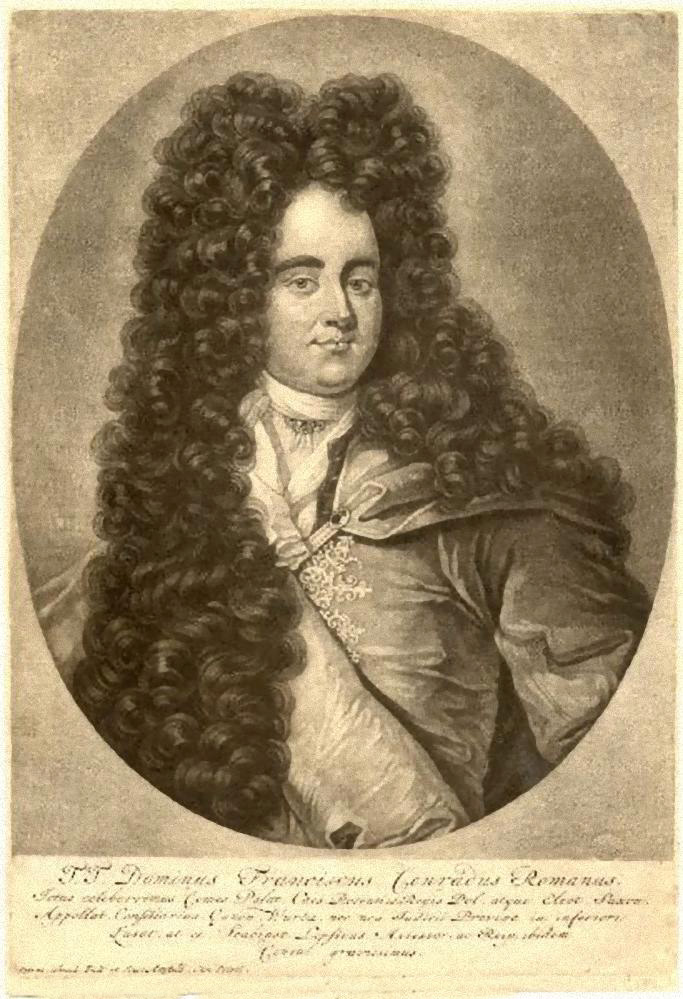
Franz Conrad Romanus (1671–1746)

- Romanus, Gabriel (* 1939), schwedischer Politiker (Folkpartiet liberalerna), Mitglied des Riksdag
- Romanus, Johann Philipp (1612–1684), kursächsischer Oberamtmann
- Romanus, Odin (* 2001), schwedischer Schauspieler
- Romanus, Paul Franz (1641–1675), deutscher Rechtsgelehrter und Hochschullehrer
- Romanus, Richard (1943–2023), US-amerikanischer Schauspieler, Drehbuchautor und Filmproduzent
- Romanus, Wilhelm Ulrich (1598–1627), deutscher Rechtswissenschaftler

##### Romany
- Romanyà, Joan, katalanischer Benediktinermönch, Kapellmeister, Organist und Komponist des Klosters Montserrat
- Romanyschyn, Oleh (* 1952), ukrainischer Schachmeister
- Romanyuta, Eduard (* 1992), ukrainischer Popsänger

##### Romanz
- Romanzew, Oleg Iwanowitsch (* 1954), russischer Fußballspieler und Fußballtrainer
- Romanzi, Francesco Ubaldo Maria (1738–1816), italienischer römisch-katholischer Bischof

#### Romao
- Romao, Alaixys (* 1984), togoischer Fußballspieler
- Romão, Dom Um (1925–2005), brasilianischer Schlagzeuger und Perkussionist

#### Romar
- Romar, Andreas (* 1989), finnischer Skirennläufer
- Romar, Tii-Maria (* 1986), finnische Skirennläuferin
- Romaric (* 1983), ivorischer Fußballspieler
- Romário (* 1966), brasilianischer Fußballspieler und Politiker (PSB)Romário (* 1966)

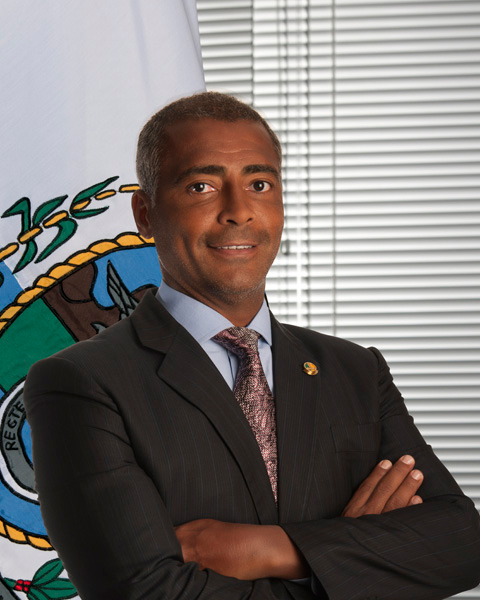
Romário (* 1966)

#### Romas
- Romas, Georges (* 1878), belgischer Wasserballer
- Romas, Jacques de (1713–1776), französischer Physiker
- Romașcanu, Mircea (* 1953), rumänischer Radrennfahrer und Radsporttrainer
- Romaschina, Swetlana Alexejewna (* 1989), russische Synchronschwimmerin
- Romaschkewitsch, Anna Iwanowna (* 1927), sowjetische bzw. russische Bodenkunde-Geographin
- Romaschow, Alexei Gennadjewitsch (* 1992), russischer Skispringer
- Romasko, Jewgeni Wladimirowitsch (* 1982), russischer Eishockey-Schiedsrichter
- Romasko, Olga Wladimirowna (* 1968), russische Biathletin
- Romassenko, Olessja Wiktorowna (* 1990), russische Kanutin
- Romaszko, Monika (* 2002), polnische Sprinterin

#### Romat
- Romatowski, Antonia von (* 1976), deutsche Stimmenimitatorin
- Romatzeck, Wilhelm (1939–2023), deutscher Brigadegeneral des Heeres der Bundeswehr

#### Romau
- Romauch, Hans (1919–2008), österreichischer Politiker (SPÖ), Vizebürgermeister von Klagenfurt und Mitbegründer der Universität Klagenfurt

#### Romay
- Romay, Fernando (* 1959), spanischer Basketballspieler
- Romay, Fulgencia (* 1944), kubanische Leichtathletin
- Romay, Juan (1925–2009), argentinischer Fußballspieler und Trainer
- Romay, Lina (1919–2010), US-amerikanische Sängerin und Schauspielerin
- Romay, Lina (1954–2012), spanische Schauspielerin

### Romb
- Rombach, Dieter (* 1953), deutscher Informatiker
- Rombach, Hans Wolfgang (1923–2007), deutscher Verwaltungsjurist
- Rombach, Heinrich (1923–2004), deutscher Philosoph
- Rombach, Helmut (* 1961), deutscher Fußballspieler
- Rombach, Hermann (1890–1970), deutscher Schriftsteller, Maler und Zeichner
- Rombach, Karl (* 1951), deutscher Politiker (CDU), MdL
- Rombach, Lukas (* 1993), deutscher Biathlet
- Rombach, Michael (* 1967), deutscher Physiker und Medienmanager, Produktionsdirektor des ZDF
- Rombach, Otto (1904–1984), deutscher Schriftsteller
- Rombach, Patricia (* 1971), deutsche Juristin, Richterin am Bundesgerichtshof und am Einheitlichen Patentgericht
- Rombach, Wilhelm (1884–1973), deutscher Politiker (CDU), Oberbürgermeister und Regierungspräsident von Aachen
- Rombach, Wolfram (1897–1987), deutscher Jurist und Kommunalpolitiker
- Rombaldoni, Axel (* 1992), italienischer Schachspieler
- Rombel, Patryk (* 1983), polnischer Handballspieler und Handballtrainer
- Römbell, Manfred (1941–2010), deutscher Schriftsteller
- Romberg I., Gisbert von (1773–1859), märkischer Adliger, Bergbauunternehmer und Politiker; Präfekt des Ruhrdepartments
- Romberg, Andreas (1767–1821), deutscher Violinist und Komponist
- Romberg, Barry (* 1959), kanadischer Jazz-Schlagzeuger und Bandleader
- Romberg, Bernhard (1767–1841), deutscher Cellist und KomponistBernhard Romberg (1767–1841)

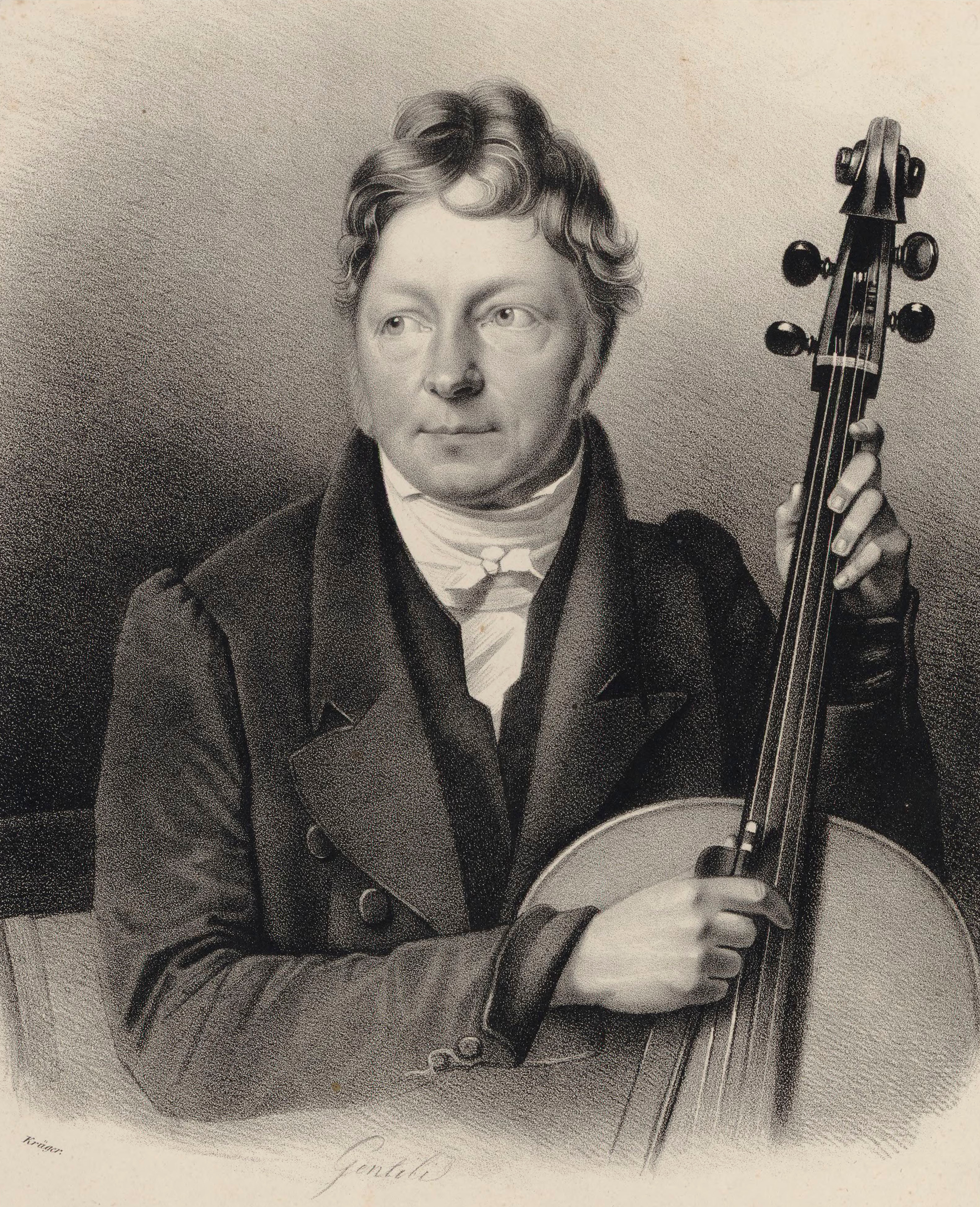
Bernhard Romberg (1767–1841)

- Romberg, Bernhard (1863–1913), deutscher Organist, Chorleiter und Komponist und großherzoglich mecklenburgischer Hofmusikdirektor
- Romberg, Carl Heinrich (1810–1868), deutscher evangelisch-lutherischer Geistlicher und Redakteur
- Romberg, Caspar Adolf von (1721–1795), deutscher Adeliger, Unternehmer im Steinkohlenbergbau
- Romberg, Caspar von (1575–1641), westfälischer Adliger aus der Familie vom Romberg
- Romberg, Conrad Philipp von (1620–1703), deutscher Adeliger und Beamter
- Romberg, Cyprian (1807–1865), deutscher Cellist in St. Petersburg
- Romberg, Eleonore (1923–2004), deutsche Politikerin (Bündnis 90/Die Grünen), MdL, Soziologin, Aktivistin der Frauen- und Friedensbewegung
- Romberg, Erika (* 1957), deutsche Politikerin (GAL, AL, Grüne)
- Romberg, Ernst von (1865–1933), deutscher Internist
- Romberg, Friederike (* 1985), deutsche Volleyball- und Beachvolleyballspielerin
- Romberg, Friedrich (1846–1919), deutscher Maschinenbauingenieur und Fachschulleiter
- Romberg, Friedrich (1871–1956), deutscher Maschinenbau-Ingenieur, Hochschullehrer und Rektor an der Technischen Hochschule Berlin-Charlottenburg
- Romberg, Friedrich Gisbert Wilhelm von (1729–1809), preußischer Generalleutnant
- Romberg, Friedrich von (1729–1819), Unternehmer, Reeder und Bankier
- Romberg, Gisbert II. von (1839–1897), westfälischer Adliger
- Romberg, Gisbert von (1866–1939), deutscher Diplomat
- Romberg, Hans-Wolfgang (1911–1981), deutscher LuftfahrtmedizinerHans-Wolfgang Romberg (1911–1981)

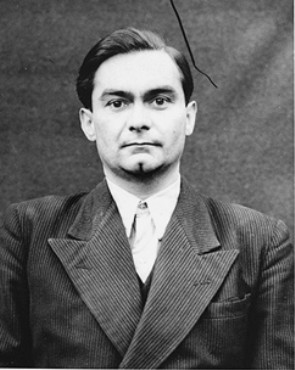
Hans-Wolfgang Romberg (1911–1981)

- Romberg, Heinrich (1802–1859), deutscher Geiger, Dirigent und Komponist
- Romberg, Heinrich Wilhelm Ludwig (1833–1906), deutscher Nautiker
- Romberg, Hermann (1882–1929), deutscher Schauspieler
- Romberg, Johann Friedrich Wilhelm Moritz von (1724–1792), preußischer Generalleutnant, Chef des gleichnamigen Infanterie-Regiments, Kommandant der Zitadelle Wesel
- Romberg, Johann Wilhelm (* 1673), deutscher Militärarzt und Mitglied der Gelehrtenakademie Leopoldina
- Romberg, Johanna (* 1958), deutsche Journalistin
- Romberg, Johannes (1808–1891), deutsch-US-amerikanischer Siedler und Dichter
- Romberg, Klemens von (1803–1869), deutscher Rittergutsbesitzer und Politiker
- Romberg, Martin (1857–1943), deutscher evangelisch-lutherischer Geistlicher
- Romberg, Maurice (1861–1943), belgisch-französischer Genremaler und Illustrator der Düsseldorfer Schule
- Romberg, Max von (1824–1904), deutscher Fideikommissherr und Politiker, MdR
- Romberg, Moritz Heinrich (1795–1873), deutscher Neurologe
- Romberg, Peter (* 1966), deutscher Eishockeyspieler
- Romberg, Sigmund (1887–1951), US-amerikanischer Komponist
- Romberg, Stefan (* 1969), deutscher Politiker (FDP), MdL
- Romberg, Walter (1898–1973), deutscher Maler und Radierer
- Romberg, Walter (1928–2014), deutscher Politiker (SPD), MdVWalter Romberg (1928–2014)

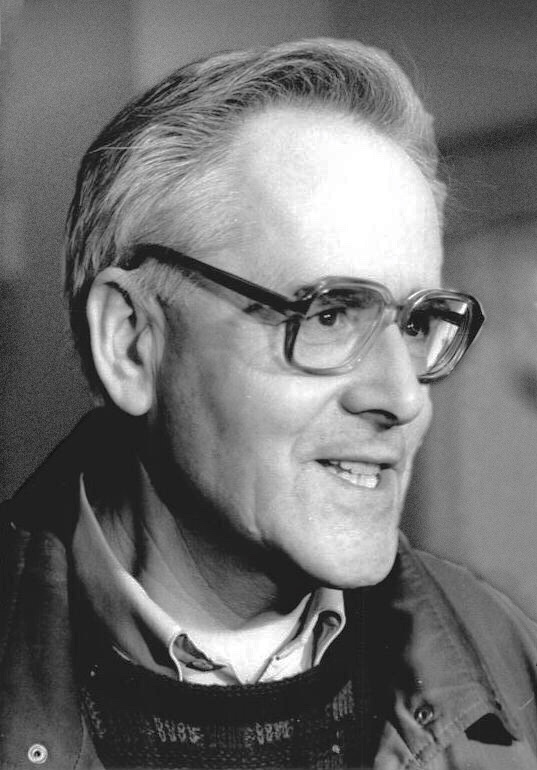
Walter Romberg (1928–2014)

- Romberg, Werner (1909–2003), deutscher Mathematiker und Physiker
- Romberg, Wilhelm von (1839–1917), preußischer Generalleutnant
- Romberger, Gerhild, deutsche Konzertsängerin
- Romberger, Willimartin (1897–1978), deutscher Architekt
- Rombi, Philippe (* 1968), französischer Filmmusikkomponist
- Rombley, Edsilia (* 1978), niederländische Sängerin
- Rombley, Shaquille (* 1996), niederländischer Basketballspieler
- Rombo, Elin (* 1976), schwedische Opernsängerin (Sopran)
- Rombola, Tony (* 1964), US-amerikanischer Gitarrist
- Rombold, Günter (1925–2017), österreichischer Priester, Theologe, Philosoph, Kunsthistoriker, Hochschullehrer und Autor
- Romboli, Fernando (* 1989), brasilianischer Tennisspieler
- Romboni, Doriano (1968–2013), italienischer Motorradrennfahrer
- Rombough, Doug (1950–2015), kanadischer Eishockeyspieler
- Rombouts, Theodoor (1597–1637), flämischer Maler
- Romboy, Adam (1893–1972), deutscher Gewerkschafter und Widerstandskämpfer
- Romboy, Manfred (* 1936), deutscher Kameramann und Hochschullehrer
- Romboy, Marc (* 1970), deutscher Produzent, DJ und Labelchef im Bereich der elektronischen Musik
- Rombrich, Johann Christof (1731–1794), deutscher Porzellan-Modelleur und Bossierer
- Romburgh, Pieter van (1855–1945), niederländischer Chemiker

### Romc
- Romchen, Vincencius († 1483), Bürgermeister von Dresden
- Romchin, Niclas, Bürgermeister von Dresden

### Romd
- Romdahl, Axel (1880–1951), schwedischer Kunsthistoriker und Museumsdirektor
- Romdhana, Mohamed Amin (* 1993), tunesischer Stabhochspringer

### Rome
- Romé de L’Isle, Jean-Baptiste (1736–1790), französischer Mineraloge und Kristallograph
- Rome, Aaron (* 1983), kanadischer Eishockeyspieler
- Rome, Adolphe (1889–1971), belgischer Klassischer Philologe und Wissenschaftshistoriker
- Rome, Ashton (* 1985), kanadischer Eishockeyspieler
- Rome, Francis (1905–1985), britischer Offizier und Generalmajor des Heeres
- Rome, Harold (1908–1993), US-amerikanischer Musical-Komponist
- Romé, Helmut (1939–2021), österreichischer Journalist, Herausgeber und Pionier der österreichischen Weinpublizistik
- Rome, Jarred (1976–2019), US-amerikanischer Diskuswerfer
- Rome, Lewis B. (1933–2015), US-amerikanischer Jurist und Politiker (Republikanische Partei)
- Rome, Richie (1930–2020), US-amerikanischer Musikproduzent
- Rome, Stewart (1886–1965), britischer Schauspieler
- Rome, Sydne (* 1951), US-amerikanische Filmschauspielerin

#### Romed
- Romedenne, Annabel (* 1972), belgische Squashspielerin
- Romeder, Franz (* 1938), österreichischer Politiker (ÖVP)
- Romedi, Johann Albert (1819–1876), Schweizer Politiker
- Romedi, Peter Conradin (1817–1899), Schweizer Politiker
- Romedius, Einsiedler auf dem Nonsberg

#### Romeg
- Romegas († 1581), Ritter des Malteserordens

#### Romei
- Romei, Angela (* 1997), italienische Curlerin
- Romei, Mara (* 2002), österreichische Schauspielerin und Singer-SongwriterinMara Romei (* 2002)

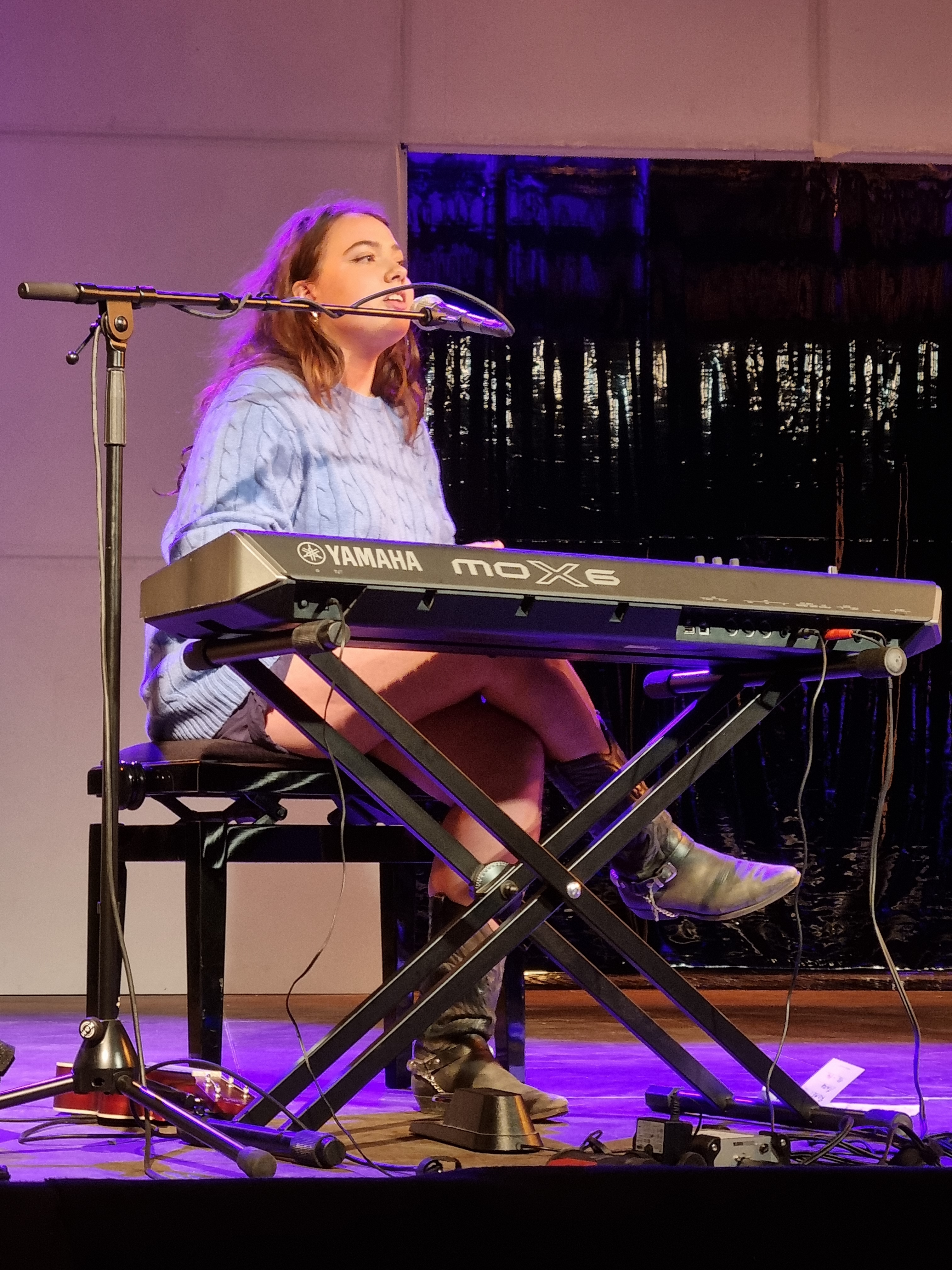
Mara Romei (* 2002)

- Romei, Sonja (* 1973), österreichische Schauspielerin und Sängerin
- Romeick, Carl Rudolph von (1855–1933), deutscher Reichsgerichtsrat
- Romeick, Marianne (1930–2013), deutsche Fürsorgerin (Sozialarbeiterin) und Diabetiker-Beraterin
- Romeijn, Jacques Henri (1906–1986), niederländischer Priester, Bischof von Samarinda
- Romeijn, Piet (* 1939), niederländischer Fußballspieler
- Romeikat, Thomas (* 1964), deutscher Fußballspieler
- Romeike, Hinrich (* 1963), deutscher Vielseitigkeitsreiter
- Romein-Verschoor, Annie (1895–1978), niederländische Autorin und Historikerin
- Romeis, Benno (1888–1971), deutscher Anatom und Histologe
- Romeis, Jacob (1835–1904), US-amerikanischer Politiker
- Romeis, Karl (1895–1960), deutscher Bildhauer
- Romeis, Leonhard (1854–1904), deutscher Architekt des Historismus
- Romeis, Tina (* 1965), deutsche Biochemikerin, Pflanzenphysiologin und Hochschullehrerin

#### Romel
- Romel, Ahmed (* 1989), jordanischer Trance-Künstler
- Romele, Alessandro (* 2003), italienischer Radrennfahrer
- Romele, Giuseppe (* 1992), italienischer Parasportler
- Römeling, Patroklus († 1571), evangelischer Theologe und Reformator
- Römelt, Josef (* 1957), deutscher römisch-katholischer Theologe und Hochschullehrer
- Romélus, Willy (1931–2025), haitianischer römisch-katholischer Geistlicher und Bischof

#### Romen
- Romen Boiragi, James (* 1955), katholischer Bischof
- Romen, Evi (* 1967), österreichische Filmeditorin und Drehbuchautorin
- Romen, Iris, niederländische Sängerin, Songwriterin, Multiinstrumentalistin
- Romenskaja, Oxana Wiktorowna (* 1976), russische Handballspielerin und -trainerin
- Romeny, Ole (* 2000), niederländischer Fußballspieler

#### Romeo
- Romeo (* 1989), US-amerikanischer Rapper und SchauspielerRomeo (* 1989)

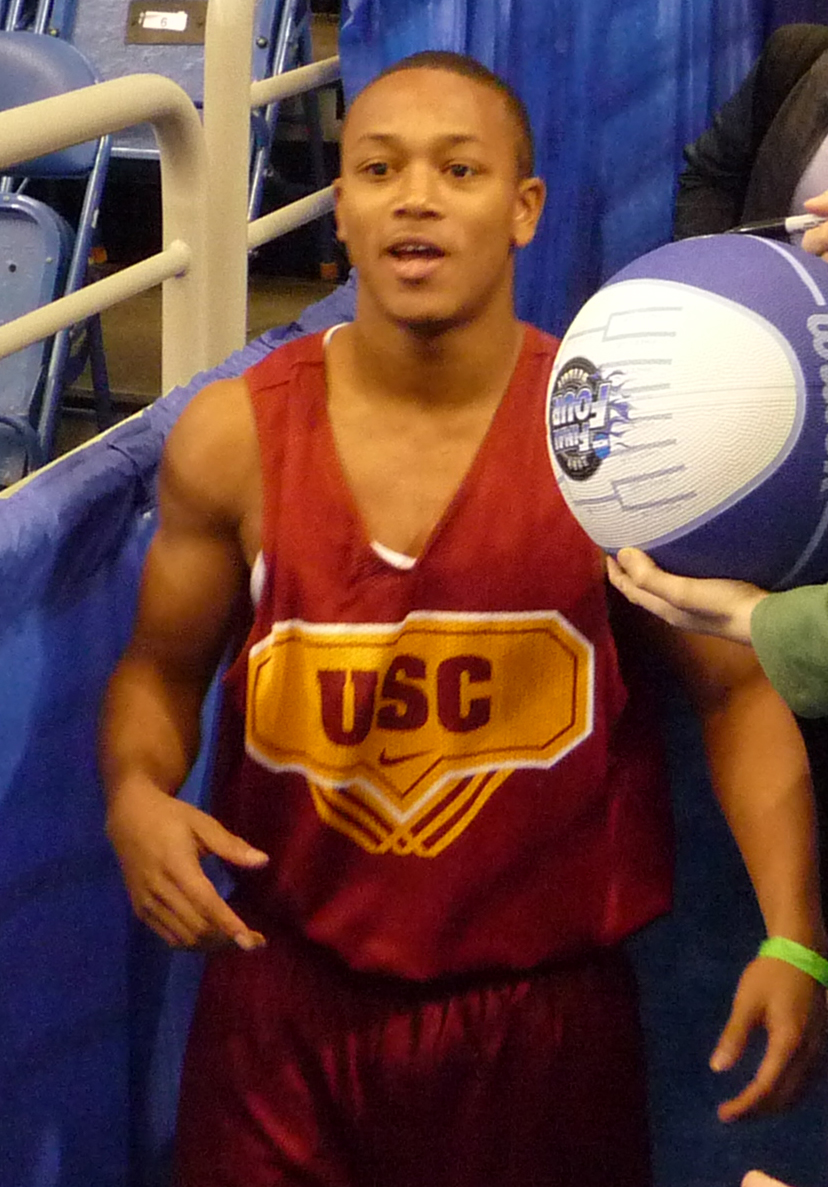
Romeo (* 1989)

- Roméo Elvis (* 1992), belgischer Rapper
- Romeo, Arturo (* 1941), philippinischer Radrennfahrer
- Romeo, Bernardo (* 1977), argentinischer Fußballspieler und -trainer
- Romeo, Carlo (* 1962), italienischer Historiker, Übersetzer und Literaturkritiker (Südtirol)
- Roméo, Caroline (* 1994), französische Tennisspielerin
- Romeo, Hezekiel (* 1994), trinidadisch-tobagischer Kugelstoßer
- Romeo, Iván (* 2003), spanischer Radrennfahrer
- Romeo, Mario (* 1915), italienischer Stabhochspringer
- Romeo, Max (1944–2025), jamaikanischer Sänger und KomponistMax Romeo (1944–2025)

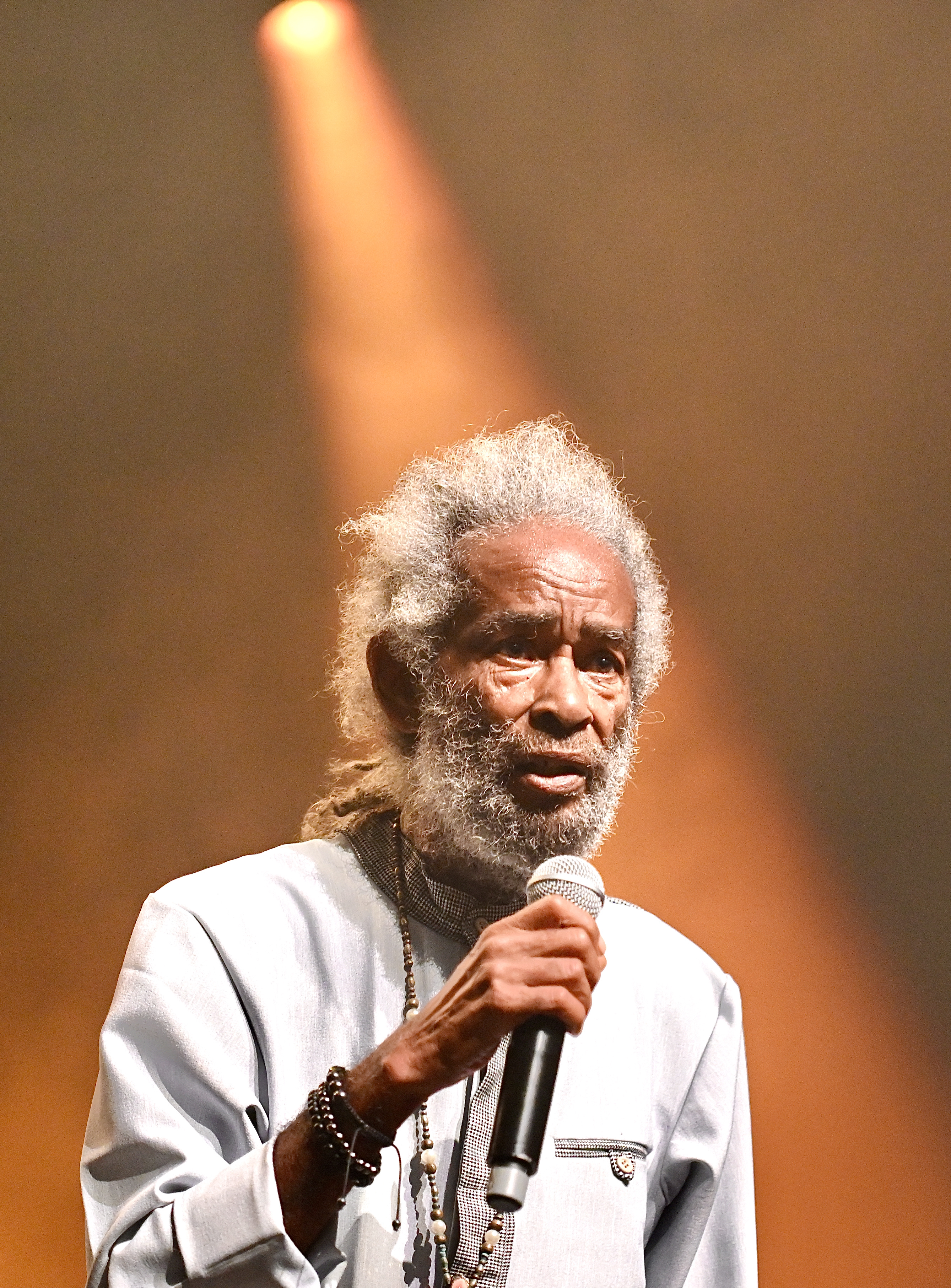
Max Romeo (1944–2025)

- Romeo, Michael (* 1968), US-amerikanischer Gitarrist und Gründer der Progressive-Metal-Band Symphony X
- Romeo, Nicola (1876–1938), italienischer Ingenieur und Unternehmer
- Romeo, Paolo (* 1938), italienischer Geistlicher, emeritierter Erzbischof von Palermo, Kardinal der römisch-katholischen Kirche
- Romeo, Remo (* 1934), italienischer Dokumentarfilmer
- Romeo, Toby (* 2000), österreichischer DJ und Musikproduzent

#### Romer
- Rómer von Kis-Enyitzke, Stefan (1788–1842), ungarischer Chemiker und Unternehmer
- Römer von Maretsch, Lukas, tirolerischer Politiker und Diplomat
- Römer, Adolf (1843–1913), deutscher klassischer Philologe und Pädagoge
- Römer, Albert (1859–1909), deutscher Autor und Herausgeber
- Römer, Albert (1900–1977), österreichischer Politiker (ÖVP), Landtagsabgeordneter, Mitglied des Bundesrates
- Romer, Alfred (1894–1973), US-amerikanischer Paläontologe
- Römer, Alfred (1909–1975), österreichischer Politiker (ÖVP), Abgeordneter zum Nationalrat
- Römer, Alwin (1861–1924), deutscher Schriftsteller
- Römer, Anneliese (1922–2003), deutsche Schauspielerin
- Romer, Anselm (1885–1951), deutscher römisch-katholischer Geistlicher, Benediktinermönch, Missionar und Märtyrer
- Römer, Anton (1724–1779), österreichischer Orgelbauer
- Römer, Bernd (* 1952), deutscher Gitarrist und RockmusikerBernd Römer (* 1952)

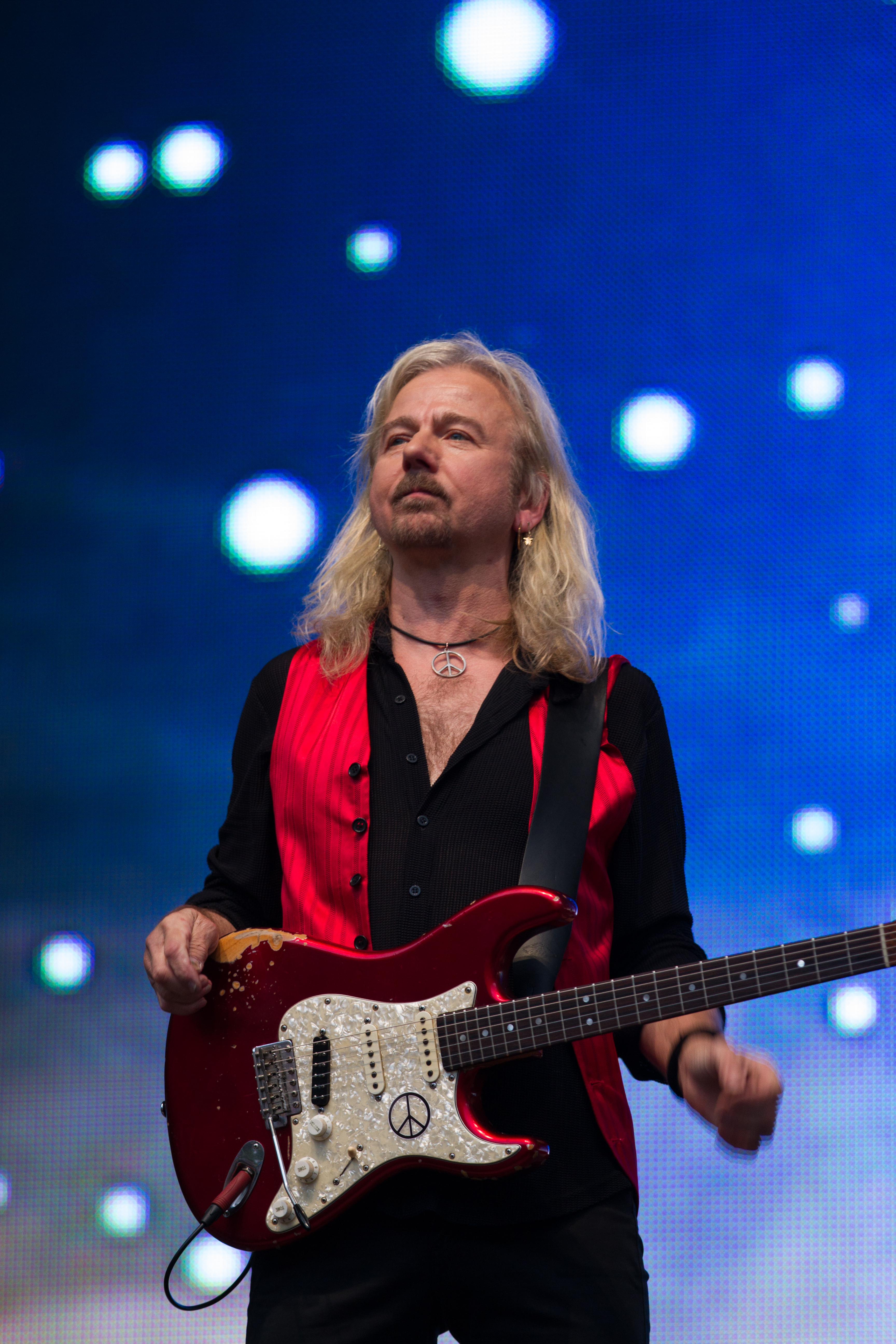
Bernd Römer (* 1952)

- Römer, Bernd (* 1968), deutscher Rechtsanwalt und Schauspieler
- Römer, Berthold Diedrich Römer (1797–1858), deutscher Oberst und Vorsitzender des oldenburgischen Militärdepartements
- Römer, Berthold Wilhelm Gerhard (1836–1905), deutscher Archivar
- Römer, Carl (1836–1904), deutscher Gutsbesitzer, hessischer Politiker (NLP) und Abgeordneter der 2. Kammer der Landstände des Großherzogtums Hessen
- Romer, Carl (1872–1949), deutscher Gärtnereibesitzer
- Römer, Carl Joachim († 1750), königlich-polnischer und kurfürstlich-sächsischer Generalmajor von der Infanterie
- Römer, Charlotte (* 1994), ecuadorianische Tennisspielerin
- Römer, Christian Friedrich von (1854–1920), deutscher evangelischer Geistlicher, Stiftsprediger und Prälat von Württemberg
- Romer, Christina (* 1958), US-amerikanische Ökonomin und Hochschullehrerin
- Römer, Christof (1936–2017), deutscher Landeshistoriker
- Römer, Cornelia (* 1953), deutsche Papyrologin
- Romer, Dan (* 1980), US-amerikanischer Komponist, Musikproduzent und Songwriter
- Römer, Daniel (1617–1700), Generalsuperintendent der Niederlausitz
- Romer, David (* 1958), US-amerikanischer Ökonom, Professor für Politische Ökonomie an der University of California, Berkeley
- Romer, David (* 1978), Schweizer Skilangläufer
- Römer, Dirk (* 1963), deutscher Fußballspieler
- Römer, Eduard (1814–1895), deutscher Architekt und Baubeamter
- Römer, Erich (1894–1987), deutscher Eishockeyspieler und -trainer
- Römer, Ernst (1893–1974), österreichisch-mexikanischer Dirigent, Musikpädagoge und Komponist
- Römer, Eugen (1944–2021), deutscher Komponist und Produzent
- Romer, Eugeniusz (1871–1954), polnischer Geograph und Kartograph
- Römer, Fabian (* 1973), schweizerischer Musiker und (Filmmusik)-Komponist
- Römer, Fabian (* 1990), deutscher RapperFabian Römer (* 1990)

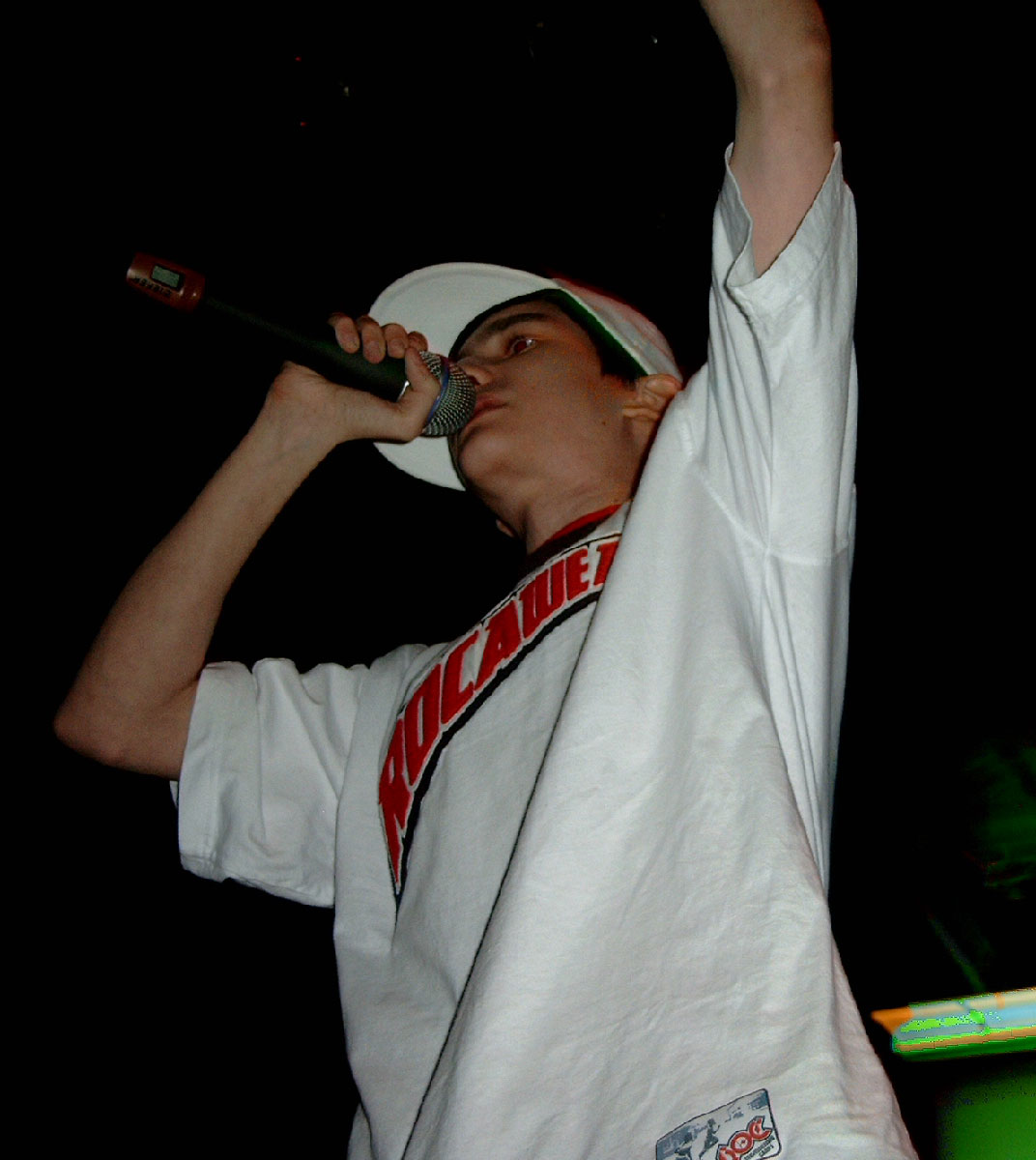
Fabian Römer (* 1990)

- Römer, Felix (* 1960), österreichischer Schauspieler und Autor
- Römer, Felix (* 1978), deutscher Neuzeithistoriker
- Römer, Felix (* 1979), deutscher Autor, Moderator und Slam-Poet
- Römer, Felix (* 1993), deutscher Pianist und Komponist
- Römer, Ferdinand (1919–1986), deutscher Journalist
- Rómer, Flóris (1815–1889), ungarischer katholischer Geistlicher, Archäologe und Historiker
- Romer, Franz (* 1899), Hochseekapitän, überquerte als erster den Atlantik in einem FaltbootFranz Romer (* 1899)

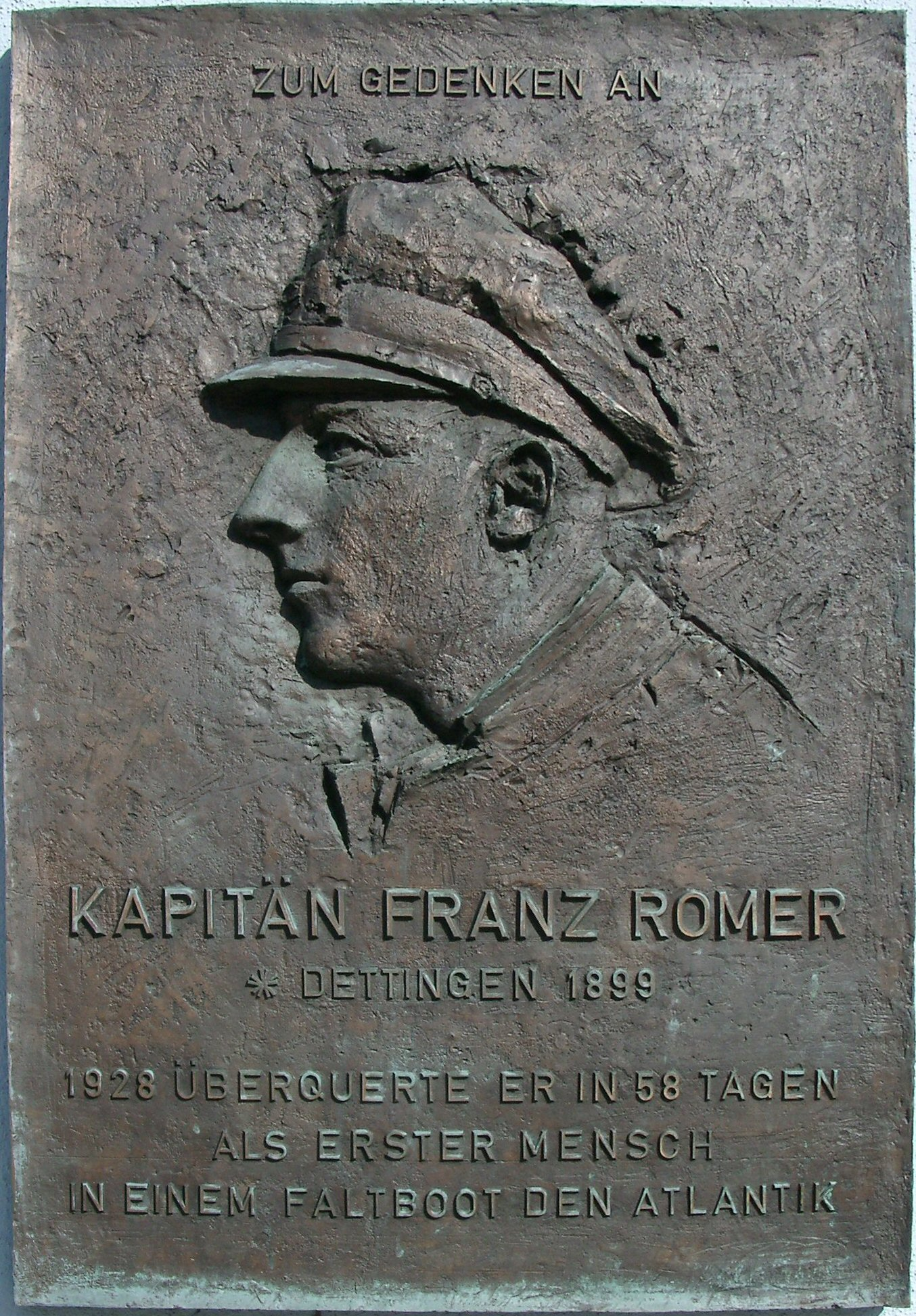
Franz Romer (* 1899)

- Romer, Franz (1942–2024), deutscher Politiker (CDU), MdB
- Römer, Franz (* 1943), österreichischer Klassischer Philologe
- Römer, Friedrich (1895–1970), deutscher Offizier
- Römer, Friedrich Karl Ludwig von (1874–1953), deutscher Amtshauptmann
- Römer, Friedrich von (1794–1864), deutscher Politiker, Abgeordneter in der Frankfurter Nationalversammlung
- Römer, Fritz (1866–1909), deutscher Zoologe
- Romer, Georg (* 1963), deutscher Kinder- und Jugendpsychiater
- Römer, Georg von (1872–1924), sächsischer Offizier und Oberstallmeister
- Römer, Gerhard (1928–2015), deutscher Bibliothekar und Theologe
- Rømer, Hanne (* 1949), dänische Fusion- und Jazzmusikerin (Saxophone, Gesang, Komposition)
- Römer, Hans, Führer der Thüringer Täuferbewegung
- Römer, Hans (1893–1950), deutscher Politiker (WAV, FDP), Mitglied der Verfassunggebenden Landesversammlung in Bayern
- Römer, Hans Friedrich († 1740), Domdechant des Hochstifts Merseburg
- Romer, Hans-Achim (* 1939), deutscher Marineoffizier, Flottillenadmiral der Deutschen Marine
- Römer, Hartmann (* 1943), deutscher theoretischer Physiker
- Römer, Heinrich (1859–1931), Obersteiger
- Römer, Heinrich (1932–2009), deutscher Politiker (CDU)
- Römer, Hermann (1880–1958), deutscher Theologe und Hochschullehrer
- Römer, Inga Claudia (* 1978), deutsche Philosophin
- Römer, Jacob Ludwig (1770–1855), deutscher Lehrer und Schriftsteller, herzoglicher Rat in Braunschweig
- Römer, Jean Denis (* 1967), deutscher Film- und Theaterschauspieler sowie Synchronsprecher
- Römer, Joachim (* 1943), deutscher Journalist, Autor und Restaurantkritiker
- Römer, Joachim (* 1957), deutscher bildender Künstler
- Römer, Jobst Christoph von († 1660), kurfürstlich sächsischer Oberforst- und Wildmeister des Erzgebirges
- Römer, Jobst Christoph von († 1838), kurfürstlich und königlich sächsischer Bergkommissionsrat und Zwitterstockinspektor
- Römer, Johann (1949–2011), österreichischer Politiker (FPÖ), Landtagsabgeordneter
- Römer, Johann Jacob (1763–1819), Schweizer Arzt und Professor für Botanik
- Römer, Johann Wilhelm (* 1938), deutscher Jurist und Politiker (CDU)
- Romer, John (* 1941), britischer Ägyptologe
- Römer, Josef (1892–1944), deutscher Jurist, Stabsoffizier und Widerstandskämpfer
- Römer, Josef (1914–1996), deutscher Justizbeamter
- Römer, Julius (* 1995), deutscher Schauspieler
- Römer, Julius Paul (1848–1926), deutscher Botaniker und Lehrer
- Römer, Karl Joachim von (1672–1741), österreichischer kaiserlicher Feldmarschallleutnant
- Romer, Karl Josef (* 1932), schweizerischer Geistlicher, emeritierter Kurienbischof
- Römer, Kerstin (* 1962), deutsche Schauspielerin und Drehbuchautorin
- Romer, Knud (* 1960), dänischer Autor, Schauspieler, Werbefachmann
- Römer, Larissa Sophie (* 1997), deutsche Schauspielerin
- Rømer, Lotte (* 1950), dänische Musikerin (Piano und Gitarre, Gesang, Komposition) und Autorin
- Römer, Lucien von (1873–1965), niederländischer Arzt, Sexualwissenschaftler und Botaniker
- Römer, Ludwig (1897–1989), deutscher Politiker (SPD), MdBB
- Römer, Luisa (* 2002), deutsche Schauspielerin
- Römer, Marcel (* 1982), deutscher SchlagzeugerMarcel Römer (* 1982)

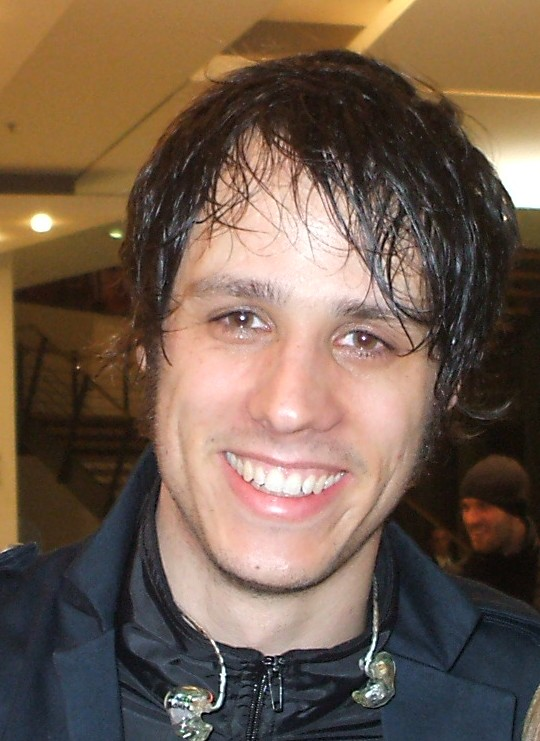
Marcel Römer (* 1982)

- Römer, Mareen von (* 1987), deutsche Volleyball-Nationalspielerin
- Römer, Marion (1917–2000), Schweizer Pionierin der Migrantenhilfe
- Römer, Mark (* 1975), deutscher Fußballspieler
- Romer, Mark, Baron Romer (1866–1944), britischer Jurist
- Römer, Markus (* 1998), deutscher Schauspieler
- Römer, Martin († 1483), Kaufmann und Amtshauptmann in Zwickau
- Römer, Matthäus (1871–1954), deutscher Sänger und Gesangslehrer, Gitarrist und Gitarrenlehrer sowie Komponist
- Römer, Max (1836–1881), deutscher Jurist und Politiker (DP), MdR
- Römer, Max (1878–1960), deutscher Maler
- Römer, Melchior (1831–1895), Stadtpräsident von Zürich
- Römer, Michael (* 1946), deutscher Manager
- Römer, Nicol († 1493), sächsischer Kaufmann, Bergwerksbesitzer und Ratsherr
- Römer, Niklas (* 1988), deutscher American-Football-Spieler
- Römer, Nina (* 1978), russische Bildende Künstlerin
- Römer, Norbert (* 1947), deutscher Politiker (SPD), MdL
- Rømer, Ole (1644–1710), dänischer AstronomOle Rømer (1644–1710)

Ole Rømer (1644–1710)

- Rømer, Ole (* 1954), dänischer Jazz- und Fusionmusiker (Schlagzeug)
- Römer, Oskar (1866–1952), deutscher Zahnmediziner
- Römer, Oswald (1938–1998), deutscher Zeichner, Tier- und Landschaftsmaler
- Römer, Otto Karl Robert Axel (1925–1993), deutscher Jurist
- Römer, Paul (1873–1937), deutscher Ophthalmologe
- Römer, Paul (1876–1916), deutscher Hygieniker
- Romer, Paul (* 1955), US-amerikanischer Wirtschaftswissenschaftler
- Römer, Peter (* 1936), deutscher Politikwissenschaftler und Jurist
- Römer, Rainer (* 1956), deutscher Schlagzeuger und Hörspielautor
- Römer, Renate (* 1955), österreichische Unternehmerin, Vizepräsidentin der Wirtschaftskammer Österreich
- Römer, Richard (1887–1963), deutscher Agrarwissenschaftler, Hochschullehrer und Fachbuchautor
- Römer, Richard (1888–1929), deutscher Soldat, „Vater der DLRG“
- Römer, Robert (1823–1879), deutscher Rechtswissenschaftler und Politiker (DP), MdR
- Römer, Rolf (1909–1997), Schweizer Verleger und Übersetzer
- Römer, Rolf (1935–2000), deutscher Schauspieler und Regisseur
- Römer, Rolf (* 1939), deutscher Jazzmusiker (Tenorsaxophon)
- Romer, Roy (* 1928), US-amerikanischer Politiker
- Römer, Rudolph von (1803–1871), sächsischer Gutsherr, Sammler, Bibliophiler, Politiker und Botaniker, Abgeordneter im Sächsischen Landtag
- Römer, Ruth (1927–2011), deutsche Germanistin
- Römer, Stefan (* 1960), deutscher Künstler (Malerei, Performances, Fotoserien, Installationen), Kunsthistoriker, Professor
- Römer, Stephan (* 1978), deutscher Komponist für Filmmusik
- Römer, Thomas (* 1955), deutsch-schweizerischer protestantischer TheologeThomas Römer (* 1955)

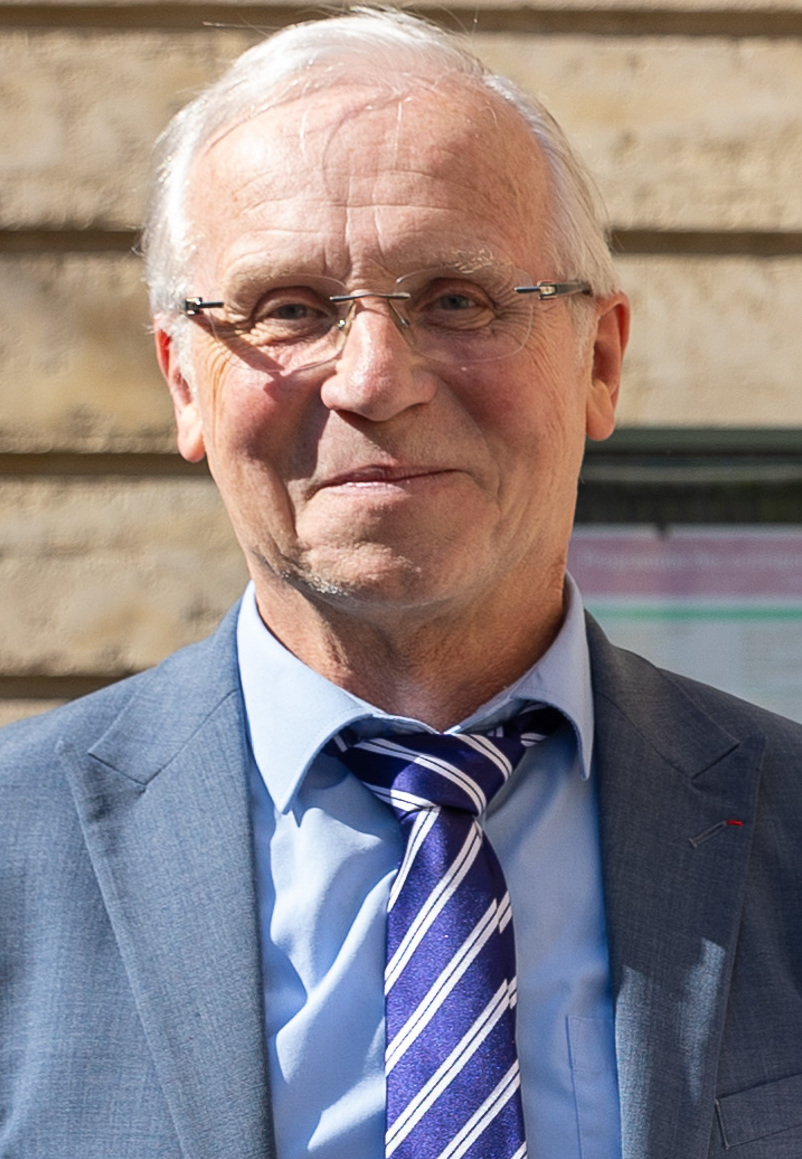
Thomas Römer (* 1955)

- Römer, Thomas (* 1965), deutscher Fantasy-Autor
- Römer, Torsten (* 1968), deutscher Bildender Künstler
- Römer, Uwe (* 1969), deutscher Florettfechter
- Römer, Wilhelm (1836–1909), deutscher Kommunalpolitiker und Abgeordneter
- Römer, Wilhelm (1900–1962), deutscher Rechtsanwalt und Notar, Politiker (NSDAP), MdR, MdL
- Römer, Wilhelm (* 1938), deutscher Agrarwissenschaftler
- Römer, Willy (1887–1979), deutscher Pressefotograf
- Römer, Wolfgang (* 1936), deutscher Jurist, Richter am Bundesgerichtshof (1990–2001)
- Römer-Büchner, Benedict Jacob (1792–1863), deutscher Jurist und Lokalhistoriker
- Römer-Krusemeyer, Maria (1894–1964), deutsche Autorin

##### Romera
- Romera Ginés, Tamara (* 1995), deutsch-spanische Schauspielerin
- Romera, Antonio (1908–1975), spanisch-chilenischer Kunstwissenschaftler und -kritiker, Zeichner und Karikaturist
- Romera, Luis (* 1962), spanischer römisch-katholischer Theologe
- Romera-Navarro, Miguel (1885–1954), US-amerikanischer Romanist, Hispanist und Literaturwissenschaftler spanischer Herkunft

##### Romeri
- Romerio, Pietro (1809–1890), Schweizer Anwalt, Politiker, Tessiner Grossrat und Staatsrat
- Römeris, Mykolas (1880–1945), litauischer Verfassungsrechtler und Professor

##### Romerm
- Römermann, Christine (* 1976), deutsche Biologin und Hochschullehrerin
- Römermann, Volker (* 1968), deutscher Jurist

##### Romero
- Romero Amarán, Luis (* 1979), kubanischer Radrennfahrer
- Romero Arvizu, Manuel (1919–2009), mexikanischer Ordensgeistlicher, Prälat von Jesús María del Nayar
- Romero Barceló, Carlos (1932–2021), puerto-ricanischer Politiker
- Romero Barrios, José Manuel (* 1955), venezolanischer Geistlicher, römisch-katholischer Bischof von El Tigre
- Romero Bosque, Pío (1860–1935), Präsident von El Salvador
- Romero Cabrera, Orlando (* 1933), emeritierter Bischof von Canelones
- Romero Cárdenas, Andrés Napoleón (* 1967), dominikanischer Geistlicher, römisch-katholischer Bischof von Barahona
- Romero de Lema, Maximino (1911–1996), spanischer Geistlicher, Kurienerzbischof der römisch-katholischen Kirche
- Romero de Velasco, Flavio (1925–2016), mexikanischer Politiker
- Romero Fernández, Luis (* 1954), spanischer römisch-katholischer Geistlicher und Weihbischof in Rockville Centre
- Romero Franco, Luis Gabriel (* 1935), kolumbianischer Geistlicher, emeritierter Bischof von Facatativá
- Romero Gormaz, Leyre (* 2002), spanische Tennisspielerin
- Romero Holguín, Víctor (* 2004), spanischer Handballspieler
- Romero Kolbeck, Gustavo (1923–2008), mexikanischer Botschafter
- Romero López, Carmen (* 1946), spanische Politikerin (PSOE), MdEP
- Romero Lozano, Bernardo (1909–1971), kolumbianischer Schauspieler und Regisseur, Rundfunk- und Fernsehpionier
- Romero Marchent, Carlos (1944–2013), spanischer Schauspieler
- Romero Marchent, Joaquín Luis (1921–2012), spanischer Filmregisseur
- Romero Marchent, Rafael (1926–2020), spanischer Schauspieler, Filmregisseur und Drehbuchautor
- Romero Nunes, Antú (* 1983), deutscher Theaterregisseur
- Romero Pereira, Tomás (1886–1982), paraguayischer Politiker, Präsident von Paraguay
- Romero Pose, Eugenio (1949–2007), spanischer Geistlicher, Weihbischof im Erzbistum Madrid
- Romero Radigales, Sebastián (1884–1970), spanischer Diplomat
- Romero Requena, Luis (* 1955), spanischer EU-Beamter
- Romero Rivas, Ernesto José (* 1960), venezolanischer Ordensgeistlicher, Apostolischer Vikar von Tucupita
- Romero Robledo, Francisco (1838–1906), spanischer Jurist und Politiker
- Romero Rubio, Carmen (1864–1944), mexikanische Ehefrau des Präsidenten Porfirio Díaz
- Romero Rubio, Manuel (1828–1895), mexikanischer Politiker
- Romero Samaniego, Andrés (* 1967), chilenischer Fußballspieler
- Romero Urtasun, Josetxo (* 1977), spanischer Fußballspieler
- Romero, Adolfo (* 1922), mexikanischer Radrennfahrer
- Romero, Adrián (* 1977), uruguayischer Fußballspieler
- Romero, Agatino, deutscher DJ und MusikproduzentAgatino Romero

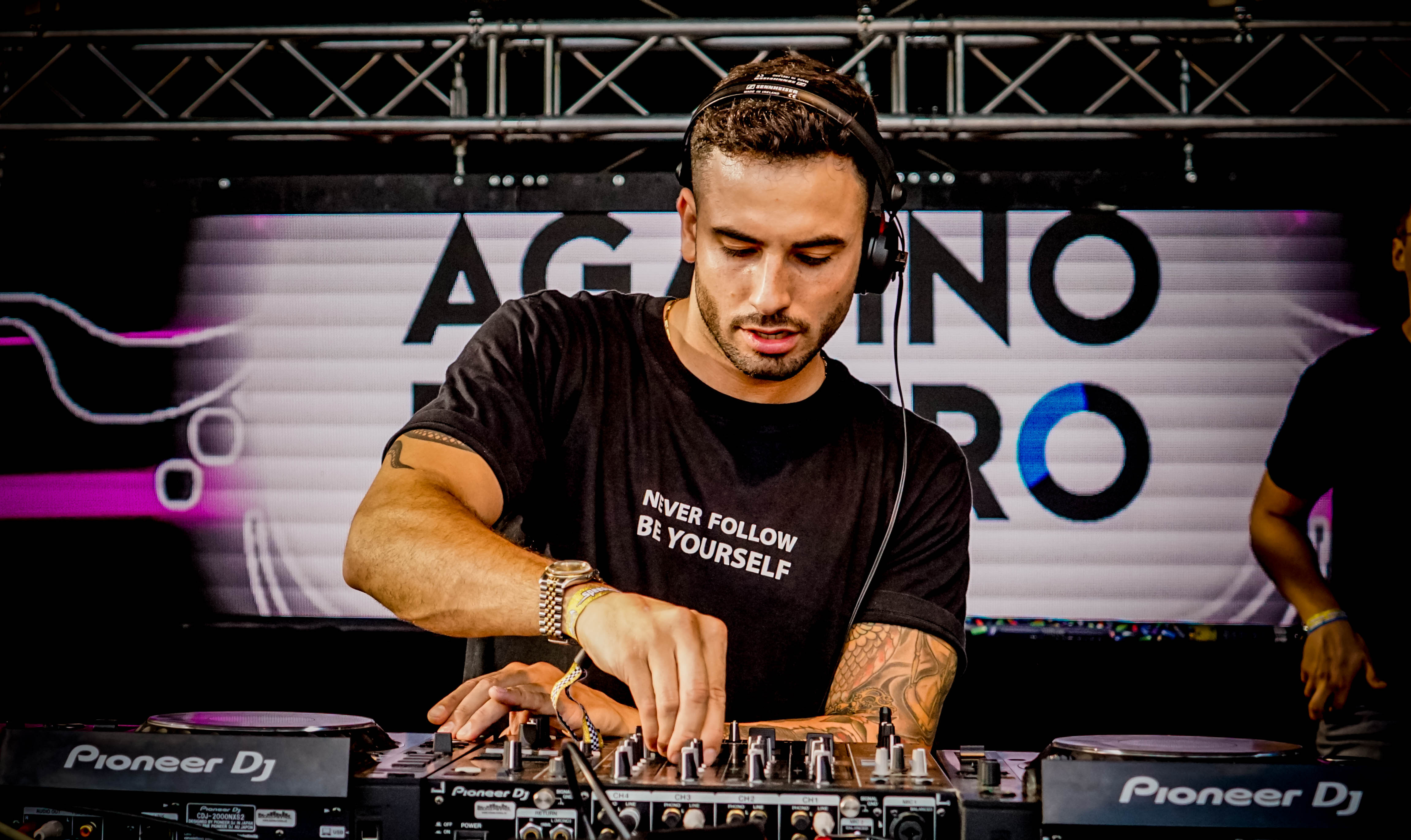
Agatino Romero

- Romero, Aldemaro (1928–2007), venezolanischer Komponist und Dirigent
- Romero, Ana (* 1987), spanische Fußballspielerin
- Romero, Andrés Fabián (* 1981), argentinischer Golfer
- Romero, Andrés Fabricio (* 1989), argentinischer Fußballspieler
- Romero, Angel (* 1946), spanischer Gitarrist und Dirigent
- Romero, Ángel (* 1992), paraguayischer Fußballspieler
- Romero, Arianna (* 1992), mexikanisch-US-amerikanische Fußballspielerin
- Romero, Berto (* 1974), spanischer Humorist und Schauspieler
- Romero, Braian (* 1991), argentinischer Fußballspieler
- Romero, Brandy (* 2008), uruguayische Sprinterin
- Romero, Camila (* 1998), ecuadorianische Tennisspielerin
- Romero, Camilo (* 1970), mexikanischer Fußballspieler
- Romero, Carlos (1927–1999), uruguayischer Fußballspieler
- Romero, Carlos Humberto (1924–2017), salvadorianischer Politiker
- Romero, Carmen (* 1950), kubanische Diskuswerferin und Kugelstoßerin
- Romero, Cecilia (* 1952), mexikanische Politikerin
- Romero, Celedonio (1913–1996), spanischer Gitarrist, Komponist und Dichter
- Romero, Celin (* 1936), spanischer klassischer Gitarrist
- Romero, Cesar (1907–1994), US-amerikanischer SchauspielerCesar Romero (1907–1994)

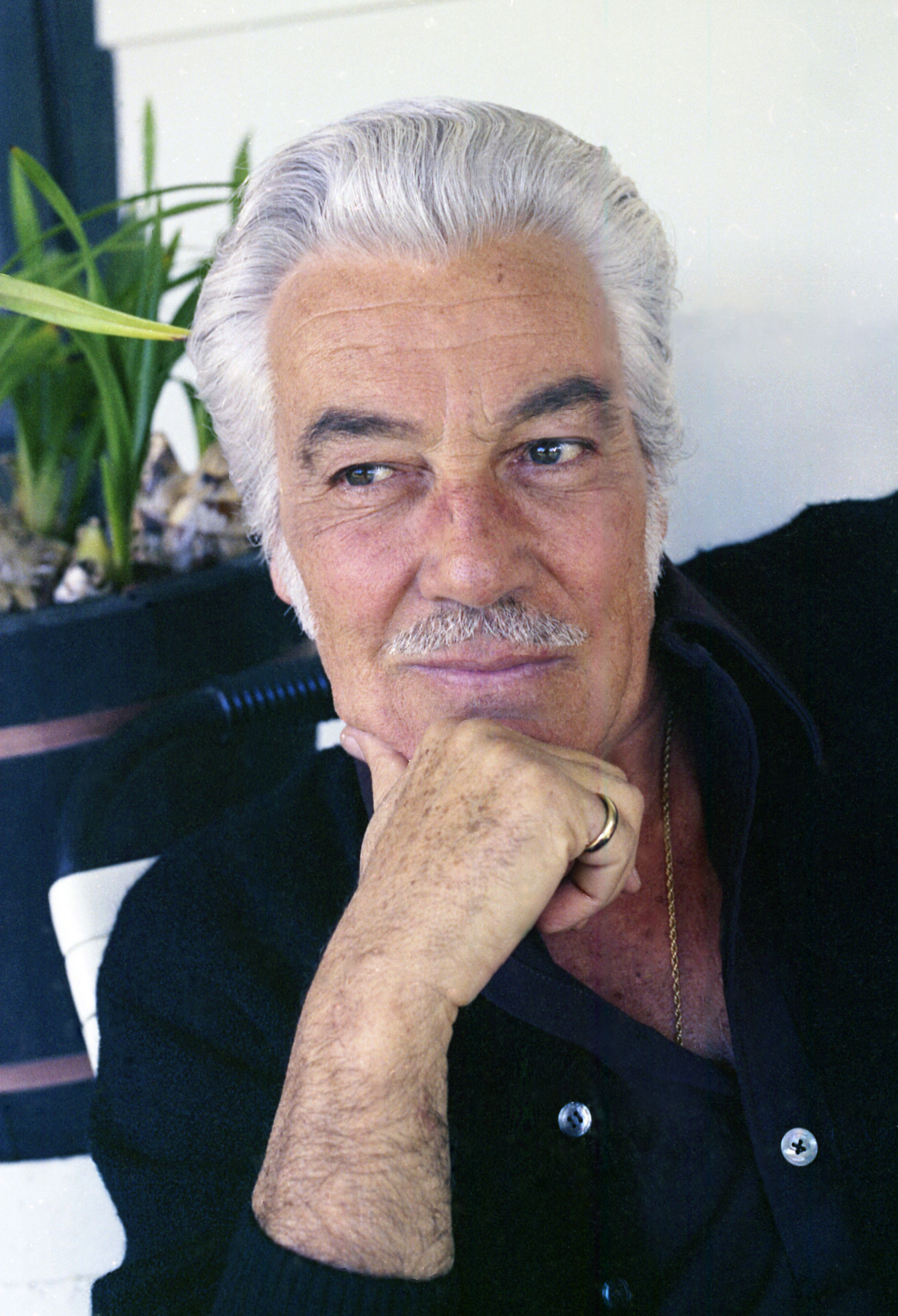
Cesar Romero (1907–1994)

- Romero, Claudio (* 2000), chilenischer Diskuswerfer
- Romero, Cristián (* 1963), chilenischer Fußballspieler
- Romero, Cristian (* 1998), argentinischer Fußballspieler
- Romero, Danny (* 1974), US-amerikanischer Boxer im Superfliegen- und Fliegengewicht
- Romero, Danny (* 1995), spanischer DJ, Sänger und Musikproduzent
- Romero, Diego (* 1974), argentinisch-italienischer Segler
- Romero, Eduardo (1954–2022), argentinischer Golfer
- Romero, Elvio (1926–2004), paraguayischer Dichter und Schriftsteller
- Romero, Emiliano (* 1992), uruguayischer Fußballspieler
- Romero, Emilio (* 1937), venezolanischer Sprinter
- Romero, Enrique (* 1971), spanischer Fußballspieler
- Romero, Enrique Badía (1930–2024), spanischer Comiczeichner
- Romero, Fernanda (* 1983), mexikanische Schauspielerin und Sängerin
- Romero, Flor (1933–2018), kolumbianische Schriftstellerin
- Romero, Franco (* 1995), uruguayischer Fußballspieler
- Romero, Frank (* 1987), japanischer Fußballspieler
- Romero, Génesis (* 1995), venezolanische Leichtathletin
- Romero, George A. (1940–2017), US-amerikanischer Regisseur und AutorGeorge A. Romero (1940–2017)

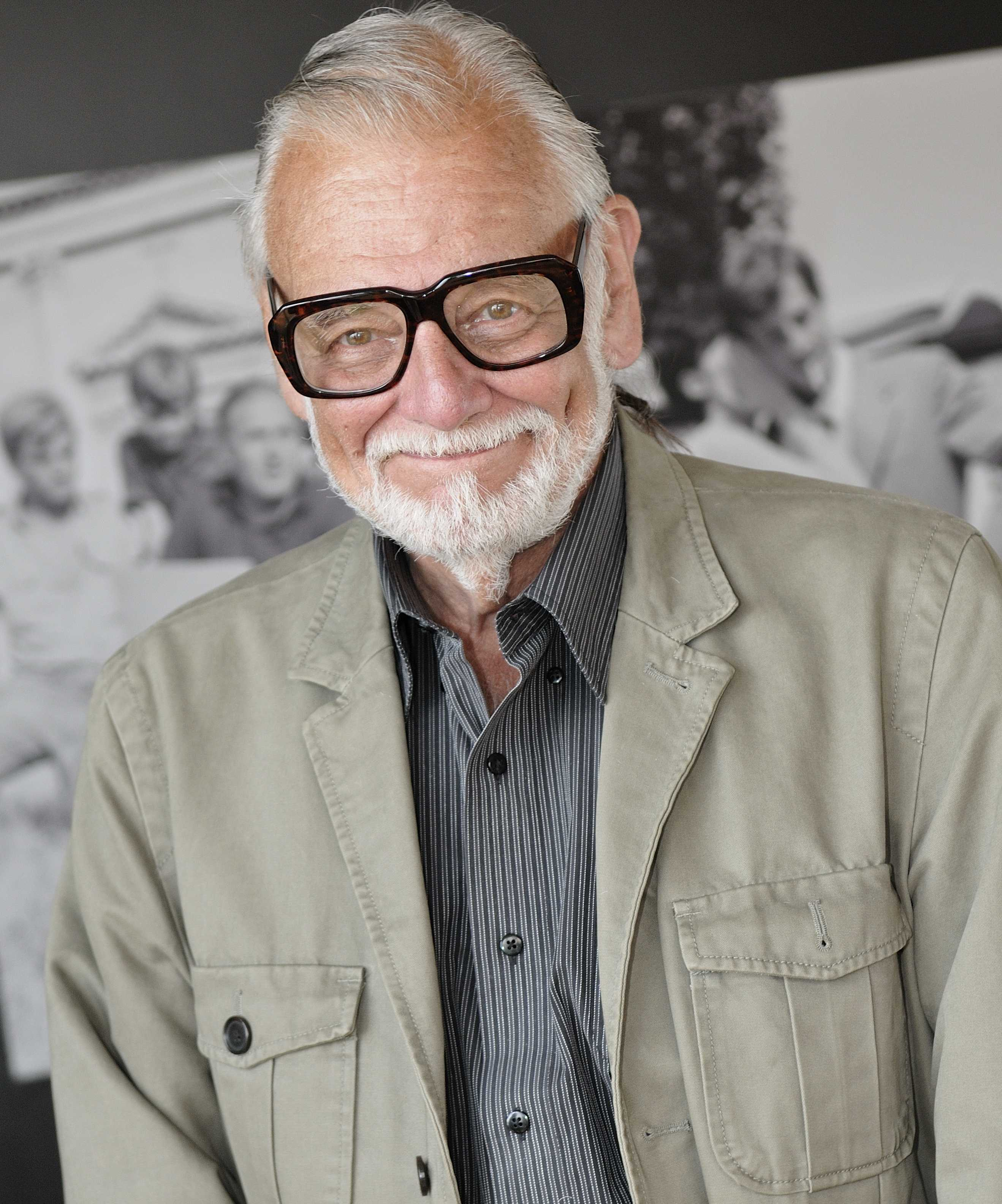
George A. Romero (1940–2017)

- Romero, Gerardo (* 1906), paraguayischer Fußballspieler
- Romero, Gina (* 1980), kolumbianische Menschenrechtsaktivistin, UN-Sonderbeobachterin
- Romero, Gloria (1933–2025), philippinische Schauspielerin
- Romero, Harry, US-amerikanischer DJ und Produzent
- Romero, Héctor Gabino (1924–1999), argentinischer Geistlicher, Bischof von Rafaela
- Romero, Humberto (* 1964), mexikanischer Fußballspieler und -trainer
- Romero, Ibeyis (* 2006), venezolanische Sprinterin
- Romero, Iker (* 1980), spanischer Handballspieler und -trainer
- Romero, Jaider (* 1982), kolumbianischer Fußballspieler
- Romero, Jaime (* 1990), spanischer Fußballspieler
- Romero, James (* 1989), US-amerikanischer Pokerspieler
- Romero, Janek (* 1979), deutscher Regisseur und Drehbuchautor
- Romero, Jeffry (* 1989), kolumbianischer Straßenradrennfahrer
- Romero, John (* 1967), US-amerikanischer SpieleentwicklerJohn Romero (* 1967)

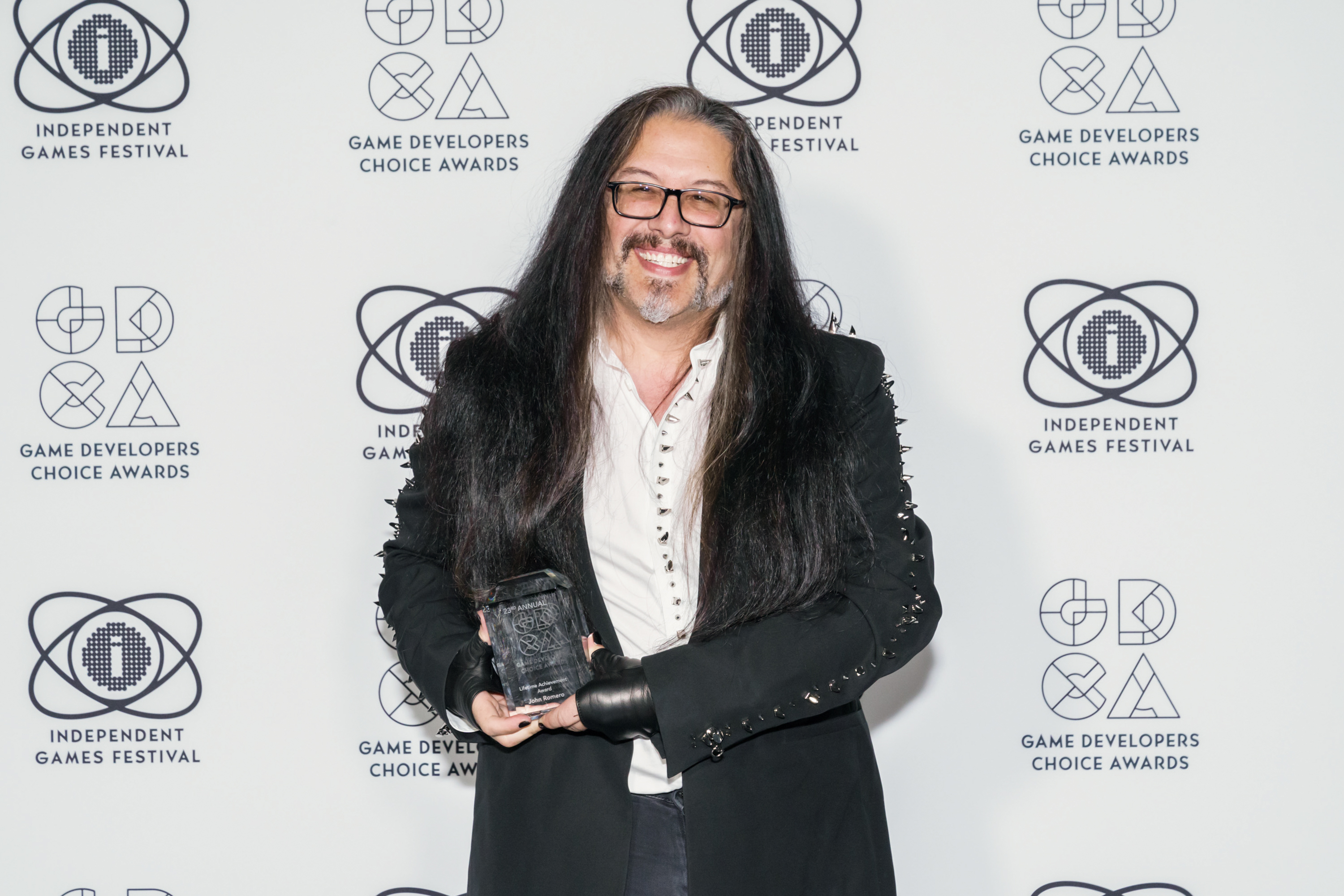
John Romero (* 1967)

- Romero, Jonathan (* 1986), kolumbianischer Boxer im Superbantamgewicht
- Romero, Jordan (* 1996), US-amerikanischer Bergsteiger
- Romero, Jorge Lino (* 1932), paraguayischer Fußballspieler
- Romero, Jose E. (* 1897), philippinischer Jurist, Diplomat und Politiker
- Romero, José Francisco (* 1960), mexikanischer Fußballspieler
- Romero, José Luis (* 1945), spanischer Fußballspieler und -trainer
- Romero, Juan (* 1988), uruguayischer Judoka
- Romero, Julio César (* 1960), paraguayischer Fußballspieler
- Romero, Kleber (* 1976), brasilianischer Fußballspieler
- Romero, Lía (* 2000), mexikanische Fußballspielerin
- Romero, Lucas (* 1994), argentinischer Fußballspieler
- Romero, Luciano (1959–2005), kolumbianischer Gewerkschafter
- Romero, Luis (* 1968), uruguayischer Fußballspieler
- Romero, Luis Pérez (* 1980), spanischer Radrennfahrer
- Romero, Luka (* 2004), argentinisch-spanischer Fußballspieler
- Romero, Maikro (* 1972), kubanischer Boxer
- Romero, Marcelo (* 1976), uruguayischer Fußballspieler
- Romero, Marina (1908–2001), spanische Schriftstellerin, Dichterin, Kinderbuchautorin, Philologin und Hochschullehrerin
- Romero, Marisol (* 1983), mexikanische Langstreckenläuferin
- Romero, Mary (* 1952), US-amerikanische Soziologin
- Romero, Maximiliano (* 1999), argentinischer Fußballspieler
- Romero, Muriel (* 1972), spanische Tänzerin und Choreografin, Leiterin der spanischen Compañía Nacional de Danza
- Romero, Natalia (* 1980), chilenische Marathonläuferin
- Romero, Natalia (* 1988), spanische Leichtathletin
- Romero, Nelson (1951–2012), uruguayischer Maler und Zeichner
- Romero, Nicky (* 1989), niederländischer DJ und Musikproduzent
- Romero, Omar Nino (* 1976), mexikanischer Boxer im Halbfliegengewicht
- Romero, Óscar (1917–1980), salvadorianischer römisch-katholischer Bischof, HeiligerÓscar Romero (1917–1980)

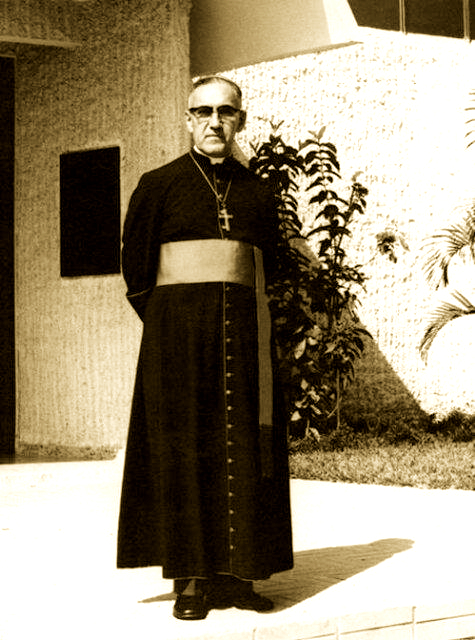
Óscar Romero (1917–1980)

- Romero, Pablo (* 1961), kubanischer Boxer
- Romero, Paco (* 1952), spanischer Automobilrennfahrer
- Romero, Paul (* 1965), US-amerikanischer Komponist und Pianist
- Romero, Pedro (1754–1839), spanischer Torero
- Romero, Pedro (1937–2018), mexikanischer Fußballspieler
- Romero, Pedro (* 1982), spanischer Radrennfahrer
- Romero, Pedro G. (* 1964), spanischer Bildender Künstler
- Romero, Pepe (* 1944), spanischer Gitarrenvirtuose
- Romero, Peter R. (1920–2010), Szenenbildner und Artdirector
- Romero, Rafael (1938–2021), venezolanischer Leichtathlet
- Romero, Rafael (* 1968), dominikanischer Boxer
- Romero, Ray (1923–2006), puerto-ricanischer Perkussionist
- Romero, Rebecca (* 1980), britische Radrennfahrerin
- Romero, Reginaldo († 1507), spanischer Geistlicher
- Romero, Rocky (* 1982), kubanischer Wrestler
- Romero, Rogelio (* 1995), mexikanischer Boxer
- Romero, Rogério (* 1969), brasilianischer Schwimmer
- Romero, Rolf (1915–2002), deutscher Architekt und Architekturhistoriker
- Romero, Rolland (1914–1975), US-amerikanischer Dreispringer
- Romero, Ronnie (* 1981), chilenischer SängerRonnie Romero (* 1981)

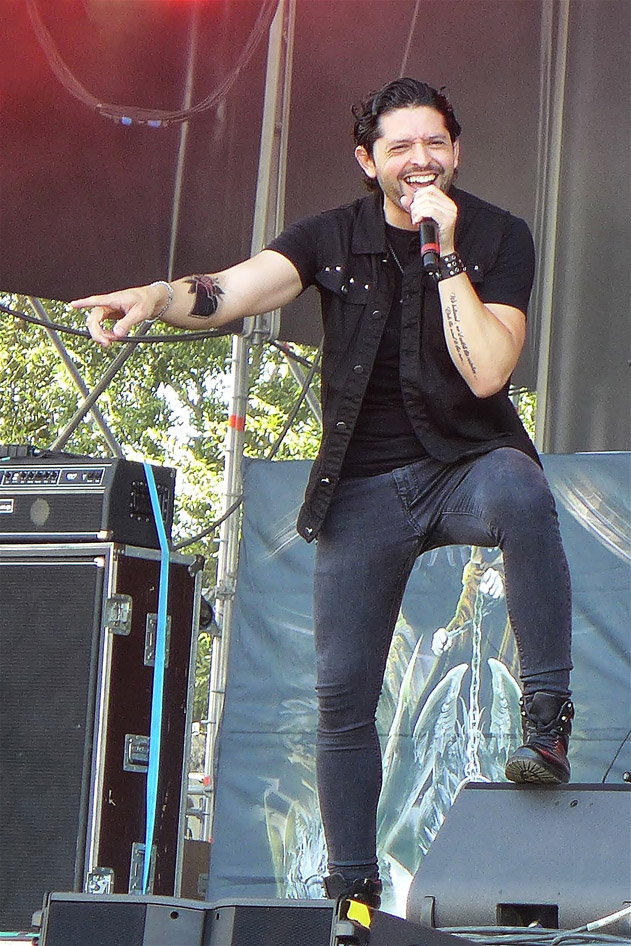
Ronnie Romero (* 1981)

- Romero, Santiago (* 1990), uruguayischer Fußballspieler
- Romero, Sebastián (* 1979), argentinischer Fußballspieler
- Romero, Sebastián Ariel (* 1978), argentinischer Fußballspieler
- Romero, Sergio (* 1987), argentinischer Fußballtorhüter
- Romero, Sílvio (1851–1914), brasilianischer Literaturkritiker, Essayist, Dichter, Philosoph und Politiker
- Romero, Sol (* 1984), mexikanisch-US-amerikanische Rocksängerin
- Romero, Tess (* 2006), US-amerikanische Schauspielerin
- Romero, Trinidad (1835–1918), US-amerikanischer Politiker
- Romero, Yeykell (* 2002), nicaraguanischer Sprinter
- Romero, Yoel (* 1977), kubanischer RingerYoel Romero (* 1977)

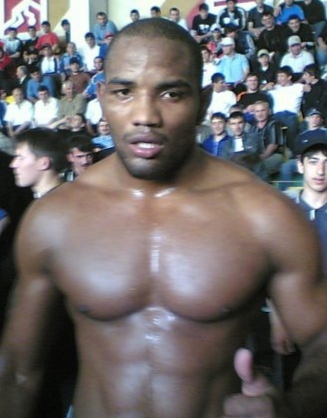
Yoel Romero (* 1977)

- Romero, Yotuel (* 1976), kubanischer Sänger, Liedermacher und Schauspieler

##### Romers
- Romersa, Joe (* 1956), amerikanischer Sänger, Songschreiber, Schlagzeuger, Multi-Instrumentalist, Produzent und Soundtechniker
- Romersa, Jos (1915–2016), luxemburgischer Geräteturner
- Romersa, Luigi (1917–2007), italienischer Journalist und Autor

##### Romert
- Romert, Sarah (* 1994), deutsche Fußballspielerin

#### Romes
- Romes, Claudia (* 1984), deutsche Autorin mit flämischen Wurzeln
- Romes, Horst (1944–2004), deutscher Fußballspieler
- Romes, Kevin (* 1991), deutscher Koch
- Romesha, Clinton (* 1981), US-amerikanischer Soldat

#### Romet
- Rometsch, Ellen (* 1936), deutsches Playgirl und angebliche Spionin
- Rometsch, Otto (1878–1938), deutscher Architekt
- Rometsch, Rudolf (1917–1997), Schweizer Chemiker
- Rometsch, Sieghardt (* 1938), deutscher Bankkaufmann und Mäzen
- Rometty, Virginia (* 1957), US-amerikanische Informatikerin, Elektrotechnik-Ingenieurin und Wirtschaftsmanagerin

#### Romeu
- Romeu i Corominas, Lluís (1874–1937), katalanischer Komponist, Organist, Kapellmeister und römisch-katholischer Priester
- Romeu, Carlos (1948–2021), spanischer Karikaturist und Autor
- Romeu, Gonzalo (* 1945), kubanischer Dirigent, Pianist und Arrangeur
- Romeu, Inês Etienne (1942–2015), brasilianische Widerstandskämpferin
- Romeu, Marta (* 1992), spanische Radrennfahrerin
- Romeu, Oriol (* 1991), spanischer FußballspielerOriol Romeu (* 1991)

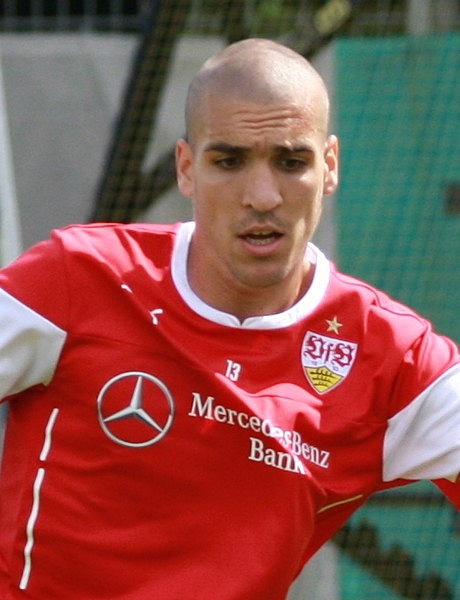
Oriol Romeu (* 1991)

- Romeuf, Jean-Louis (1766–1812), französischer Général de brigade

#### Romev
- Romeva, Raül (* 1971), spanischer Politikwissenschaftler und Politiker (ICV), MdEP

#### Romey
- Romey, Ayşe (* 1970), deutsch-türkische Schauspielerin und bildende Künstlerin
- Romey, Stefan (* 1953), deutscher Lehrer und Autor antifaschistischer Bücher und Publikationen
- Romeyer-Dherbey, Gilbert (* 1934), französischer Philosophiehistoriker
- Romeyk, Horst (* 1940), deutscher Historiker und Archivar
- Romeyke, Katja (* 1963), deutsche Bildende Künstlerin

### Romh
- Romhányi, József (1921–1983), ungarischer Drehbuchautor, Librettist und Lyriker
- Romhardt, Kai (* 1967), deutscher Wirtschaftswissenschaftler, Autor, Unternehmensberater und buddhistischer Lehrer
- Römheld, Amalie (1839–1874), deutsche Schriftstellerin
- Römheld, Gustav (1861–1933), deutscher Verwaltungsjurist, großherzoglich hessischer Minister und Museumsdirektor
- Römheld, Julius (1823–1904), deutscher Eisenhüttentechniker und Unternehmer
- Römheld, Ludwig Friedrich (1824–1871), großherzoglich-hessischer Kreisrat
- Römheld, Volker (1941–2013), deutscher Agrarwissenschaftler und Pflanzenphysiologe
- Römhild, Inge-Susann (* 1955), deutsche Kammermusikerin und Hochschullehrerin
- Römhild, Kurt (1925–1996), deutscher Grafiker und Illustrator
- Römhild, Paul (1885–1953), deutscher Politiker (CDU), MdL
- Römhild, Walter (1876–1944), deutscher Verwaltungsjurist und Landrat

### Romi
- Romić, Stjepan (1906–1982), jugoslawischer Veterinärmediziner
- Romier, Lucien (1885–1944), französischer Historiker, Journalist und Politiker im Vichy-Regime
- Romieu, Marie de, französische Schriftstellerin
- Romig, Emilio (* 1992), österreichischer Eishockeyspieler
- Romig, Friedrich (* 1926), österreichischer Volkswirtschaftler und Publizist
- Romig, John (1898–1984), US-amerikanischer Langstreckenläufer
- Romig, Martin (* 1967), deutscher Basketballfunktionär
- Romiglio, Leandro (* 1991), argentinischer Squashspieler
- Romih, Max (1893–1979), italienischer Schachspieler
- Romijn, Bert (1934–2018), niederländischer Radrennfahrer
- Romijn, Rebecca (* 1972), US-amerikanische Schauspielerin und ehemaliges FotomodellRebecca Romijn (* 1972)

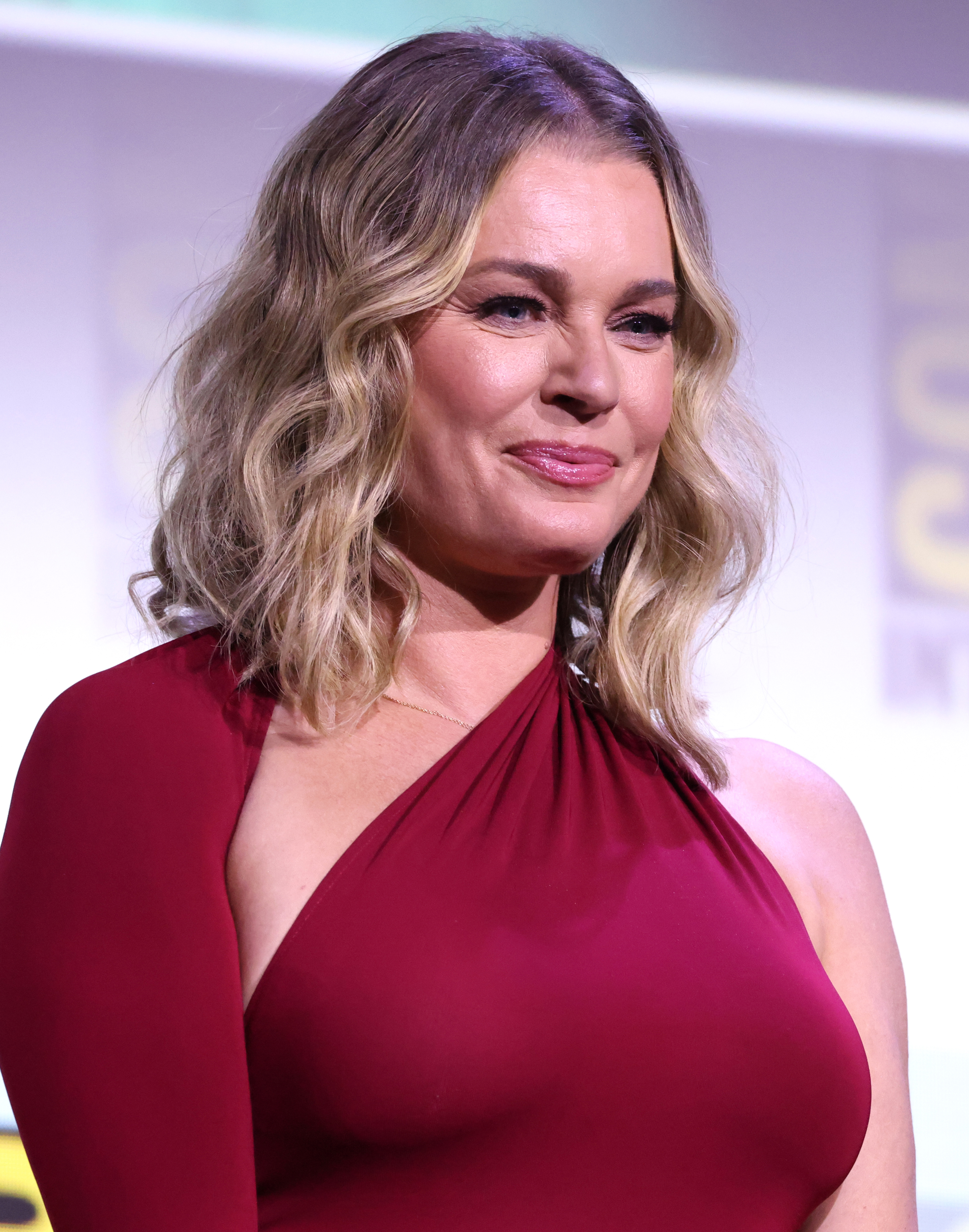
Rebecca Romijn (* 1972)

- Romilă, Mihai (1950–2020), rumänischer Fußballspieler
- Romilda, Herzogin von Friaul
- Romilius Rocus Vaticanus, Titus, römischer Konsul 455 v. Chr., Decemvir 451 v. Chr.
- Romilli, Bartolomeo Carlo (1795–1859), italienischer katholischer Geistlicher, Erzbischof von Mailand
- Romilly, Jacqueline de (1913–2010), französische Philologin und Mitglied der Académie Française
- Romilly, Jean (1714–1796), Schweizer Uhrmacher, Journalist und Enzyklopädist
- Romilly, Jean-Edme († 1779), Schweizer Theologe und Enzyklopädist
- Romilly, John, 1. Baron Romilly (1802–1874), britischer Jurist
- Romilly, Samuel (1757–1818), britischer Anwalt und Politiker
- Romin, Gustaf (1863–1936), schwedischer Landschafts-, Marine-, Kriegs- und Genremaler
- Romin, Karl (1858–1922), schwedischer Landschaftsmaler und Kunstlehrer
- Romine, Austin (* 1988), amerikanischer Baseballspieler
- Rominger, Erich (1886–1967), deutscher Pädiater und Hochschullehrer
- Rominger, Kent (* 1956), amerikanischer Astronaut
- Rominger, Marcus (* 1972), deutscher Handballspieler
- Rominger, Martin (* 1977), deutscher Kunstradfahrer
- Rominger, Rösli, Schweizer Skirennfahrerin
- Rominger, Rudolf (1912–1979), Schweizer Skirennläufer
- Rominger, Tony (* 1961), Schweizer RadrennfahrerTony Rominger (* 1961)

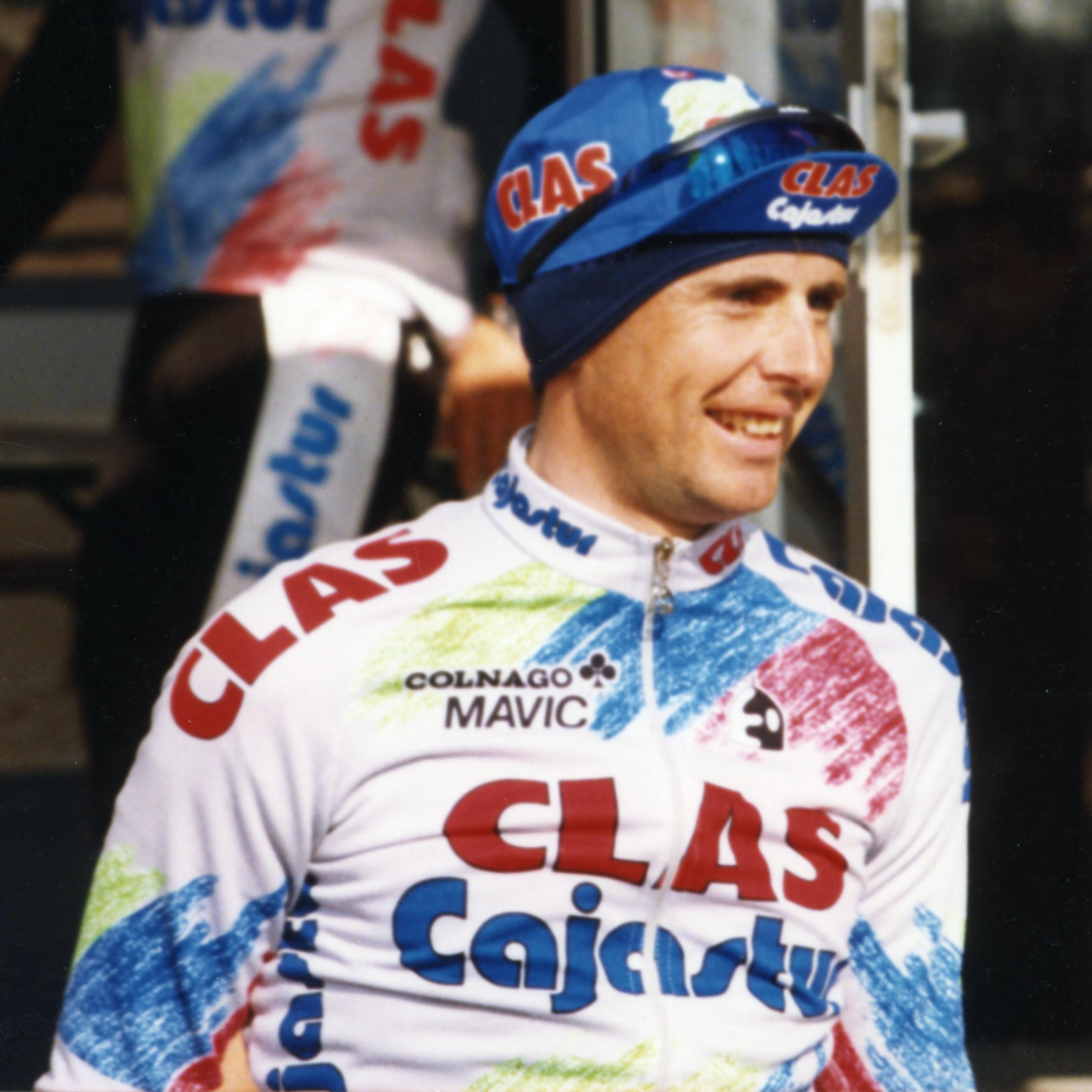
Tony Rominger (* 1961)

- Rominger, Walter (* 1957), deutscher evangelischer Theologe
- Rominski, Dale (* 1975), US-amerikanischer Eishockeyspieler
- Romios, Matthew (* 1999), australischer Tennisspieler
- Römisch, Egon (1909–1976), deutscher Fachdidaktiker der alten Sprachen
- Römisch, Oswald Erhard (1819–1899), höherer sächsischer Staatsbeamter
- Römisch, Tasillo (* 1954), deutscher Raumfahrthistoriker
- Romischewski, Igor Anatoljewitsch (1940–2013), sowjetischer Eishockeyspieler, -trainer und -funktionär
- Romita, Giuseppe (1887–1958), italienischer Politiker
- Romita, John junior (* 1956), US-amerikanischer Comiczeichner
- Romita, John senior (1930–2023), US-amerikanischer Comiczeichner
- Romitelli, Fausto (1963–2004), italienischer Komponist
- Romitelli, Giancarlo (* 1936), italienischer Filmregisseur
- Romiti, Cesare (1923–2020), italienischer Manager
- Romito, Tommaso (* 1982), italienischer Fußballspieler

### Romj
- Romjue, Milton A. (1874–1968), US-amerikanischer Politiker

### Roml
- Römling, Ingo (* 1969), deutscher Illustrator, Comiczeichner und MusikerIngo Römling (* 1969)
- Römling, Michael (* 1973), deutscher Autor

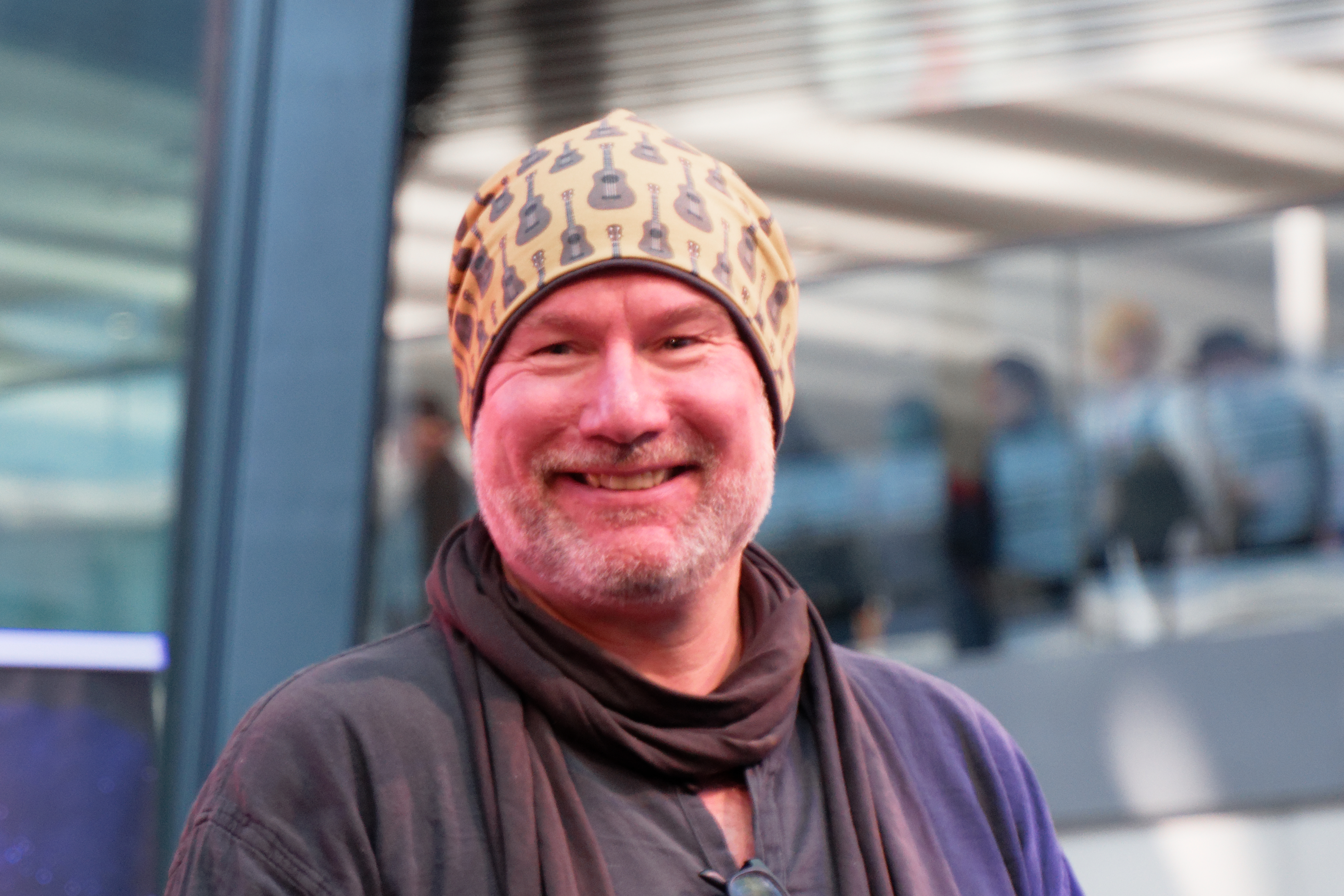
Ingo Römling (* 1969)

- Römling, Moritz (* 2001), deutscher Fußballspieler

### Romm
- Romm, Michail Iljitsch (1901–1971), sowjetischer Filmregisseur und Drehbuchautor
- Romm, Nic (* 1974), deutscher SchauspielerNic Romm (* 1974)

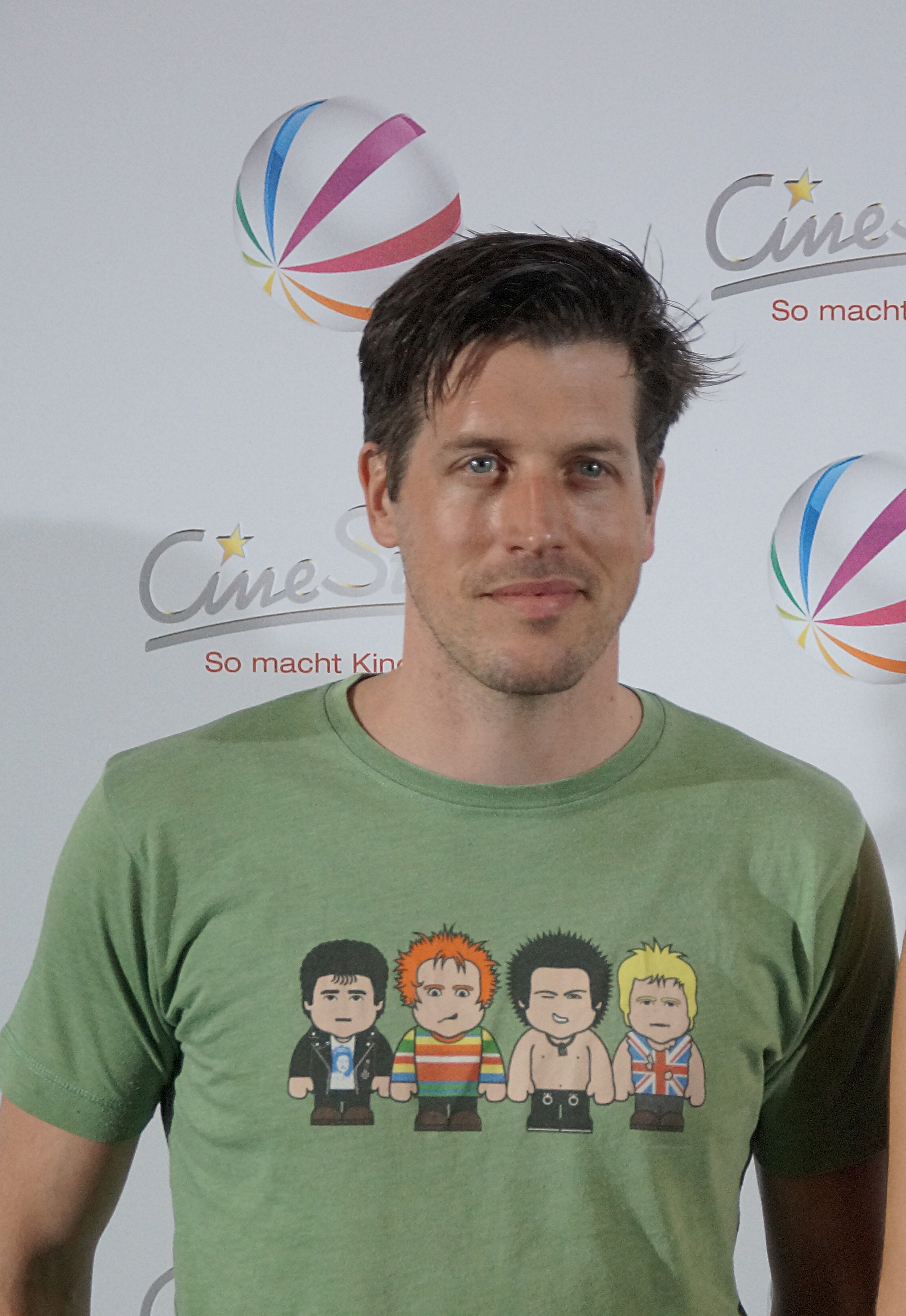
Nic Romm (* 1974)

- Romm, Ronald (* 1946), US-amerikanischer Trompeter
- Romme, Carl (1896–1980), niederländischer Politiker (RKSP, KVP), Rechtswissenschaftler und Journalist
- Romme, Charles-Gilbert (1750–1795), Politiker während der Französischen Revolution
- Romme, Gianni (* 1973), niederländischer Eisschnellläufer und Trainer
- Rommedahl, Dennis (* 1978), dänischer Fußballspieler
- Rommel, Adrien (1914–1963), französischer Florettfechter und Olympiasieger
- Rommel, Alberta (1912–2001), deutsche Musikpädagogin und Schriftstellerin
- Rommel, Bernd (* 1949), deutscher Fußballspieler
- Rommel, Boris (* 1984), deutscher Koch
- Rommel, Christian (1798–1857), deutscher Jurist und Mitglied der kurhessischen Ständeversammlung
- Rommel, Christina (* 1981), deutsche Musikerin
- Rommel, Christoph (1781–1859), deutscher Philologe
- Rommel, Curt (1885–1972), Schweizer Jurist und Hochschullehrer
- Rommel, Egon (* 1930), deutscher Diplomat, Botschafter der DDR
- Rommel, Eleonore von (1894–1974), deutsche Bildhauerin, Glas- und Keramikgestalterin und Autorin
- Rommel, Elsbeth (* 1876), deutsche Bildhauerin
- Rommel, Ernst (1819–1892), deutscher Bibliothekar, Hochschullehrer, Poet, Schriftsteller und Dramatiker
- Rommel, Erwin (1891–1944), deutscher Generalfeldmarschall und Befehlshaber des deutschen AfrikakorpsErwin Rommel (1891–1944)

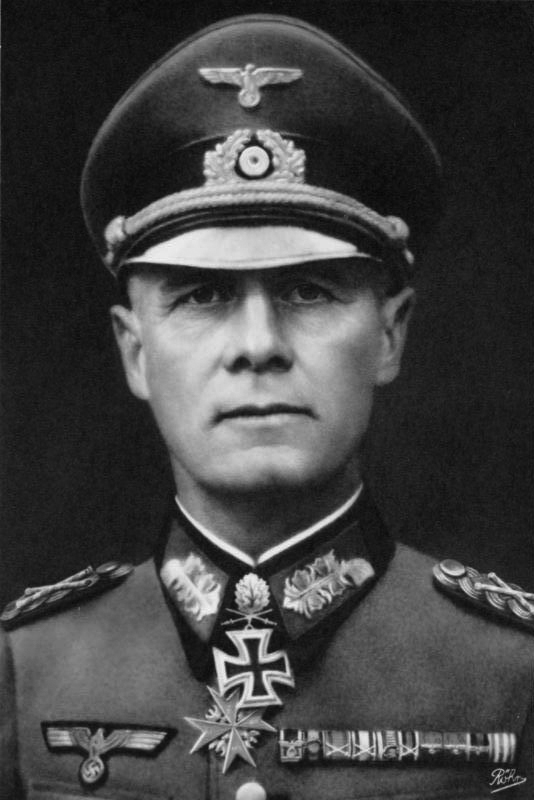
Erwin Rommel (1891–1944)

- Rommel, Frank (* 1984), deutscher Skeletonfahrer
- Rommel, Gabriele (* 1953), deutsche Germanistin
- Rommel, Gerhard (1934–2014), deutscher Bildhauer, Medailleur, Münzgestalter und Maler
- Rommel, Günter (* 1956), deutscher Fußballtrainer
- Rommel, Hans (1890–1979), deutscher Oberstudienrat, Stadt- und Kreisarchivar und Gründer der „Freudenstädter Heimatblätter“
- Rommel, Jan-Jochen (* 1969), deutscher Hockeyspieler und -schiedsrichter, Vorstandsmitglied Deutscher Hockey-Bund
- Rommel, Jens (* 1972), deutscher Jurist, Generalbundesanwalt, zuvor Richter am Bundesgerichtshof
- Rommel, Johann Caspar (1721–1800), deutscher Orgelbauer
- Rómmel, Juliusz (1881–1967), polnischer General und Armeebefehlshaber
- Rommel, Justus Philipp (1753–1837), deutscher evangelischer Theologe und Generalsuperintendent
- Rommel, Kurt (1926–2011), deutscher Pfarrer
- Rommel, Manfred (1928–2013), deutscher Politiker (CDU), Oberbürgermeister von Stuttgart (1975–1996)Manfred Rommel (1928–2013)

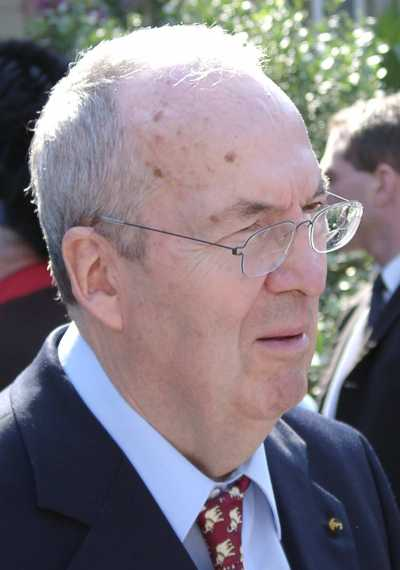
Manfred Rommel (1928–2013)

- Rommel, Mechtild (1923–2018), deutsche Agrarwissenschaftlerin und Hochschullehrerin
- Rommel, Oswald senior (1844–1924), deutscher Bildhauer
- Rommel, Otto (1880–1965), österreichischer Literaturhistoriker und Theaterhistoriker
- Rommel, Patricia (* 1956), französische Filmeditorin
- Rommel, Peter (1643–1708), Stadtphysikus in Ulm
- Rommel, Peter (* 1956), deutscher Filmproduzent
- Rommel, Theodor von (1793–1868), preußischer Generalleutnant
- Rommel, Theodore von (1870–1950), deutsche Schriftstellerin
- Rommel, Thomas, deutscher Literaturwissenschaftler
- Rommel, Wilfried (1928–2002), deutscher Tierarzt
- Rommel, Wolfgang (1939–1995), deutscher Bildhauer
- Rommel, Wolrad (* 1955), deutscher Jurist
- Römmele, Andrea (* 1967), deutsche Kommunikationswissenschaftlerin und Politologin
- Rommeler, Maria (1894–1978), deutsche Politikerin (CDU), MdA
- Rommelfangen, Konstantin (* 1991), luxemburgisch-deutscher Schauspieler
- Rommelfanger, Lothar (* 1957), deutscher Politiker (SPD), MdL
- Rommelfanger, Ulrich (* 1955), deutscher Jurist und Volkswirt
- Rommelmann, Jonathan (* 1994), deutscher Ruderer
- Rommelmann, Julius (* 1996), deutscher Ruderer
- Rommelspacher, Birgit (1945–2015), deutsche Psychologin und PädagoginBirgit Rommelspacher (1945–2015)

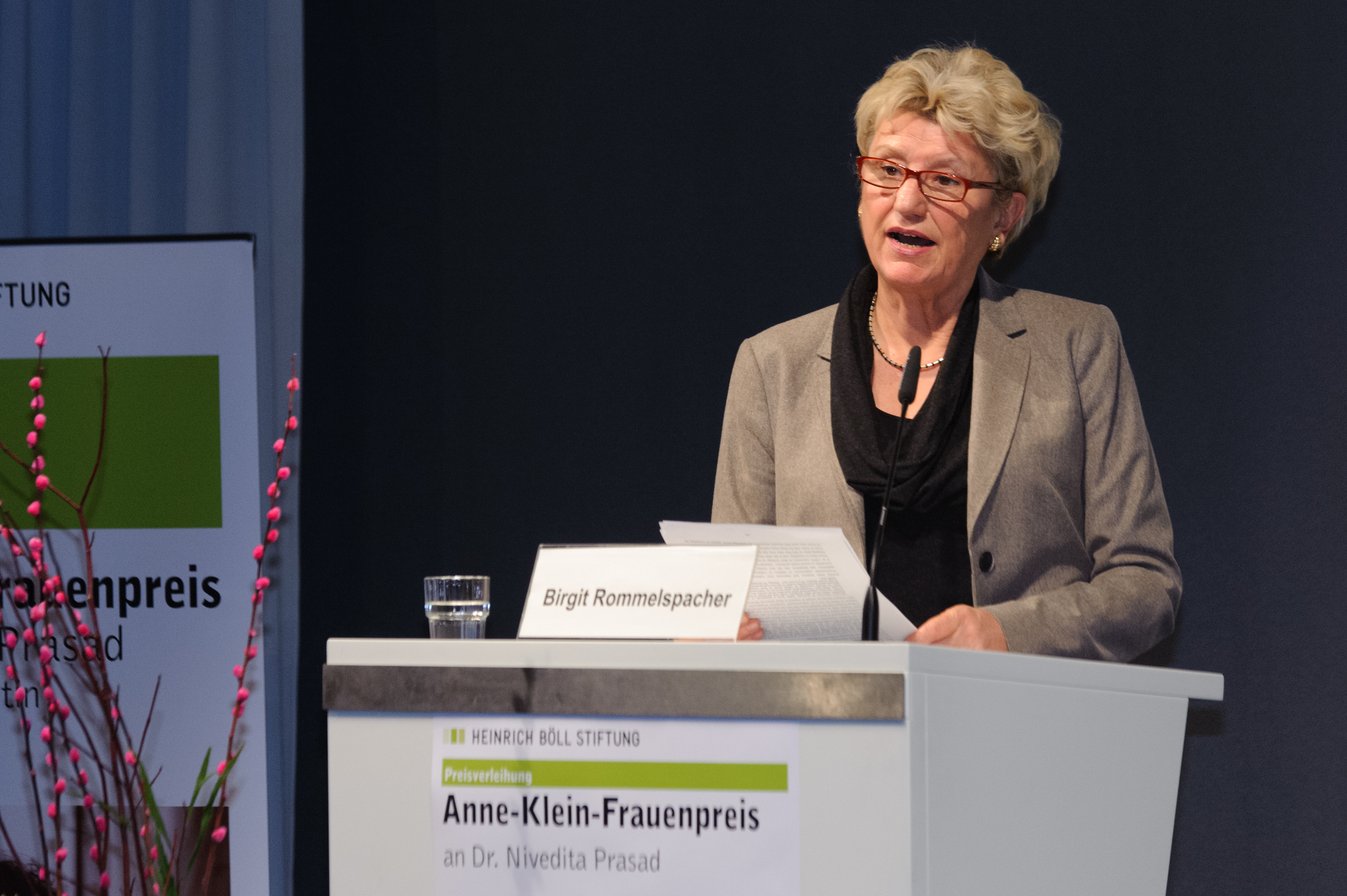
Birgit Rommelspacher (1945–2015)

- Rommelspacher, Stephan (* 1959), deutscher Kirchenmusiker, Chorleiter und Organist
- Rommelspacher, Thomas (* 1947), deutscher Politiker (SPD, Bündnis 90/Die Grünen), MdL
- Römmelt, Bernd (* 1968), deutscher Fotograf und Autor
- Rommen, Heinrich (1897–1967), deutscher Jurist, Widerständler und ein katholischer Sozialtheoretiker
- Rommeney, Gerhard (1907–1974), deutscher Mediziner und Hochschullehrer
- Rommenhöller, Carl Gustav (1853–1931), Pionier der Kohlensäureindustrie
- Rommer, Claire (1904–1996), deutsche Schauspielerin
- Römmer, Dirk (* 1943), evangelischer Geistlicher und niederdeutscher Autor, Sprecher und Moderator
- Rommerskirch, Erich (1904–1989), deutscher Jesuit und Schriftsteller
- Rommerskirchen, Johannes (1899–1978), deutscher katholischer Theologe und Bibliothekar
- Rommerskirchen, Jörg (* 1941), deutscher Ökonom und Staatssekretär (Berlin)
- Rommerskirchen, Josef (1916–2010), deutscher Politiker (CDU), MdB
- Rommerskirchen, Stefanie (* 1965), deutsche Badmintonspielerin
- Rommetveit, Magne (* 1956), norwegischer Politiker
- Römmich, Ludwig (1816–1894), pfälzischer Beamter und Politiker
- Romminger, David (* 1983), deutscher Fußballspieler
- Römmler, August Hermann, deutscher Unternehmer
- Römmler, Emil (1842–1941), deutscher Fotograf, Unternehmer und Kommerzienrat

### Romn
- Romnes, Elwin (1909–1984), US-amerikanischer Eishockeyspieler
- Romney, Ann (* 1949), Ehefrau des US-amerikanischen Politikers Mitt Romney
- Romney, Cyril (1931–2007), britischer Politiker, Chief Minister der Britischen Jungferninseln
- Romney, George (1734–1802), britischer Maler
- Romney, George W. (1907–1995), US-amerikanischer PolitikerGeorge W. Romney (1907–1995)

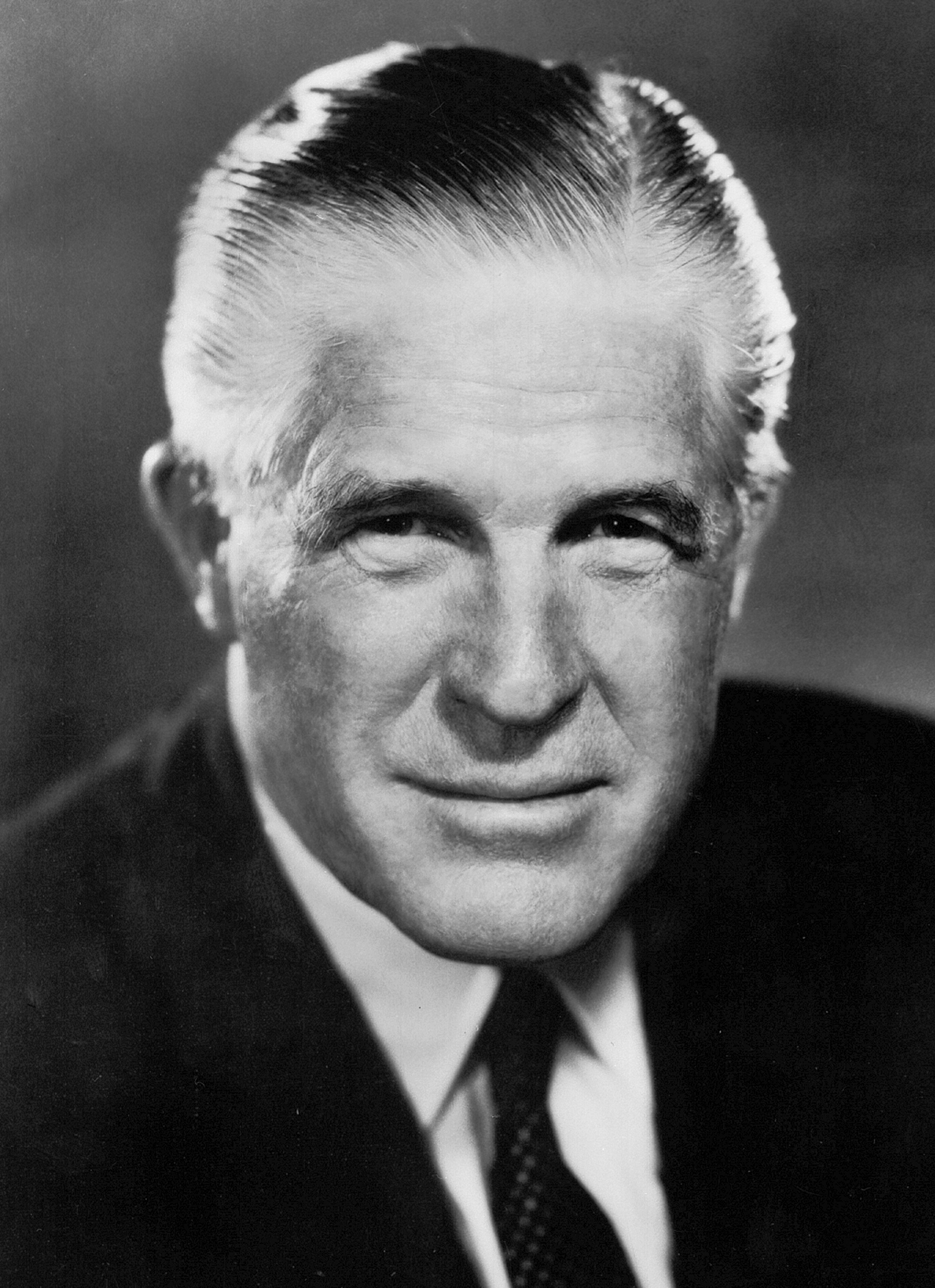
George W. Romney (1907–1995)

- Romney, Mitt (* 1947), US-amerikanischer PolitikerMitt Romney (* 1947)

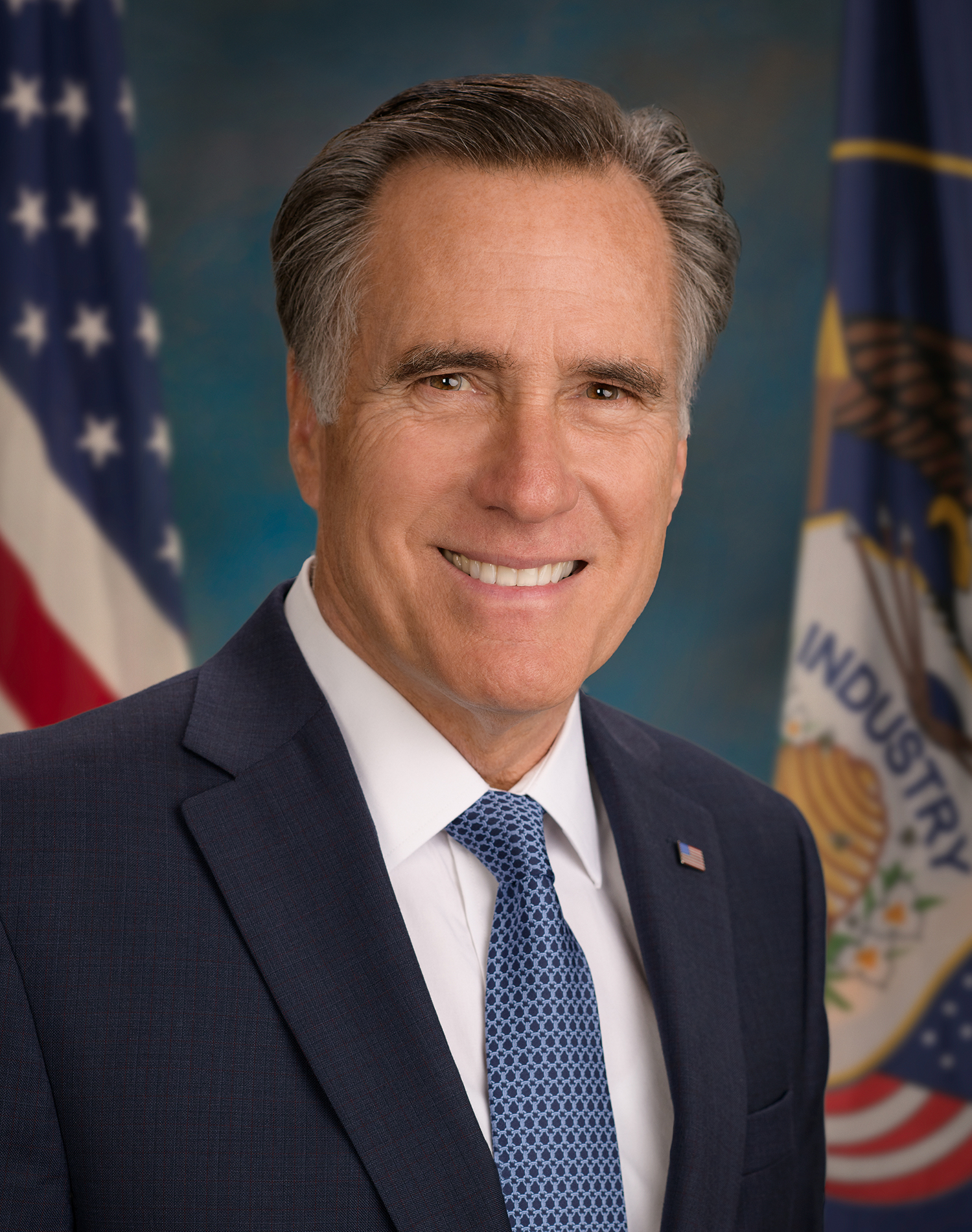
Mitt Romney (* 1947)

- Romney, Peter (1743–1777), englischer Maler
- Romniceanu, Mihail (1891–1960), rumänischer Finanzminister

### Romo
- Romo Muñoz, Rafael (* 1940), mexikanischer Geistlicher, emeritierter römisch-katholischer Erzbischof von Tijuana
- Romo, Daniela (* 1959), mexikanische Sängerin und Schauspielerin
- Romo, Denisse, mexikanische Handballspielerin
- Romo, Domingo (1917–1993), chilenischer Fußballspieler
- Romo, Horacio (* 1973), argentinischer Bandoneonist und Tangomusiker
- Romo, Javier (* 1999), spanischer Radrennfahrer
- Romo, Jorge (1923–2014), mexikanischer Fußballspieler
- Romo, Jorge (* 1990), chilenischer Fußballspieler
- Romo, Luis (* 1995), mexikanischer Fußballspieler
- Romo, Tony (* 1980), US-amerikanischer American-Football-Spieler
- Romodanow, Andrij (1920–1993), sowjetisch-ukrainischer Wissenschaftler und Neurochirurg
- Romodanowski, Fjodor Jurjewitsch (1640–1717), russischer Staatsbeamter und Politiker
- Romodanowski, Grigori Grigorjewitsch († 1682), russischer Offizier, Staatsbeamter und Politiker
- Romoff, Dick, US-amerikanischer Musiker (Kontrabass)
- Romoli, Dino Luigi (1900–1985), italienischer Ordensgeistlicher, Bischof von Pescia
- Romoli, Marina (* 1988), italienische Radrennfahrerin
- Romon, Gabriel (1905–1944), französischer Widerstandskämpfer
- Romøren, Bjørn Einar (* 1981), norwegischer SkispringerBjørn Einar Romøren (* 1981)

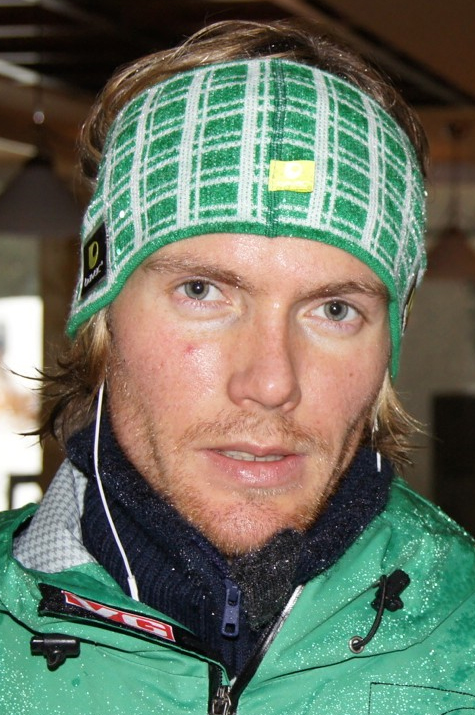
Bjørn Einar Romøren (* 1981)

### Romp
- Römpagel, Werner (1911–1946), deutscher SA-Führer
- Rompani, Santiago (1910–1999), uruguayischer Politiker
- Rompe, Aljoscha (1947–2000), deutscher Sänger und Autor
- Rompe, Gerhard (1931–2008), deutscher Sportmediziner
- Rompe, Robert (1905–1993), deutscher Physiker, SED-Funktionär, MdV
- Rompel, Annette (* 1965), deutsche Chemikerin und Hochschullehrerin
- Rompel, Dietmar (* 1962), deutscher Fußballspieler
- Rompel, Georg (1897–1982), deutscher katholischer Geistlicher, päpstlicher Hausprälat und Ehrendomherr des Bistums Limburg
- Rompel, Hans (1910–1981), deutscher Bildhauer und Grafiker
- Rompel, Karl (1888–1937), deutscher Politiker (NSDAP), MdR
- Rompelberg, Fred (* 1945), niederländischer RadrennfahrerFred Rompelberg (* 1945)

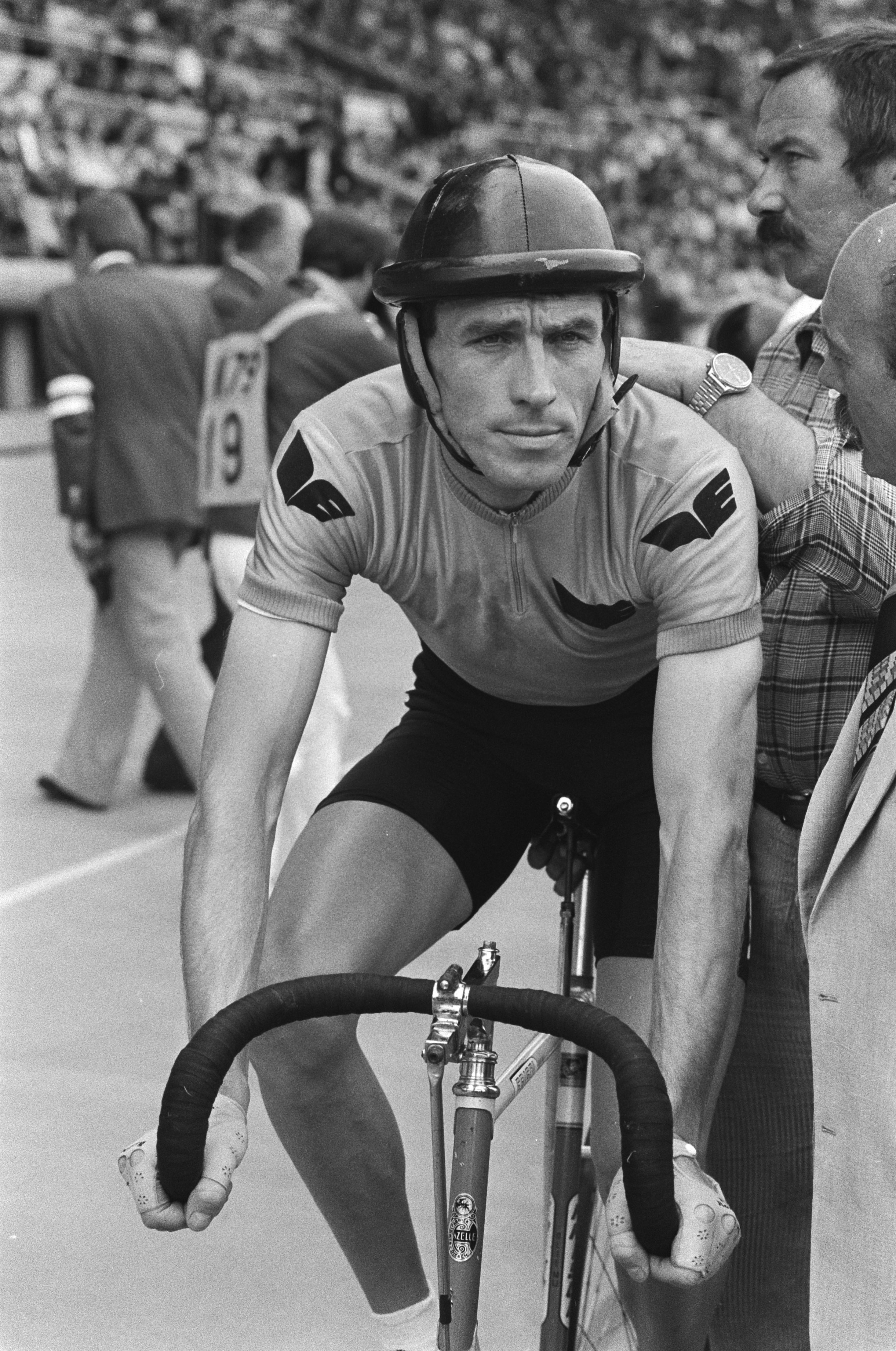
Fred Rompelberg (* 1945)

- Rompelman, Tom Albert (1906–1984), niederländischer Germanist und Literaturwissenschaftler
- Römpert, Peter (1944–2022), deutscher Bildhauer und Holzschneider
- Rompf, Christian (* 1986), deutscher Handballspieler
- Rompf, Ludwig (1820–1887), deutscher Landwirt und Abgeordneter
- Rompf, Peter E. (* 1940), deutscher Kantor, Komponist, Musiklehrer, Kirchenmusiker und Dissident in der ehemaligen DDR
- Rompf, Thomas (* 1969), deutscher Rechtswissenschaftler und Vertragsarztrechtler
- Rompies, Jessy (* 1990), indonesische Tennisspielerin
- Rompkey, Bill (1936–2017), kanadischer Politiker
- Rompkowski, Mateusz (* 1986), polnischer Eishockeyspieler
- Rompler von Löwenhalt, Jesaias, deutscher Dichter und Zeichner
- Römpler, Alexander (1860–1909), deutscher Theaterschauspieler in Berlin, Frankfurt am Main und Berlin und Leiter des Wiener Konservatoriums
- Rompolt, Astrid (* 1974), österreichische Politikerin (SPÖ), Landtagsabgeordnete
- Römpp, Georg (* 1950), deutscher Philosoph und Autor
- Römpp, Hermann (1901–1964), deutscher Chemiker und Fachautor
- Rompre, Robert (1929–2010), US-amerikanischer Eishockeyspieler und -trainer
- Rompza, Franz (* 1934), deutscher Fechter, deutscher Meister und Olympiateilnehmer
- Rompza, Sigurd (* 1945), deutscher Künstler der Konkreten Kunst

### Romr
- Romruen, Chai (* 1989), australischer Schauspieler

### Roms
- Romscha, Theodor (1911–1947), ukrainischer Bischof, Seliger
- Romson, Åsa (* 1972), schwedische Politikerin (Miljöpartiet de Gröna), Mitglied des Riksdag
- Romstad, Svein (* 1949), norwegisch-US-amerikanischer Rennrodler, Rennrodelfunktionär und Manager
- Romstedt, Armin (* 1957), deutscher Fußballspieler
- Romstet, Christian (1640–1721), deutscher Zeichner und Kupferstecher
- Romstöck, Kurt (1925–2017), deutscher Politiker (CSU), Oberbürgermeister von Neumarkt in der Oberpfalz
- Romstorfer, Karl (1854–1916), österreichischer Architekt
- Romswinckel, Joost (1745–1824), niederländischer Rechtsanwalt und Schöffe (Beigeordneter)
- Romsy, Karl (1903–1989), österreichischer Politiker (ÖVP), Landtagsabgeordneter

### Romu
- Romuald († 1027), Heiliger und Ordensgründer der KamaldulenserRomuald († 1027)

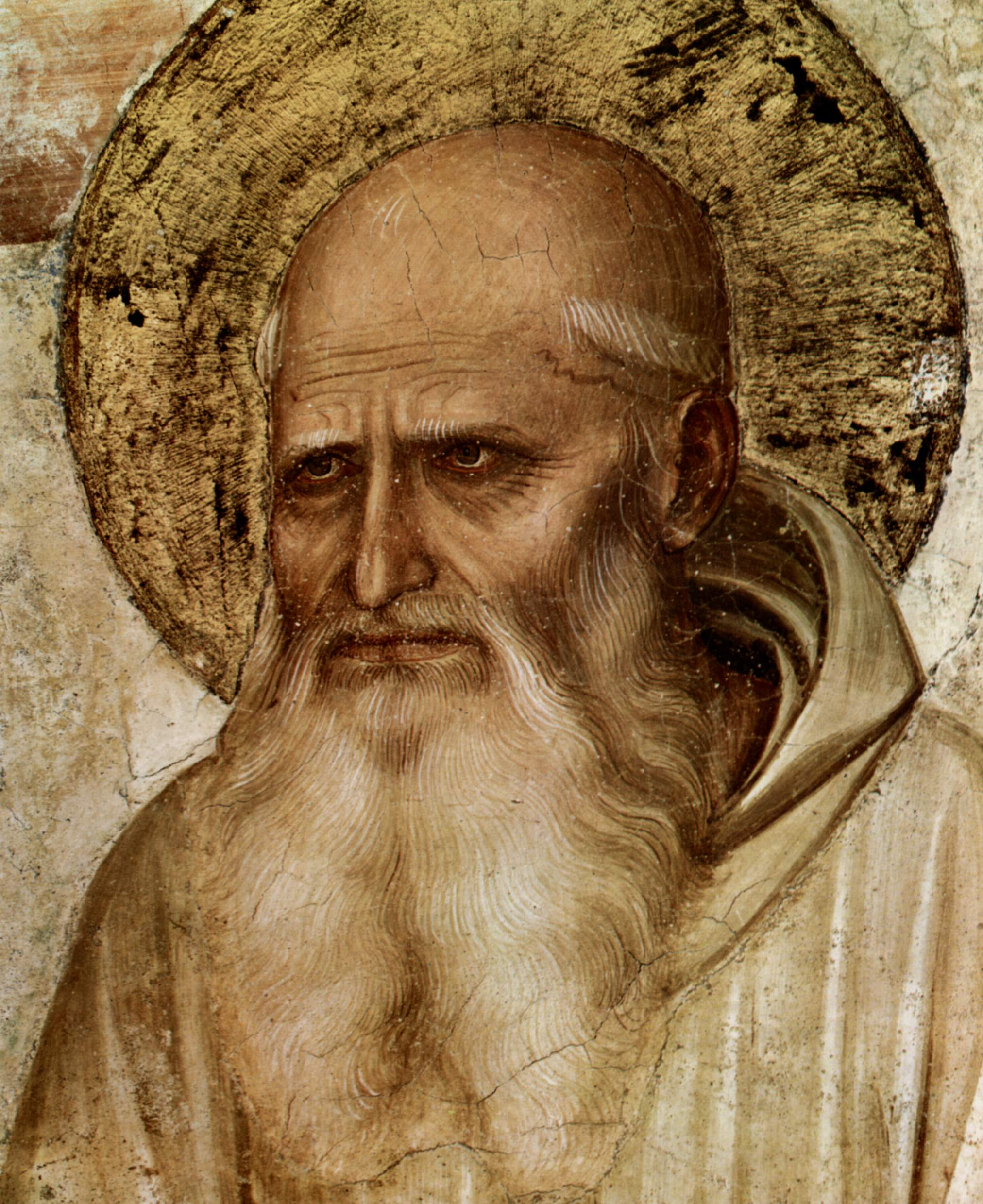
Romuald († 1027)

- Romuald I. († 687), Herzog von Benevent (662–687)
- Romuald II., Herzog von Benevent
- Romuald von Salerno († 1181), Erzbischof, Geschichtsschreiber, Arzt
- Rômulo (* 1987), brasilianischer Fußballspieler
- Rômulo (* 1990), brasilianischer Fußballspieler
- Rômulo (* 1995), brasilianischer Fußballspieler
- Romulo, Alberto (* 1933), philippinischer Politiker
- Rómulo, Carlos P. (1899–1985), philippinischer Politiker
- Romulus († 112), Heiliger und Märtyrer
- Romulus Augustulus, letzter weströmischer Kaiser in ItalienRomulus Augustulus

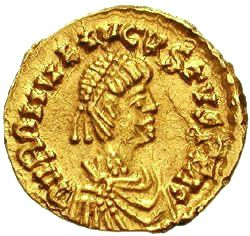
Romulus Augustulus

- Romulus von Fiesole, Diakon in Fiesole, Heiliger
- Romulus, Valerius († 309), Sohn des römischen Usurpators Maxentius
- Romund, Jan (* 1983), deutscher Volleyball- und Beachvolleyballspieler
- Romus, Rent (* 1968), US-amerikanischer Jazzmusiker (Saxophone, Komposition)

### Romy
- Romy (* 1989), deutsche Schlagersängerin
- Romy, Kevin (* 1985), Schweizer Eishockeyspieler